# Geschichte Münchens

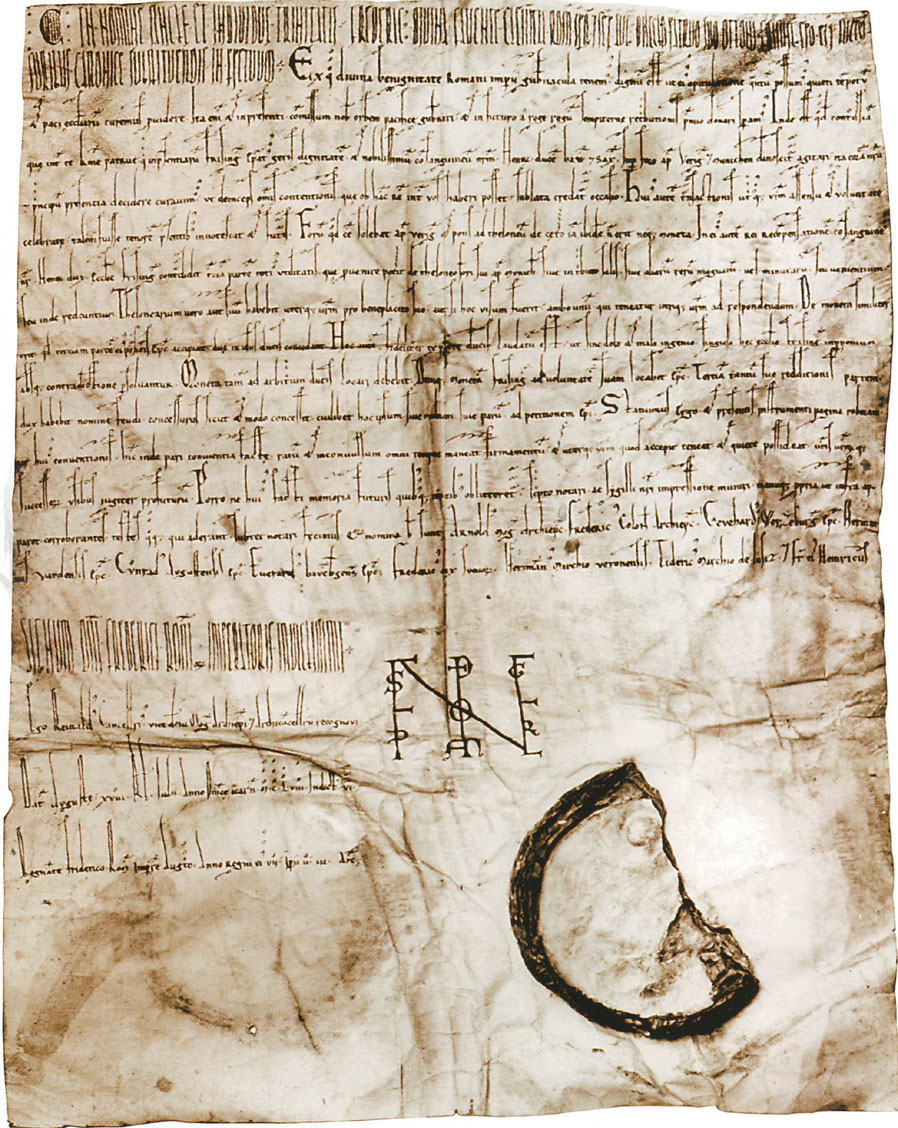
Faksimile des Augsburger Schieds, in dem München erstmals genannt wurde

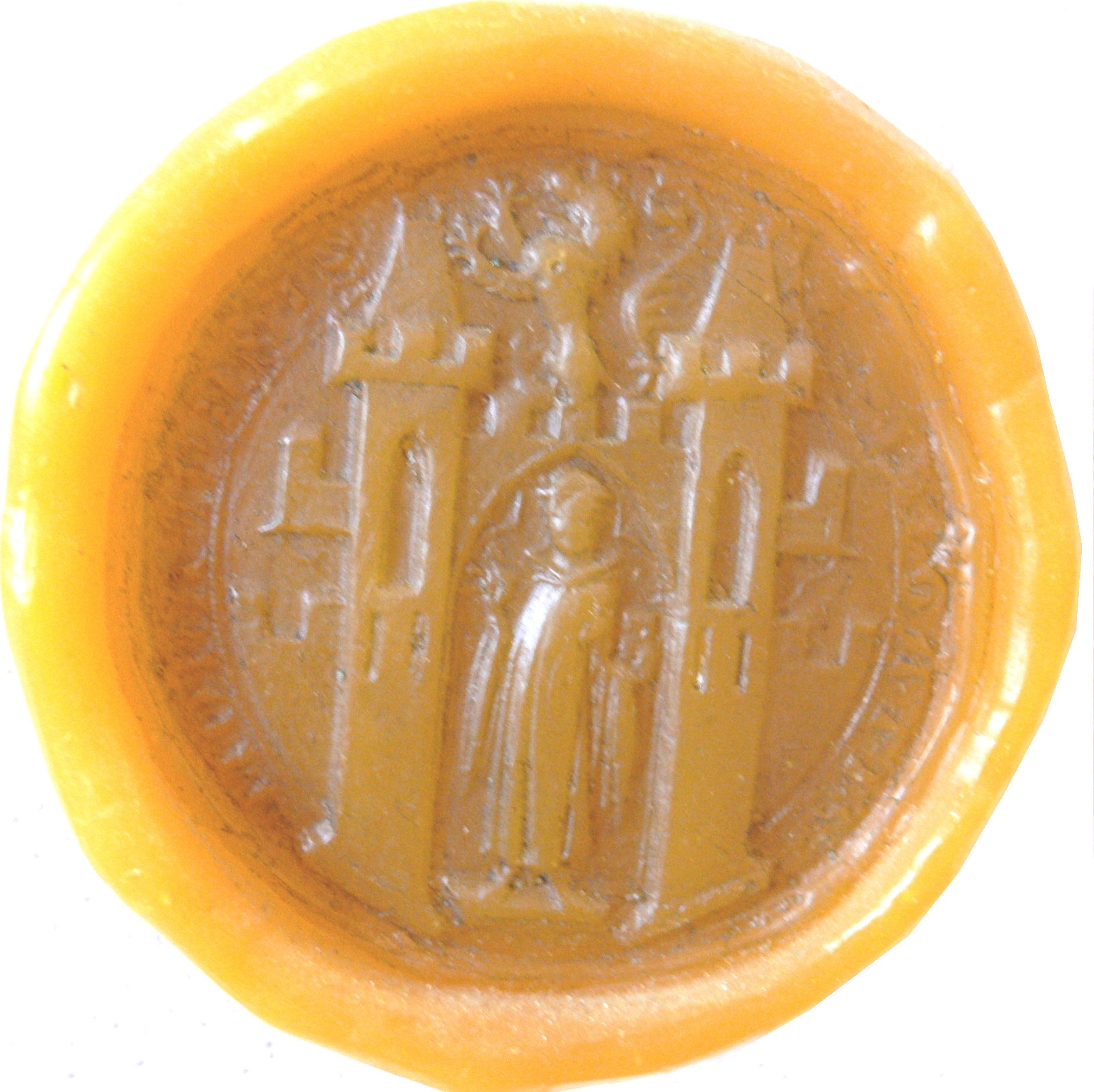
Münchner Stadtsiegel von 1330

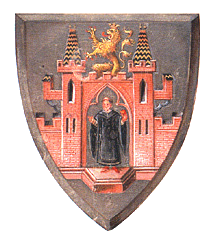
Wappen Münchens 1865–1936 und 1949–1957 Die Bezeichnung des Mönchs im Wappen als Münchner Kindl ist erstmals 1727 nachgewiesen

Die uns bekannte Geschichte Münchens begann am 14. Juni 1158 mit der erstmaligen Erwähnung von „Munichen“, einem durch Heinrich den Löwen angelegten Markt, im Augsburger Schied. Die Anfangszeit Münchens war geprägt von Auseinandersetzungen zwischen dem Herzog von Bayern und dem Bischof von Freising, Mitte des 13. Jahrhunderts konnten sich die Herzöge aus dem Haus Wittelsbach in der Stadtherrschaft durchsetzen. Von da an bis zum Ende der Monarchie 1918 war München Residenzstadt der Wittelsbacher Herzöge, Kurfürsten und Könige sowie Hauptstadt Bayerns oder zumindest eines der bayerischen Teilherzogtümer. Neben die Stadtherrschaft durch die Wittelsbacher trat zunehmend auch die bürgerliche Selbstverwaltung. 1286 wurde erstmals ein Rat der Stadt erwähnt. Nachdem der Magistrat der Stadt zunächst 1810 aufgehoben worden war, wurde München 1818 eine eigenständige Gemeinde. Seit 1918 ist München Hauptstadt des Freistaats Bayern.

## Übersicht
- 1158 Erstmalige urkundliche Erwähnung Münchens im Augsburger Schied als Markt Heinrichs des Löwen
- 1175 Baubeginn des Ersten Mauerrings
- 1180 München fiel an den Bischof von Freising
- 1225 Erste urkundliche Erwähnung der ältesten Pfarrkirche St. Peter
- 1240 München ging von bischöflichen in wittelsbachischen Besitz über
- 1255 München wurde Residenzstadt des Teilherzogtums Oberbayern
- 1271 Die Marienkapelle wurde zur zweiten Pfarrkirche erhoben
- 1327 Großer Stadtbrand von München
- 1328 Die Stadt wurde für zwei Jahrzehnte kaiserliche Residenz, erheblich erweitert und mit einem zweiten Mauerring versehen
- 1337 Vollendung des Zweiten Mauerrings
- 1385 Bürgeraufstand: Mit der Neuveste begann die Geschichte der Münchner Residenz
- 1392 Schaffung des Herzogtums Bayern-München
- 1397–1402: Münchner Unruhen
- 1442 Vertreibung aller Juden aus der Stadt
- 1480 Fertigstellung des Alten Rathauses
- 1494 Einweihung des Neubaues der Frauenkirche
- 1504 München wurde nach der Wiedervereinigung der Herzogtümer alleinige Hauptstadt Bayerns
- 1550–1579 Herzog Albrecht V. machte München zu einem Zentrum der Renaissancekunst
- 1583 Bau der Michaelskirche mit Jesuitenkolleg (Gegenreformation)
- 1589 Gründung des Hofbräuhauses
- 1609 Die Katholische Liga entstand in München
- 1623 München wurde während des Dreißigjährigen Krieges kurfürstliche Residenzstadt
- 1634 Schwedische Besatzung; im darauffolgenden Jahr brach die Pest aus, der ein Drittel der Bevölkerung erlag
- 1663 Hochbarock: Baubeginn von Schloss Nymphenburg und Theatinerkirche sowie kurz zuvor auch des ersten Opernhauses
- 1704 Habsburgische Besatzung im Spanischen Erbfolgekrieg und Sendlinger Mordweihnacht an Heiligabend 1705
- 1724 Als erste Vorstadt wurde das Lehel voll unter die Gerichtsbarkeit der Stadt gestellt
- 1727 Grundsteinlegung für St. Anna im Lehel, erste Rokokokirche Bayerns.
- 1742 Habsburgische Besatzung im Österreichischen Erbfolgekrieg
- 1753 Eröffnung des Residenztheaters
- 1777 München wurde Hauptstadt von Kurpfalz-Bayern
- 1789 Anlage des Englischen Gartens und Abbruch der Stadtbefestigung
- 1803 Säkularisation in Bayern erfasste München
- 1805 Die Errichtung der Maxvorstadt mit Brienner Straße und später Ludwigstraße begann
- 1806 München wurde Hauptstadt des Königreiches Bayern und somit Königliche Haupt- und Residenzstadt
- 1810 Erstes Oktoberfest
- 1811 Grundsteinlegung für das Nationaltheater
- 1825–1848 König Ludwig I: München wurde zu einer Kunststadt mit Weltruf
- 1826 Die Ingolstädter Universität zog um nach München (→ Ludwig-Maximilians-Universität)
- 1836 Eröffnung der Alten Pinakothek
- 1839 Die zweite deutsche Eisenbahn fuhr von München nach Augsburg
- 1848 Unruhen während der  März-Revolution
- 1854 100.000 Einwohner, München wird Großstadt nach Eingemeindung von Au, Giesing und Haidhausen
- 1854 Baubeginn der Maximilianstraße als dritter Prachtstraße
- 1860 Gründung des TSV 1860 München
- 1864 Thronbesteigung König Ludwigs II. und Uraufführung von Opern Richard Wagners im Nationaltheater
- 1867 Beginn des Baus des Neuen Rathauses
- 1868 Gründung der Technischen Universität
- 1886–1912 Kulturelle Blüte und technischer Fortschritt unter Prinzregent Luitpold
- 1890 Die Stadt Schwabing wurde eingemeindet
- 1891 Anlegung der Prinzregentenstraße
- 1899 Eingemeindung von Nymphenburg
- 1900 Gründung des FC Bayern München
- 1911 Eröffnung des Städtischen Stadion an der Grünwalder Straße
- 1917 Die BMW GmbH entstand
- 1918 Revolution und Sturz der Monarchie
- 1919 Ausrufung und Untergang der Bayerischen Räterepublik
- 1923 Der Hitler-Ludendorff-Putsch scheiterte in München
- 1931 Im Deutschen Museum wurde die erste Fernsehsendung der Welt gezeigt
- 1933–1945 Gleichschaltung in der Zeit des Nationalsozialismus; München als Hauptstadt der Bewegung
- 1934 Nacht der langen Messer
- 1938 Münchner Abkommen
- 1938 Die Stadt Pasing wurde eingemeindet
- 1939 Bürgerbräukeller-Attentat
- 1942–1943 Widerstandsbewegung Weiße Rose
- 1944 Schwere Bombenschäden im Zweiten Weltkrieg
- 1945 Amerikanische Truppen besetzten und befreiten die Stadt
- 1957 München wird Millionenstadt
- 1962 Schwabinger Krawalle
- 1967 Neuperlach entsteht seither als größte Satellitenstadt
- 1971 Eröffnung der U-Bahn München
- 1972 Olympische Sommerspiele in München und Geiselnahme von München
- 1980 Oktoberfestattentat
- 1992 Eröffnung des neuen Flughafens München Franz Josef Strauß
- 1998 Einweihung der neuen Messe München
- 2005 Eröffnung der Allianz Arena

## Vorgeschichte

### Frühgeschichte
Schon aus dem Tertiär und der Eiszeit im sich anschließendem Quartär gibt es archäologische Funde im Münchner Raum. Beckenknochen eines Dinotheriums, eines Urzeit-Elefanten, wurden in einer Münchner Kiesgrube gefunden. Mit der letzten Kältephase der Eiszeit begannen die Gletscher, die den gesamten Alpenraum bedeckten, zu schmelzen. Aus einem 150 km breiten See mit dickem wasserundurchlässigem Lehmboden bildete sich die Münchner Schotterebene.

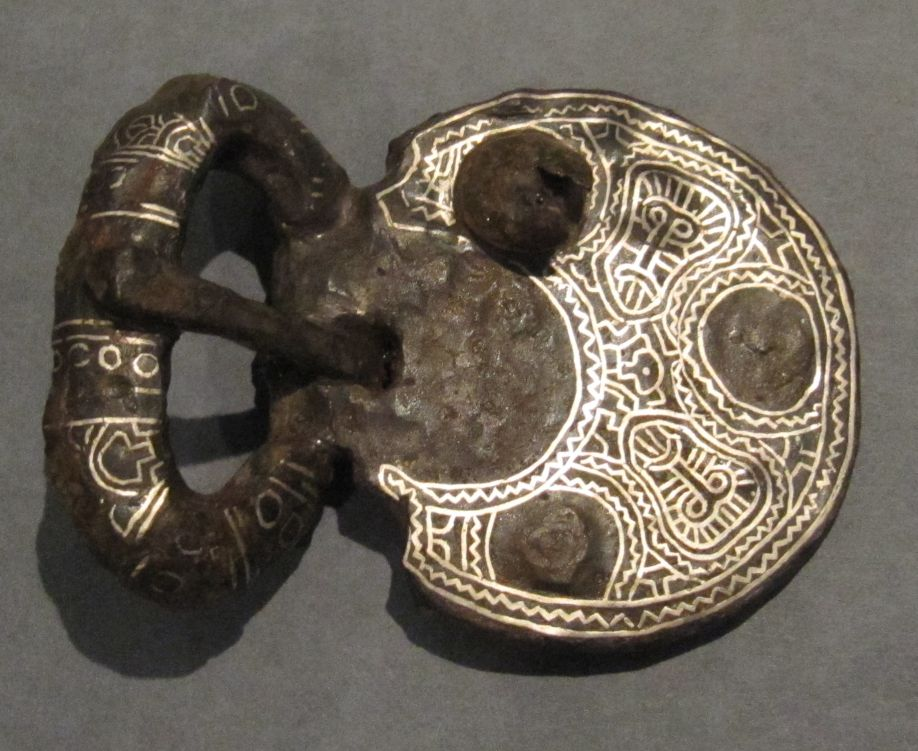
Gürtelschnalle aus einem Gräberfeld des 5.–7. Jh. in Aubing

Ausgrabungen im Altstadtbereich zeigen, dass das Stadtzentrum bereits am Ende der Jungsteinzeit, etwa 2000 v. Chr., von Menschen besiedelt war. Aus der Steinzeit stammen auch Hockergräber in den heutigen Stadtteilen Berg am Laim, Pasing, Moosach und Sendling.
Funde von Gräbern in Harlaching und im Luitpoldpark zeigen, dass auch während der Bronzezeit die Ufer von Isar und Würm besiedelt waren. Erst 2014 fanden Archäologen direkt in der Münchner Altstadt, unterhalb des Apothekenhofes der Residenz, ein fast unversehrtes, spätbronzezeitliches Grab.
Im Gebiet des künftigen Münchner Stadtteils Freiham lebten ebenfalls bereits in der Hallstattzeit, also im 7./6. Jahrhundert v. Chr. Menschen, hier gab es eine Siedlung mit mehreren Hofstellen, entsprechende Pfostengruben wurden im Norden Freihams bei archäologischen Ausgrabungen 2014 entdeckt.

### Antike – Kelten und Römer
Ab dem 3. Jahrhundert v. Chr. gründeten die keltischen Stämme im Alpenvorland erste befestigte, stadtähnliche Siedlungen. In dem Oppidum von Manching lebten damals bereits etwa 5.000 bis 10.000 Kelten innerhalb einer Stadtbefestigung. Aus der Keltenzeit stammen im Münchner Raum Viereckschanzen in der Aubinger Lohe, in Langwied, Feldmoching und Perlach. Das spätere Gebiet Münchens lag jedoch westlich des bis zum Chiemsee reichenden keltischen Königreichs Noricum und war vergleichsweise dünn mit einigen Gutshöfen besiedelt. Um ca. 50 v. Chr. verschwanden viele Siedlungen, auch Manching wurde verlassen, es entstand die sogenannte „Boiische Einöde“. Der Verbleib der keltischen Bevölkerung ist bis dato noch nicht geklärt und ist Gegenstand zahlreicher Hypothesen. Es wird jedoch von germanischen Einfällen aus dem heutigen Mitteldeutschland ausgegangen, die weite Landstriche kurz vor Ankunft der Römer weitgehend entvölkerten.

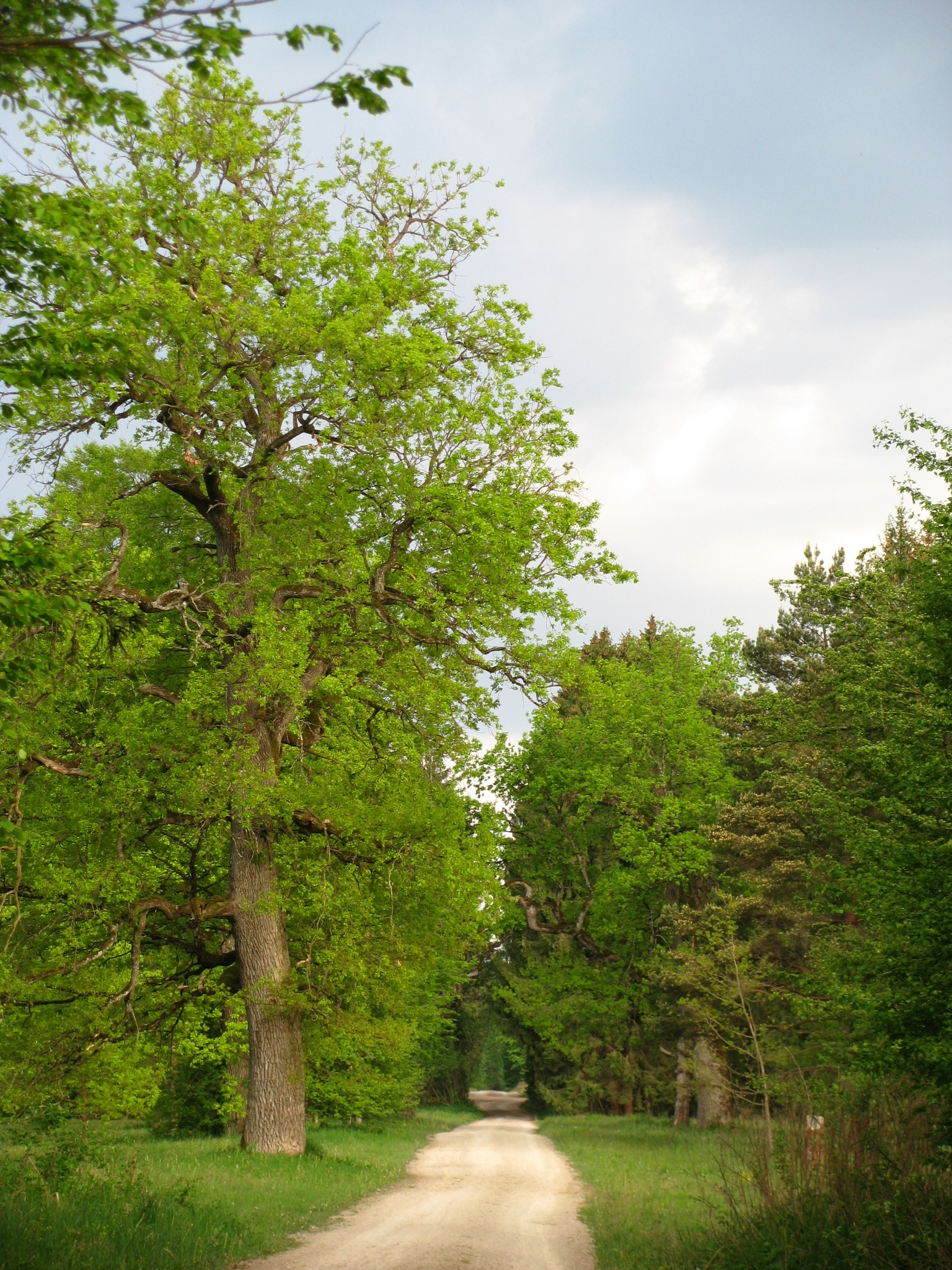
Via Julia heute, im Forstenrieder Park

Zur Zeit des Kaisers Augustus wurde jedenfalls das keltisch besiedelte Gebiet des heutigen Altbayerns südlich der Donau ab 25 v. Chr. Teil des Römischen Reiches und seiner Provinz Raetia. Hauptstadt Rätiens wurde Augusta Vindelicorum (Augsburg). Reste römischer Gräber im Münchner Raum wurden in Aubing, Englschalking und Denning gefunden, in Denning gibt es auch Reste einer Villa rustica. Bei den Ausgrabungen in Freiham wurden auch zwei große und gut erhaltene Öfen aus der Römerzeit entdeckt, sie lagen am Rand einer Siedlung, in der es auch Steingebäude gab. Zwei römische Fernstraßen führten am Rand des heutigen Stadtgebietes über die Isar, die Via Julia bei Grünwald im Süden und eine weitere bei Unterföhring im Norden. Letztere sollte später bei der Stadtgründung Münchens eine wichtige Rolle spielen. In Grünwald selbst befand sich die Römerschanze Grünwald. Das weitläufige Bodendenkmal geht auf eine römische Wachstation und Siedlung zurück. Nachdem der letzte römische Kaiser Romulus Augustulus 476 n. Chr. abgesetzt worden war und in der Folge die Soldzahlungen in Raetia ausblieben, verließen bis 488 viele der provinzialrömischen Bewohner die nördlich der Alpen liegenden Provinzen des einstigen Weströmischen Reiches.

### Frühmittelalter – Bajuwaren
Nach Zusammenbruch der römischen Herrschaft in der Mitte des 5. Jahrhunderts und der Eroberung Italiens durch den König der Ostgoten Theoderich im Jahre 489, fiel auch die Provinz Raetia, die zur Diözese Italia gehört, an die Goten. In der Folge bildete sich das Volk der Bajuwaren, das 551 erstmals genannt wurde. Archäologische Funde und eine neue Interpretation der Quellen lassen den Schluss zu, dass die Bajuwaren weniger germanische als (kelto-)romanische Wurzeln hatten. Die römische Bevölkerung war nicht ganz abgezogen, auch die Strukturen des römischen Reichs bestanden fort, was im Übrigen auch viele lateinische Sprachreste in den bayerischen Mundarten zu bestätigen scheinen. Archäologisch wurden in Unterhaching ebenso wie in Straubing Zeugnisse einer fürstlichen Oberschicht für das erste Drittel des 6. Jahrhunderts nachgewiesen. Vermutlich haben sich die Bajuwaren damals aus verschiedenen Volksgruppen gebildet, den Resten der keltischen Bevölkerung (Vindeliker und Boier), aus einheimischen Römern, aus alemannischen, fränkischen bzw. thüringischen, ostgotischen, markomannischen und langobardischen Volkssplittern sowie aus germanischen Söldnern der römischen Grenztruppen. Auch aus der Zeit der Bajuwaren wurde eine Vielzahl von Reihengräbern in München gefunden, Schwerpunkte der Siedlung waren wiederum die Flussufer von Isar und Würm. Auch in Johanneskirchen wurde eine bajuwarische Siedlung gefunden. Etwa ab der Mitte des 6. Jahrhunderts bildete sich mit den Agilolfingern die erste bairische Stammesdynastie, die von ihrem Herrschaftssitz in Regensburg aus ihr Hoheitsgebiet bis Mitte des 8. Jahrhunderts nach Osten bis zur Enns und nach Süden bis ins heutige Südtirol erweiterten.

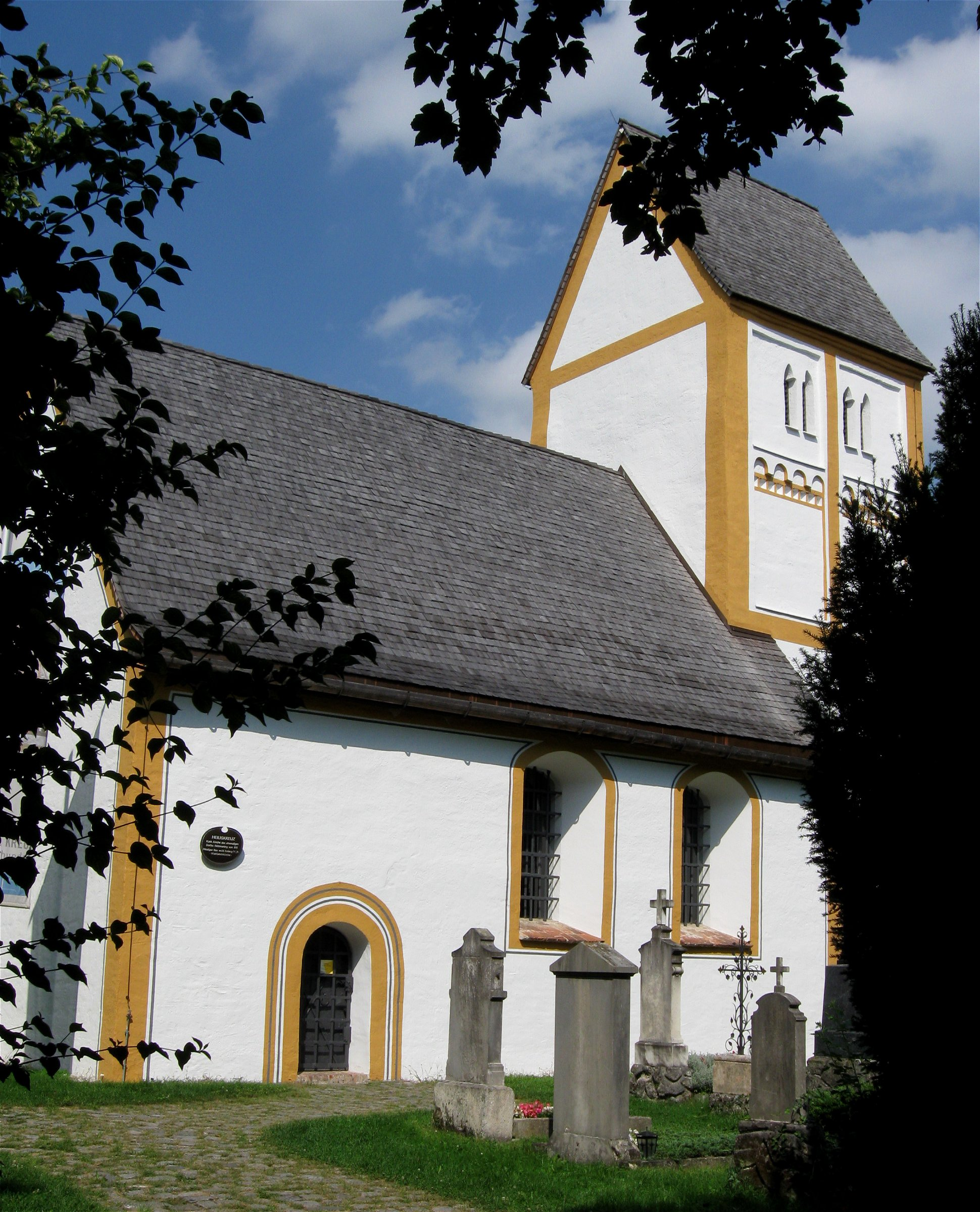
Romanische Heilig-Kreuz-Kirche in Fröttmaning. Eine Schenkungsurkunde im Zusammenhang mit der Kirche aus dem Jahre 815 ist die älteste Urkunde im Bayerischen Staatsarchiv

Die ältesten urkundlichen Erwähnungen einer bajuwarischen Siedlung auf dem heutigen Stadtgebiet erfolgten 750 mit der Nennung Oberföhrings als „ad Feringas“ und 763 mit Pasing als „villa Pasingas“. Erst 2016 wurden in Pasing auf einem rund 1.000 m² großen Areal an der Josef-Retzer-Straße Reihengräberfelder mit 140 Bestattungen bajuwarischer Bewohner freigelegt. Es folgten u. a. 768 Bogenhausen als „Pupinhusir“, 782 Schwabing als „Suuapinga“, zwischen 779 und 806 Sendling als „Sentilinga“, 790 Giesing als „Kyesinga“ usw. (siehe die Chronik der Stadt München/Vorgeschichte). Im Jahre 813 wird eine Kirchenstiftung an das Bistum Freising erwähnt, bei der es sich wohl um St. Stephan in Baumkirchen handelt. 815 erfolgte die Erwähnung von Fröttmaning, dessen Dorfkirche Heilig Kreuz heute als älteste im Stadtgebiet gilt. In weiteren dieser Siedlungen stehen noch heute im Kern romanische Kirchen, so St. Johann Baptist in Johanneskirchen, St. Martin in Moosach und St. Nikolaus in Englschalking. Als letzte Siedlungen vor der ersten Nennung Münchens 1158 wurden 1149 Milbertshofen als „Ilmungeshofen“ und Harlaching als „Hadaleichingen“ urkundlich erwähnt. Später als München sind 1163 Neuhausen als „Niwenhusen“, 1166 Forstenried als „Uorstersriet“ und 1200 Denning als „Tenningen“ erstmals urkundlich genannt. Grundsätzlich zählen alle Ortschaften, die auf „ing“ enden, zu den frühesten mittelalterlichen Siedlungen. Bis kurz nach 800 entstanden somit die meisten der heutigen Münchner Ortsteile und nur wenige wurden danach gegründet. Die Region um das spätere München war allerdings im frühen Mittelalter ein eher unbedeutendes Gebiet im Stammesherzogtum der Baiern, einmal jedoch hielt der baierische Herzog Tassilo III. im Jahre 756 die Synode von Aschheim ab. Der Frankenkönig Karl der Große verleibte sich dann im Jahre 788 das bis dahin selbstständige Herzogtum Baiern in sein Reich ein.
Die Agilolfinger Herzöge errichteten bereits um 700 n. Chr. auf einem Berg bei „Frigisinga“ eine Pfalz. Somit ist das heutige Freising die einzig bekannte Stadtgründung der bajuwarischen Agilolfinger und die älteste Stadt in Oberbayern. Die Freisinger Bischöfe genossen bald hohes Ansehen bei den Königen und Kaisern der nachfolgenden Zeit. Im Jahr 903 erwarb der Freisinger Bischof Waldo den Marktplatz Feringa (Föhring). In der Folge konnte Freising den Profit vom Salzhandel auf der Straße von Salzburg nach Augsburg abschöpfen, da es so in den Besitz der Isarbrücke (in der Nähe des heutigen Stauwehrs Oberföhring) kam. Die Einnahmen durch den Salzzoll waren so lukrativ, dass mit dem Brückenzoll die 903 abgebrannte Freisinger Domkirche wiederaufgebaut wurde. Bis etwa 950 wurde die ganze Gegend wiederholt von Raubzügen der Ungarn heimgesucht. Das Wall Birg wird damit in Zusammenhang gebracht. In dieser Zeit kam es nach dem Aussterben der ostfränkischen Karolinger zu einem Wiedererstarken des Stammesherzogtums.

## Die Anfänge

### Namensgebung, frühe Besiedlung und Stadtgründung

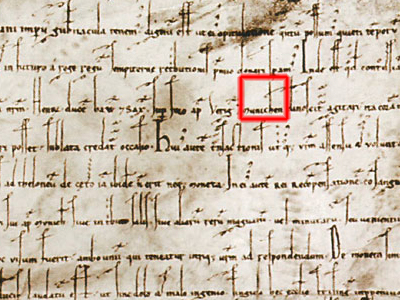
Erste urkundliche Erwähnung Münchens („munichen“) im Augsburger Vergleich

Der Name München wird üblicherweise als „bei den Mönchen“ gedeutet, begründet in der Bezeichnung forum apud Munichen, mit der die Stadt bei ihrer erstmaligen urkundlichen Erwähnung im Augsburger Vergleich vom 14. Juni 1158 durch den Staufer Kaiser Friedrich I. Barbarossa genannt wird.

Reitersiegel Heinrich des Löwen 1160

Dabei geht Munichen wohl auf den Dativ Plural des althochdeutschen munih bzw. mittelhochdeutschen mün(e)ch, den Vorläufer des Wortes Mönch, zurück. Vor der Gründung der Stadt soll es hier eine Niederlassung von Mönchen aus dem Kloster Schäftlarn gegeben haben. Für Klöster war es damals nicht unüblich, klösterliche Niederlassungen, also weitere Mönchssiedlungen, zu gründen. Dass diese Niederlassung, wie vielfach behauptet, auf dem Petersbergl lag, ist bislang nicht durch archäologische Funde bestätigt. Nach einer anderen Hypothese lag die namensgebende Mönchsniederlassung bei dem späteren Klosterhof Schäftlarn an der Stelle der heutigen Michaelskirche. Eine früher angenommene Verbindung zum Kloster Tegernsee gilt seit einiger Zeit als widerlegt. Es ist nicht einmal sicher, ob bei der Gründung Münchens überhaupt noch eine Mönchssiedlung bestand, oder ob munichen bereits eine feststehende Ortsbezeichnung darstellte, die auf eine frühere, aber nicht mehr bestehende Mönchssiedlung zurückging. Historisch wurde München auch bei seinen lateinischen Namen genannt: Monachia bzw. Monachium. Im Dialekt wird die Stadt Minga genannt; diese Form ist in der Stadtmundart allerdings unüblich geworden, wo sie durch die standarddeutsche Entsprechung verdrängt worden ist, und wird praktisch nur noch im Umland verwendet. Der Münchner Dialekt gehört der mittelbairischen Mundart an.
Im Zuge der archäologischen Grabungen am Marienhof im Vorfeld des Ausbaus der S-Bahn ab 2012 wurden Scherben von Gefäßen aus dem frühen elften Jahrhundert gefunden, die erneut beweisen, dass die Siedlung München älter sein muss als ihre erste urkundliche Erwähnung aus dem Jahr 1158. Auch in der Salvatorstraße und an der Hofstatt und in der Hochbrückenstrasse haben Archäologen bisher Funde aus dieser Zeit gemacht. 2020 haben Archäologen sogar einen bislang unbekannten Siedlungskern auf der Fläche der heutigen Münchner Altstadt entdeckt. Auf etwa 150 Quadratmetern an der Hochbrückenstraße waren zahlreiche Überreste von Keramik, von Holzbauten und Ofenanlagen zum Vorschein gekommen. Nach dem Grabungsbericht stammen die Funde aus dem 11. und frühen 12. Jahrhundert, sie „gehören zu den ältesten mittelalterlichen Objekten, die in der Münchner Altstadt gefunden wurden“. Den Funden zufolge hatte die Siedlung bis ins 14. Jahrhundert bestanden; das ist die Zeit, in der München einen zweiten, weiteren Mauerring erhielt, von dem heute noch Reste wie das Isartor, das Sendlinger Tor oder ein Mauerstück an der Jungfernturmstraße existieren.
Das Licht der Geschichte als München betrat die Siedlung 1157/1158 durch den Welfen Heinrich XII. den Löwen, Herzog von Sachsen und Bayern. Erst 1156 hatte Heinrich das seinem Vater Heinrich dem Stolzen einst entzogene Herzogtum Bayern von seinem kaiserlichen Vetter zurückerhalten. Der Herzog ließ etwa bei der heutigen Ludwigsbrücke an der Furt am „gachen Steig“ (Gasteig) eine Brücke über die Isar errichten, die über eine im Fluss liegende Kiesbank, die heutige Museumsinsel, führte, um sich durch Zölle auf den durchlaufenden Salzhandel zu bereichern. Der genaue Zeitpunkt der Errichtung dieser Holzbrücke ist aber ungeklärt, da im Augsburger Schied von 1158 zwar die Föhringer Zollbrücke, nicht aber eine Isarbrücke bei München erwähnt wird, sondern erst 1180 im Regensburger Schied. Die Münchner Furt oder Brücke errang allerdings erst ihre Bedeutung, als Heinrich der Löwe die bislang existierende Isar-Brücke des Bischofs von Freising zwischen dem heutigen Oberföhring (Stadtteil von München) und Unterföhring (eigenständige Gemeinde; damals einfach Feringa) zerstören ließ und die Salzhändler die Münchner Furt bzw. die dortige neue Brücke benutzen mussten, um die Isar zu überqueren. Der mehrmalige Versuch des Bischofs, seine Brücke wieder aufzubauen, wurde durch Sabotage vom Herzog vereitelt. Diese Auseinandersetzung war der Auslöser für den Augsburger Schied von 1158. Daraufhin wurde etwa 700 Jahre, bis zum Bau der Föhringer Eisenbahnbrücke, bei Föhring keine Brücke mehr gebaut. Die Fuhrleute waren nun gezwungen, die Römerstraße nach Föhring zu verlassen, um die Straße Richtung München einzuschlagen. Die Brücke bei München blieb lange die einzige befahrbare Isarbrücke zwischen Bad Tölz und Freising.
Im anschließenden Augsburger Vergleich (früher fälschlicherweise auch Augsburger Schiedsspruch oder Augsburger Schied genannt) vom 14. Juni 1158 legte Kaiser Friedrich Barbarossa den Streit zwischen dem Bischof Otto von Freising, ein Onkel des Kaisers, und Heinrich dem Löwen bei. Der Konflikt zwischen Herzog Heinrich dem Löwen und Bischof Otto von Freising wurde aber nicht durch einen Schiedsspruch oder gar ein Rechtsurteil Kaiser Friedrichs beendet, sondern durch eine „conventio“, eine gegenseitige, gütliche Einigung beigelegt. Letztlich ging der Streit um die Isar-Brücken eher zugunsten von Heinrich aus. München wurde das Markt- und Münzrecht bestätigt, jedoch musste München ein Drittel der daraus resultierenden Einnahmen an das Hochstift Freising abführen. Diese Zahlungen erfolgten bis 1803 an Freising und dann bis 1852 an den bayerischen Staat. Der Tag der namentlichen Ersterwähnung durch den Augsburger Schied, der 14. Juni 1158, ist der offizielle Stadtgründungstag Münchens, obwohl die Formulierungen dieses Vergleichstextes („der Streit, der um den Markt bei Föhring und München bekanntlich hin- und herwogt“, der „Marktzoll zu München“) eine bereits bestehende Marktsiedlung fast schon voraussetzt, was auch die Ausgrabungen bestätigen.
Es ist sehr wahrscheinlich, dass damals auch Altheim in der heutigen Altstadt schon bestand, als eine Hofstatt von Gefolgsleuten der Grafen von Andechs, worauf der Name „Alt“ hindeutet, ebenso wie der immer schon bestehende Knick in der Straßenführung am „Altheimer Eck“. Neben der Mönchssiedlung und einem vermuteten kleinen Dorf südlich der Kirche Sankt Jakob wäre dieser Ort ein weiterer Vorläufer Münchens.

### Die Stadt Heinrichs des Löwen

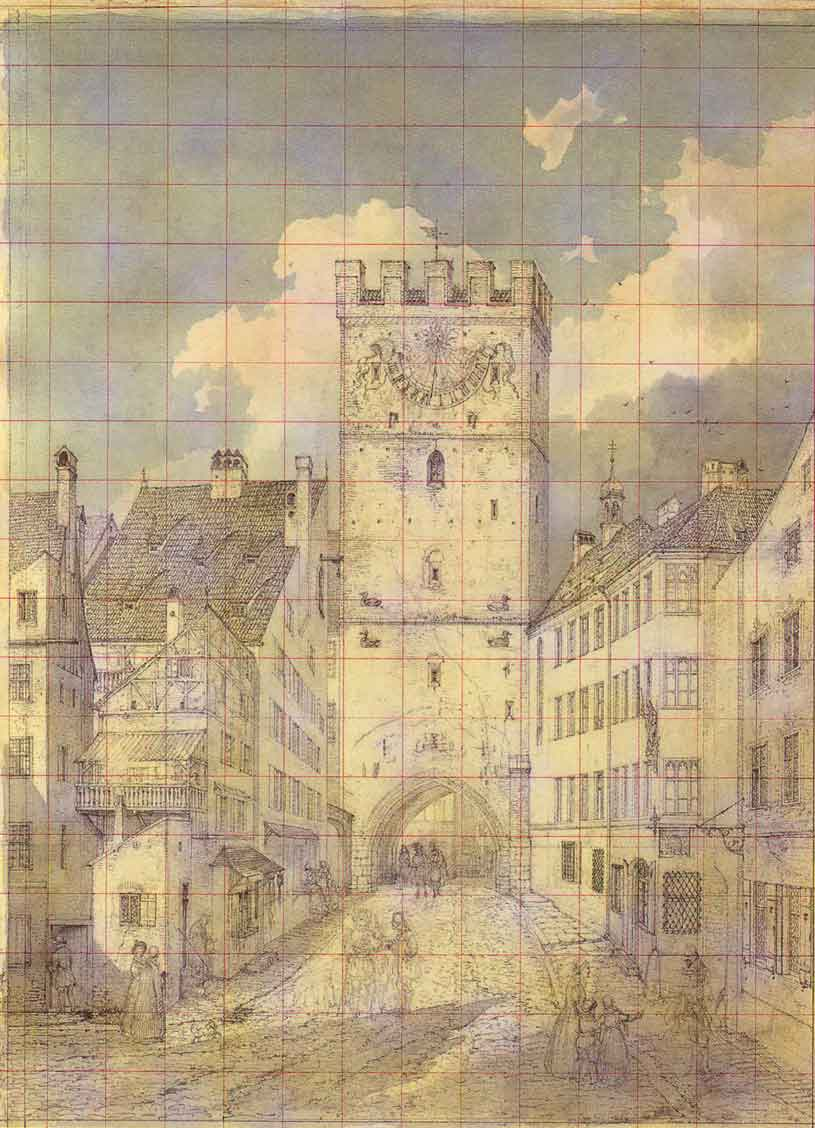
Inneres Sendlinger Tor der Ersten Stadtmauer, auch Ruffiniturm, Pütrichturm oder Blau-Enten-Turm genannt

Zentrum der städtischen Planung war der Schrannenplatz. Als Korn- und Salzmarkt angelegt, war er von Beginn an der merkantile Mittelpunkt der Stadt. Erst 1854 wurde er in ‚Marienplatz‘ umbenannt. Auf einem kleinen Hügel südlich (Petersbergl) steht St. Peter, die erste und lange Zeit auch einzige Pfarrkirche der Stadt, dessen Gründungsbau wohl schon älter als die Stadt selber ist (aus der ersten Hälfte des 11. Jahrhunderts). Wann genau der erste Bau begonnen wurde, liegt im Dunklen. Ein unter dem nördlichen Teil des Chors gefundener viereckiger Raum, im Allgemeinen als „Alter Raum“ bezeichnet, wurde zeitweise vor die Stadtgründung Münchens datiert. Nach neuerer Erkenntnis handelt es sich dabei jedoch eher um Überreste einer um 1158 erbauten herzoglichen Zollstation.
Der Bau der Ersten Stadtmauer dagegen wurde 1175 unter Herzog Heinrich dem Löwen begonnen und von seinen Nachfolgern fortgesetzt. Von der ersten Stadtmauer sind nur wenige Bruchstücke erhalten, die in den Bau von Häusern einbezogen sind, vor allem in der Burgstraße 2 bis 12 und am Rindermarkt 6. Lediglich das sogenannte Talburgtor blieb als Alter Rathausturm erhalten. Nach schweren Zerstörungen im Zweiten Weltkrieg wurde er nach historischem Vorbild erst zu den Olympischen Spielen 1972 wieder aufgebaut. Die erste Stadtmauer gab der Stadt den Grundriss in der Form eines Spatens. Sie hatte fünf Tore und eine Länge von etwa 1400 m, die von ihr umschlossene Fläche betrug etwa 17 ha. Der Verlauf der Mauer ist im heutigen Straßenbild noch ungefähr an dem Verlauf folgender Straßen zu erkennen: Sparkassenstraße, Viktualienmarkt, Rosental, Färbergraben, Augustinerstraße, Schäfflerstraße, Marienhof, Hofgraben und Pfisterstraße. Der unregelmäßige Verlauf der Stadtmauer ergab sich daraus, dass die ursprüngliche Stadt am Rand einer Terrasse gelegen war, die wegen der Stadtgründung auf dieser Terrasse später als Altstadtterrasse bezeichnet wurde und auf deren Ostseite das Terrain um einige Meter zur Hirschauterrasse hin abfiel. Deshalb verlief die Stadtmauer dort in gerader Linie entlang der Hangkante, während sie auf der Altstadtterrasse selber einem Bogen folgte. Wegen der Hochwassergefahr befand sich die Stadt nicht direkt am Fluss. Die Isar galt seit jeher als „reißend“, wild und gefährlich. Das Stadtgebiet wurde jedoch von zahlreichen Münchner Stadtbächen durchzogen. Die Münchner Stadtbäche dienten als Kanäle zugleich der Versorgung der Bevölkerung mit Brauchwasser und speisten die Gräben vor den mittelalterlichen Stadtmauern.

### München als Stadt im Bistum Freising

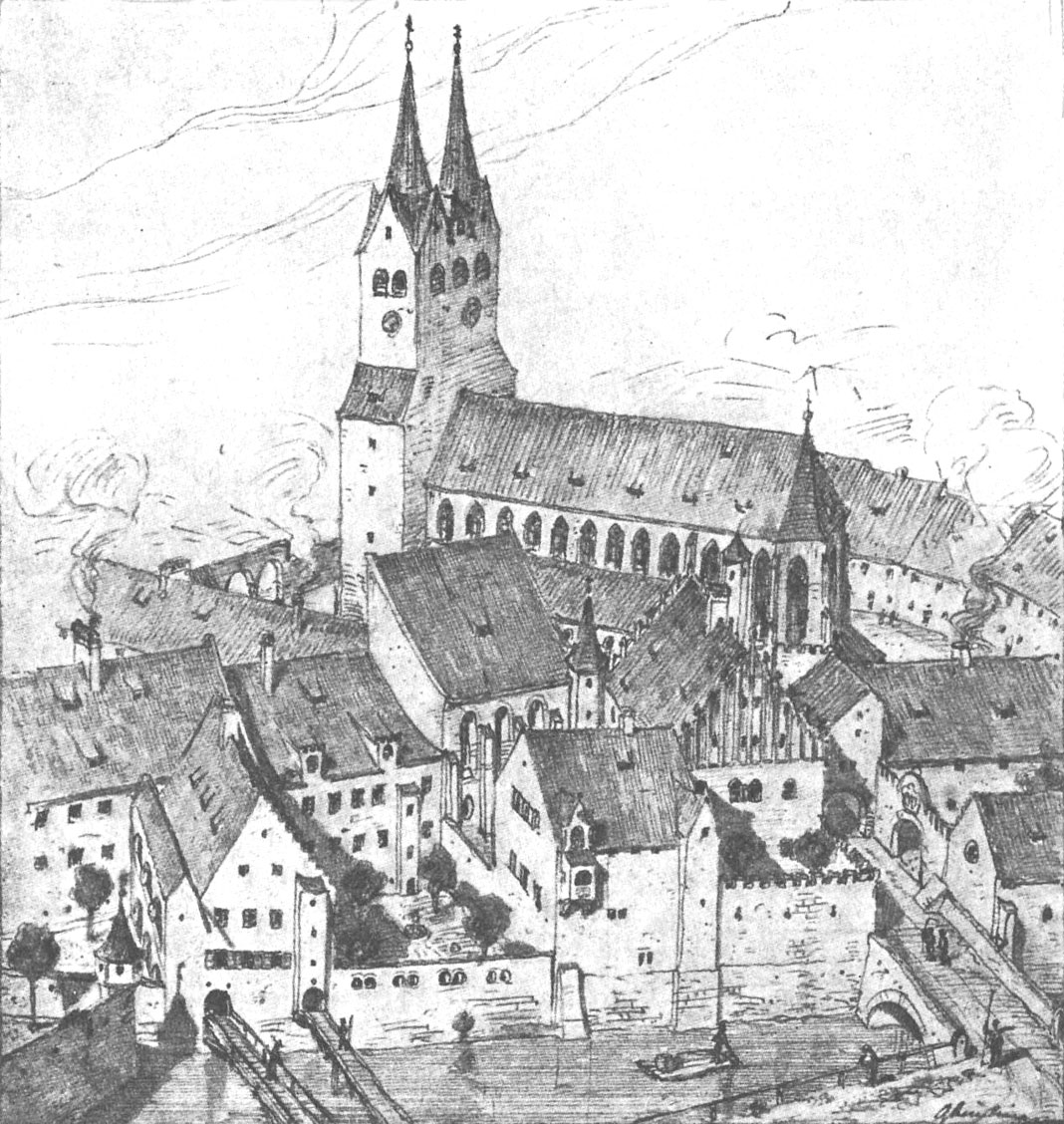
Peterskirche, nach dem Sandnerischen Stadtmodell gezeichnet

Nach dem Sturz Heinrichs des Löwen fiel Bayern 1180 an Otto I. von Wittelsbach und durch den Regensburger Schied ging München an den Bischof von Freising. Anders als damals in den Schäftlarner Annalen bereits voreilig geschrieben, bestand daher für den Bischof kein Grund mehr, Zoll und Markt wieder zurück nach Oberföhring zu verlegen oder gar München zu zerstören. Sowohl der Bischof von Freising als auch der bayerische Herzog übten in der Folge einen starken Einfluss in der Stadt aus. Das Münzrecht in München stand weiterhin dem bayerischen Herzog zu, was in der Folge zu Konflikten mit dem Bistum führte. Im bayerischen Alpenraum wird neben Freisinger und Regensburger bereits auch mit Münchner Münzen bezahlt. 1200 erfolgte der erste nachweisbare Besuch eines bayerischen Herzogs in München: Ludwig I. der Kelheimer traf in der Stadt den Bischof von Freising. 1209 vermittelte Kaiser Otto IV., ein Sohn Heinrichs des Löwen, im Konflikt um München zwischen dem Wittelsbacher Herzog und dem Bischof von Freising.
Der Aufbau der Stadt schritt trotz der Spannungen zügig voran. Herzog Otto I. von Wittelsbach ließ die Peterskirche 1181 erweitern; die erweiterte Kirche wurde 1190 durch Bischof Otto II. von Freising geweiht. Urkundlich erwähnt wird die Peterskirche aber erstmals in einer Urkunde von 1225 oder 1226 anlässlich eines Besuchs Herzogs Ludwig des Kelheimers als ecclesia sancti Petri Muonichen. 1208 wurde das Heilig-Geist-Spital im Auftrage des Herzogs als Teil einer ersten Stadterweiterung Münchens nach Osten ins Tal errichtet. 1210 durften die Juden eine Synagoge in der Judengasse errichten. 1221 wurde München das Opfer des ersten nachweisbaren Stadtbrandes; viele weitere sollten folgen. Der Raum innerhalb der ersten Stadtmauer wurde schon bald zu eng. So erfolgte bereits Anfang des 13. Jahrhunderts unter Herzog Ludwig dem Kelheimer eine erste Erweiterung des Stadtgebiets ins Tal hinein bis zum Kaltenbach, der später Katzenbach genannt wurde und etwa entlang der Linie Hochbrückenstraße-Radlsteg verlief.
1214 wurde das Stadtrecht Münchens zum ersten Mal urkundlich erwähnt. 1239 erreichte dann die Münchner Bürgerschaft eine gewisse Autonomie. Aus diesem Jahr stammt auch das älteste erhaltene Stadtsiegel. Es zeigt einen Mönch, aus dem später das Münchner Kindl wurde, und ein zinnenbekröntes Stadttor. Dieses Siegel hängt an einer Urkunde, in der die Bürgerschaft erstmals selbstständig auftrat und vom Brückenzoll befreit wurde.
Indem Herzog Ludwig der Kelheimer in der Stadt demonstrativ hoheitliche Funktionen ausübte und seinen Anspruch auf Beteiligung an den bischöflichen Einkünften in München durchsetzte, durchlöcherte er gezielt die Stadtherrschaft des Freisinger Bischofs. 1240 ging dann nach einigen Auseinandersetzungen München aus dem Besitz des Freisinger Bischofs in den des Hauses Wittelsbach über. Die Stadt fiel somit an Ludwigs Sohn Herzog Otto II. Im Juni des Jahres findet daher ein bayerischer Landtag bereits in München statt.

## Residenzstadt der Wittelsbacher

### München im ausgehenden hohen Mittelalter
1255 teilten Ottos Söhne, die Brüder Heinrich XIII. und Ludwig II. der Strenge das Herzogtum Bayern unter sich auf, und München wurde unter Ludwig zum Hauptsitz des Landesherrn (Residenzstadt) für das Teilherzogtum Oberbayern (Erste bayerische Landesteilung). In der vorausgegangenen Zeit hatte sich der herzogliche Vorort verschoben, von Regensburg nach Kelheim und dann nach Landshut. Erst als nach der ersten bayerischen Landesteilung ein Hauptort in Oberbayern nötig war, schlug Münchens Stunde. Allerdings nahm die Bedeutung der Stadt schrittweise zu, erst in den 1270er Jahren wird sie zunehmend Ausstellungsort von Urkunden des Herzogs, der als Pfalzgraf bei Rhein auch oft in Heidelberg weilte. Residenz des Herzogs war der Alte Hof, der allerdings erst 1319 erstmals in einer Urkunde erwähnt wurde. Grabungsfunde zeigen jedoch, dass sich bereits im späten 12. Jahrhundert an der heutigen Stelle eine Burganlage befand, die wohl Ludwig der Kelheimer erbaut haben dürfte.

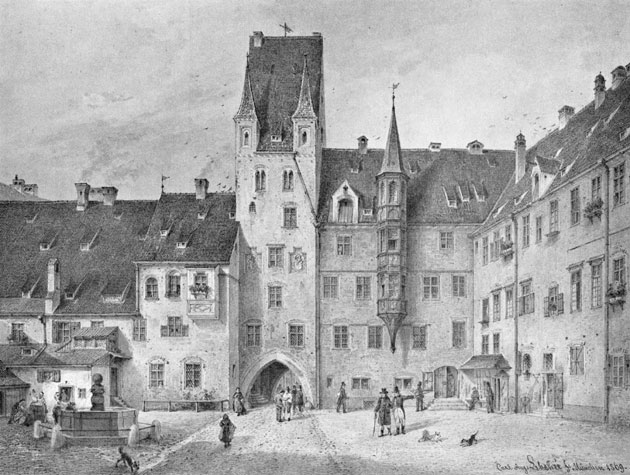
Alter Hof

Herzog Ludwig der Strenge bestätigte 1265 der Stadt München das Recht auf allgemeine Besteuerung ihrer Bürger und verzichtet damit auf Steuerbefreiung für seine Beamten. Die Stadt wuchs weiterhin zügig. 1271 wurde für die stark angewachsene Stadt die Pfarre der Peterskirche geteilt und die Marienkirche am Standort der späteren Frauenkirche zur zweiten Pfarrkirche erhoben. Bereits im 13. Jahrhundert übertraf München an Einwohnerzahl und Wirtschaftskraft alle anderen oberbayerischen Städte. Die Stadt zahlte dem Herzog ungefähr doppelt so viele Steuern wie Ingolstadt. Die wachsende Bedeutung Münchens spiegelt sich auch in der Rechtsentwicklung wider: 1280 erhielt die Stadt durch Ludwigs Schwiegervater König Rudolf von Habsburg bedeutende Handelsfreiheiten. Seit 1286 ist der Rat der Stadt nachweisbar, die Vertretung der hohen Bürgerschaft. 1294 wurde durch Herzog Rudolf die Rudolfinische Handfeste erlassen, eine Sammlung der Rechte und Pflichten der Bürger. So bekam die Stadt die Niedere Gerichtsbarkeit übertragen. Im Juni 1300 erfolgte die erste urkundliche Erwähnung der inneren Stadt und damit der Aufteilung Münchens in eine innere und eine äußere Stadt. 1306 erging dann eine herzogliche Bierbrau- und Verkaufsbewilligung für das Angerkloster. 1310 wurde das Alte Rathaus erstmals erwähnt, seit 1317 sind ein Innerer und ein Äußerer Rat nachweisbar. Im Rat vertreten waren vor allem die mächtigen Münchner Patriziergeschlechter: die Sendlinger, Ligsalz, Pütrich, Barth, Drechsel, Dichtl, Rabenegger (Rabeneck), Rudolf, Schrenck, Wilbrecht, Ridler, Hundertpfundt und Aresinger. Seit dem Jahr 1310 gab es städtische Satzungen unter anderem über die Überwachung von Maßen und Gewichten, über Preise, die Straßenreinigung, Hochzeiten und über Glücksspielverbote. 1310 wird auch die Jakobi-Dult, damals noch am Anger (dem heutigen Sankt-Jakobs-Platz) als Festplatz, erstmals erwähnt.

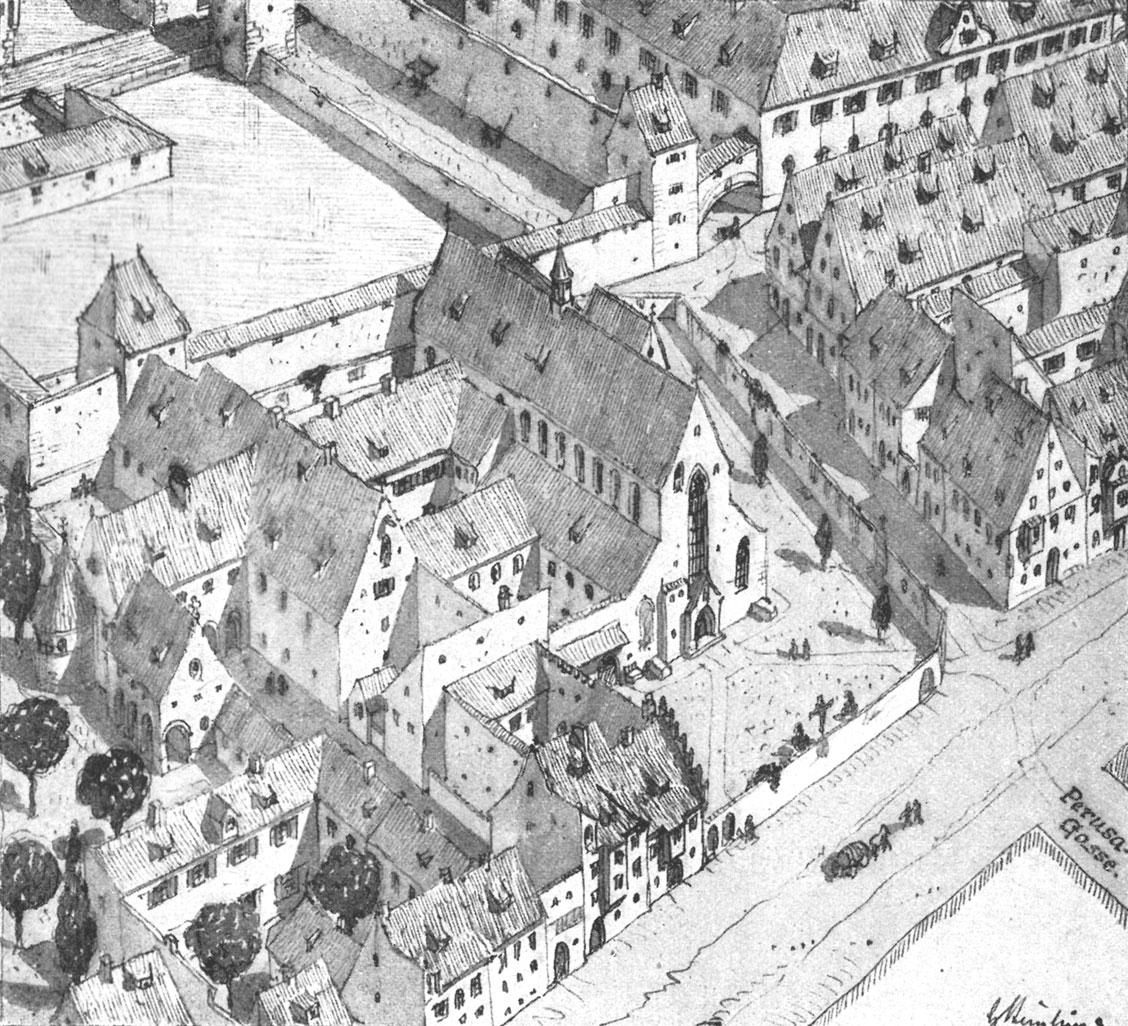
Franziskanerkirche nördlich des Alten Hofs

Auf Wunsch Herzogs Ludwig des Strengen verlagerten die Franziskaner im Jahre 1284 ihren Konvent auf ein Gelände nördlich des Alten Hofs, etwa in der Nähe des heutigen Nationaltheaters am Max-Joseph-Platz (ehemaliges Franziskanerkloster). Noch im selben Jahr übernahmen die Klarissen das Angerkloster der Franziskaner. 1294 ließen sich Augustinermönche vor den Toren der Stadt im Münchner Westen nieder und die Augustinerkirche wurde errichtet, damit lagen in allen Himmelsrichtungen rund um München Klosteranlagen. Im Norden saßen die Franziskaner, im Süden die Klarissen, im Westen die Augustiner und im Osten vor dem Petersbergl waren schon die Taubenbrüder vom Heiliggeist-Spital. 1293 wird das Leprosenhaus bei St. Nikolai am Gasteig erstmals urkundlich erwähnt.
Mehrmals kam es in der Stadt zu Unruhen und Aufständen. 1285 kam es zu heftigen Pogromen gegen Juden. 67 Juden wurden ermordet, als das Gerücht umging, sie hätten ein christliches Kind zu Blutkultzwecken getötet. 1295 empörten sich die Münchner über die Münzverschlechterung und erschlugen den Münzmeister Schmiechen, worauf der Landesherr die Stadt zu 500 Pfund Pfennigen Buße verurteilte.
Im Münchner Frieden von 1313 söhnten sich die Brüder Herzog Rudolf und Herzog Ludwig IV. vorübergehend aus und regieren nach einigen Jahren der Trennung Oberbayern wieder gemeinsam. Seit der Oberbayerischen Teilung von 1310 hatte Rudolf alleine den Landesteil um München regiert. Noch 1313 besiegte Ludwig dann die Habsburger in der Schlacht von Gammelsdorf und empfahl sich so für die Königskrone.

### Kaiserliche Residenzstadt
1314 wurde Herzog Ludwig IV. zum deutschen König gewählt. Die Münchener Bürgerschaft verhinderte dann letztmals im Frühjahr 1315 den Ausbruch neuer Feindseligkeiten zwischen den Wittelsbacher Brüdern, bis Ludwig im Herbst endgültig die Herrschaft über Bayern übernahm. 1322 zog Ludwig nach der gegen die Habsburger gewonnenen Schlacht bei Mühldorf feierlich in seine Hauptstadt ein. 1324 erhielt das Münchner Stadtwappen die Reichsfarben schwarz-gold, und von 1324 bis 1350 beherbergte die Stadt die Reichskleinodien. Zwischen 1327 und 1330 weilte Ludwig in Italien, wo er 1328 in Rom zum Kaiser gekrönt wurde. Nach seiner Rückkehr wurde München unter Kaiser Ludwig dem Bayern kaiserliche Residenz. München wurde so zur ersten Residenzstadt des Reiches, in der der Kaiser tatsächlich auch lange Zeit seiner Regierung residierte. Dennoch stand Ludwig noch in der Tradition des „alten deutschen Reisekönigtums“ und war häufig im Reich unterwegs.

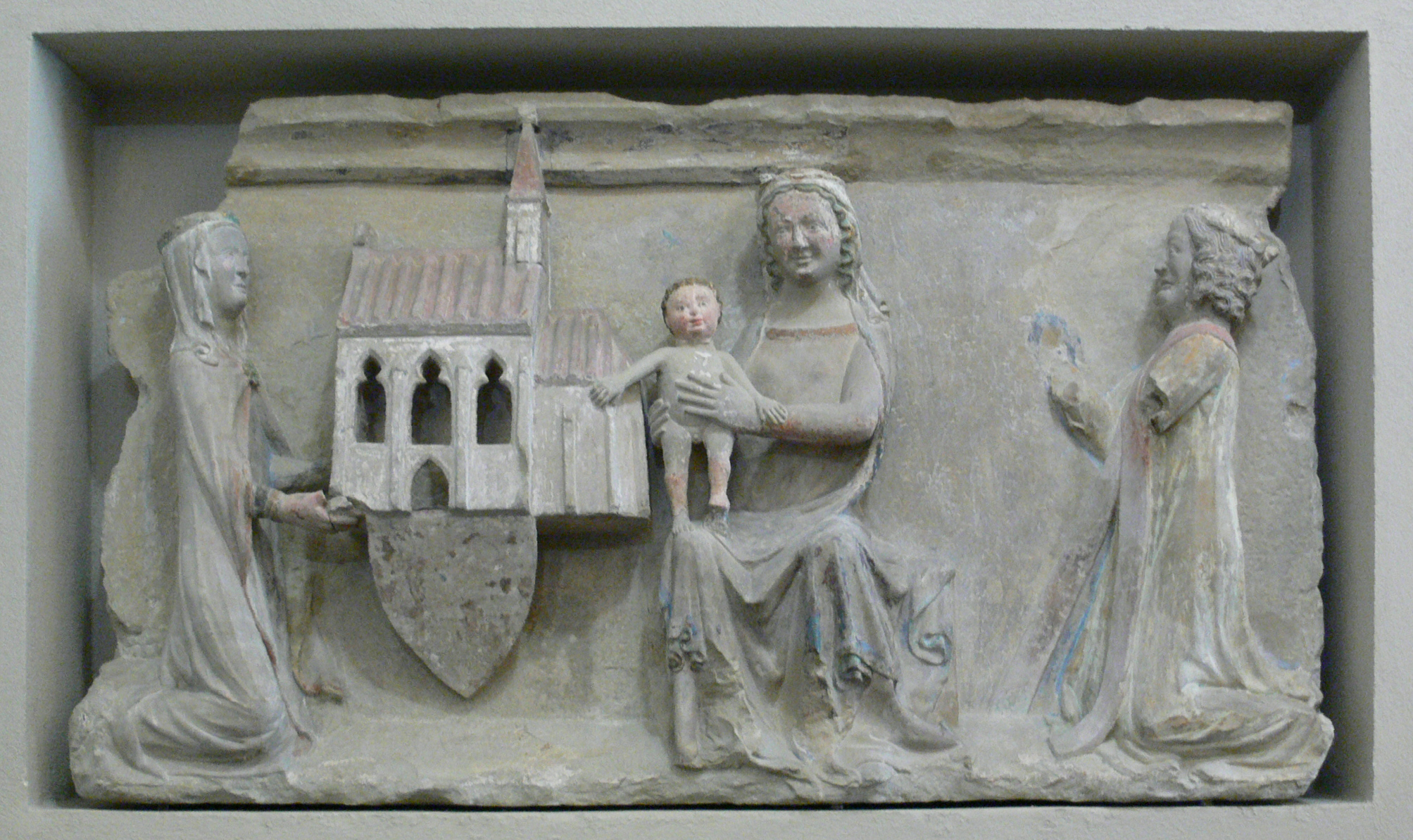
Stifterrelief der Lorenzkapelle des Alten Hofs von 1324, König (Kaiser) Ludwig IV. und seine Gemahlin Margarethe von Holland

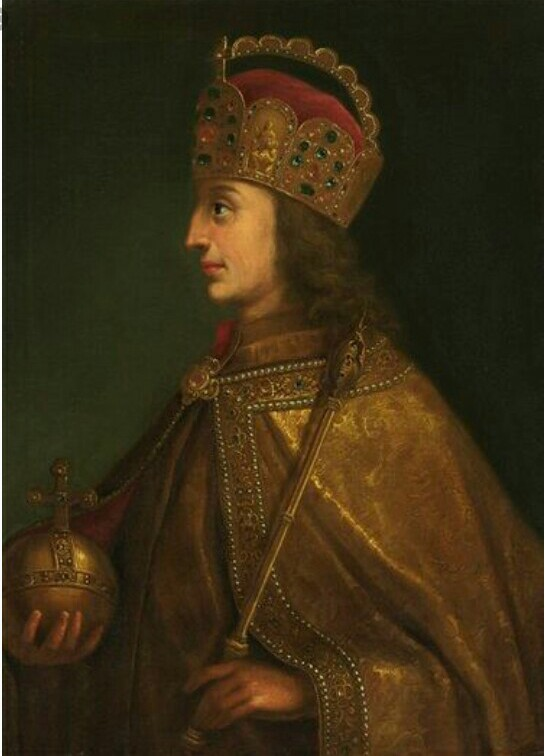
Kaiser Ludwig der Bayer

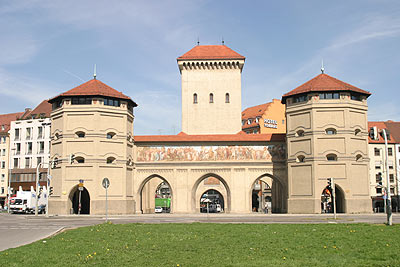
Isartor, östliches Stadttor des Zweiten Mauerrings (1337)

Schon 1315 verlieh Ludwig der Bayer München die Marktfreiheit mit der Auflage, dass der damals Schrannenplatz oder Marktplatz genannte Marienplatz „auf ewige Zeiten“ hin unbebaut bleibe. Die kaiserliche Goldbulle von 1332 verschaffte dann den Münchnern eine Monopolstellung im süddeutschen Salzhandel. Bereits 1323 war es zur Anerkennung der gegenseitigen Zollfreiheit durch die Städte München und Nürnberg gekommen, der Beginn einer engen wirtschaftlichen Zusammenarbeit beider Städte.
Neben der politischen Bedeutung, die sich im Alten Hof architektonisch manifestierte, war es auch eines der bedeutendsten religiösen Zentren der Zeit. Dazu trug das Franziskanerkloster maßgeblich bei, in dem die aus Avignon geflohenen Ordensoberen Zuflucht fanden. In München wirkten unter anderem der Generalminister und der Prokurator des Franziskanerordens, Michael von Cesena und Bonagratia von Bergamo, der ehemalige Rektor der Universität Paris, Marsilius von Padua, und der Oxforder Professor Wilhelm von Ockham, die auf theoretischer Basis die Stellung des Kaisertums als Institution gegenüber dem Papsttum verteidigten. 1319 verkaufte Ludwig der Bayer die Ortschaften Ismaning, Unterföhring, Englschalking und Daglfing gegen „hundert March lotrings silber“ an den Freisinger Bischof. Damit entstand die „Grafschaft auf dem Yserrain“ als weiteres geschlossenes Herrschaftsgebiet der Freisinger Bischöfe vor den Toren Münchens. 1328 begannen Augustinermönche mit dem Bierbrauen.
1327 wurde durch den großen Stadtbrand von München ein Drittel der Stadt zerstört oder beschädigt, darunter das Angerkloster, der Alte Hof, das Heiliggeistspital und die Peterskirche. Beim Wiederaufbau wurde die Stadt nun auf 91 Hektar erweitert und der Zweite Mauerring errichtet. Die zweite Stadtmauer, mit der jedoch schon 1285 im Rahmen des Baus eines zweiten Mauerrings begonnen wurde, hatte eine Länge von etwa 4000 m, das von ihr umschlossene Gebiet hatte nun eine Fläche von mehr als das Fünffache des ursprünglichen Stadtgebiets. Die vier Haupttore waren das Schwabinger Tor im Norden am Ende von Theatiner- und Residenzstraße, das Isartor im Osten am Ende der Straße Tal, das Sendlinger Tor im Süden am Ende der Sendlinger Straße und das Neuhauser Tor (ab 1791 Karlstor genannt) am Ende der Neuhauser Straße. 1337 wurde mit der Fertigstellung des Isartors der Bau der Zweiten Stadtmauer dann abgeschlossen. Die Verordnung, die Kaiser Ludwig der Bayer im Einvernehmen mit dem Stadtrat verkündet hatte, hatte festgelegt, dass zukünftig alle Häuser statt mit Stroh oder Schindeln mit Ziegeln eingedeckt werden müssen und dass alle abgebrannten wiedererrichteten Bauten ganz aus Stein errichtet werden müssen. In der Folgezeit kam es dennoch mehrmals zu größeren Bränden.
1340 verlieh der Kaiser München das „Große Stadtrecht“ mit weiteren Privilegien. Als die in Landshut residierenden Herzöge von Niederbayern im Dezember 1340 ausstarben, vereinigte Ludwig das Herzogtum Niederbayern mit Oberbayern; München wurde dadurch erstmals zur alleinigen Residenzstadt der Herzöge. 1342 stellte der Kaiser zusammen mit seinem ältesten Sohn Ludwig V. in München den Großen Tiroler Freiheitsbrief aus, bis 1363 wurden dann Tirol und Bayern von den Wittelsbachern in Personalunion regiert. Als Kaiser Ludwig im Oktober 1347 starb, folgten ihm seine sechs Söhne in der Regierung, die sie zwei Jahre lang gemeinsam ausübten, ehe Bayern wieder geteilt wurde.

### München im späten Mittelalter
Mit der zweiten Landesteilung durch die sechs Kaisersöhne zwei Jahre nach dem Tode Ludwigs des Bayern fiel München 1349 an Ludwig V., der neben Oberbayern auch Tirol und bis 1351 die Mark Brandenburg regierte.

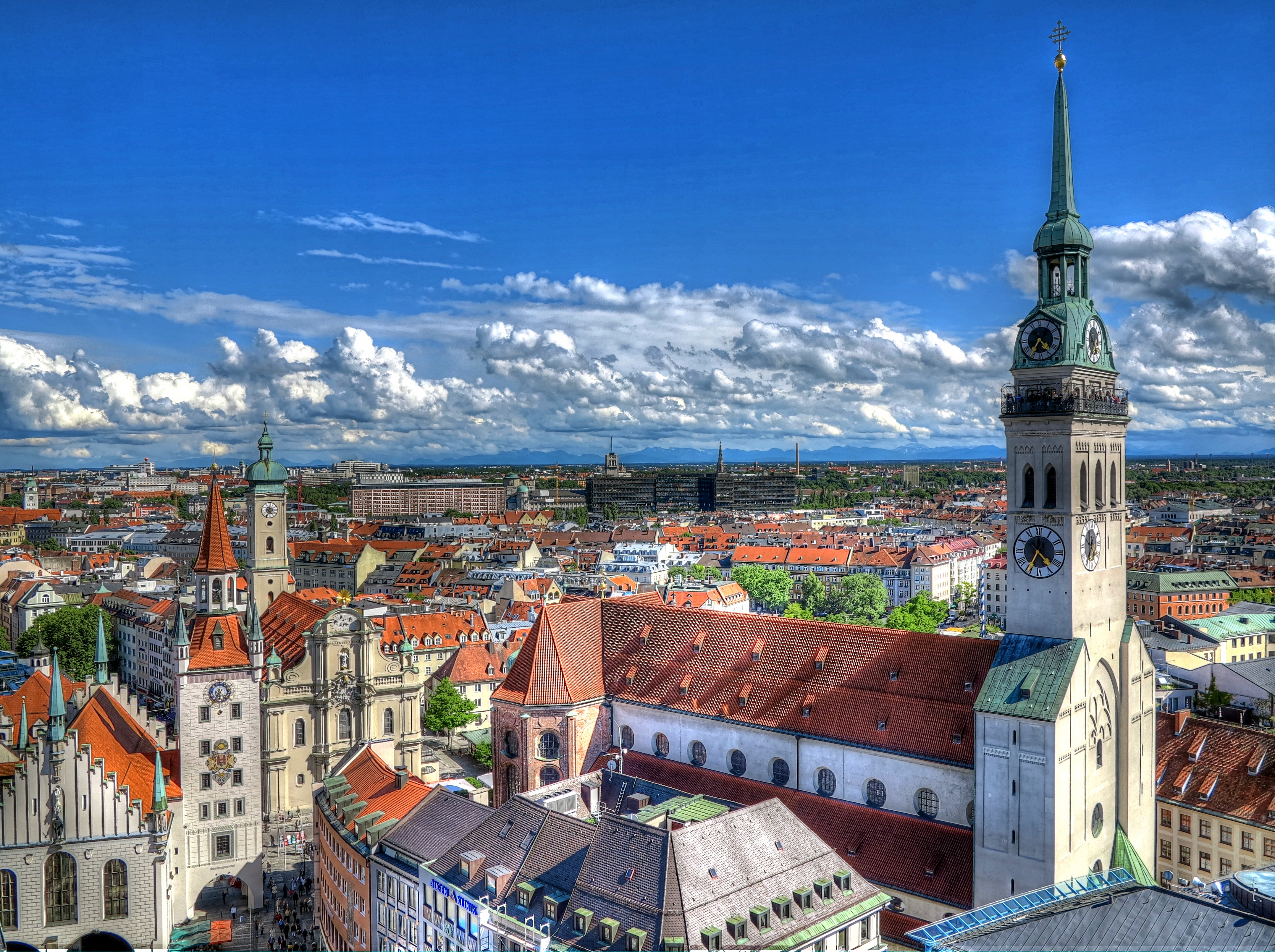
Altes Rathaus, Talburgtor, Heilig Geist Kirche, Alter Peter

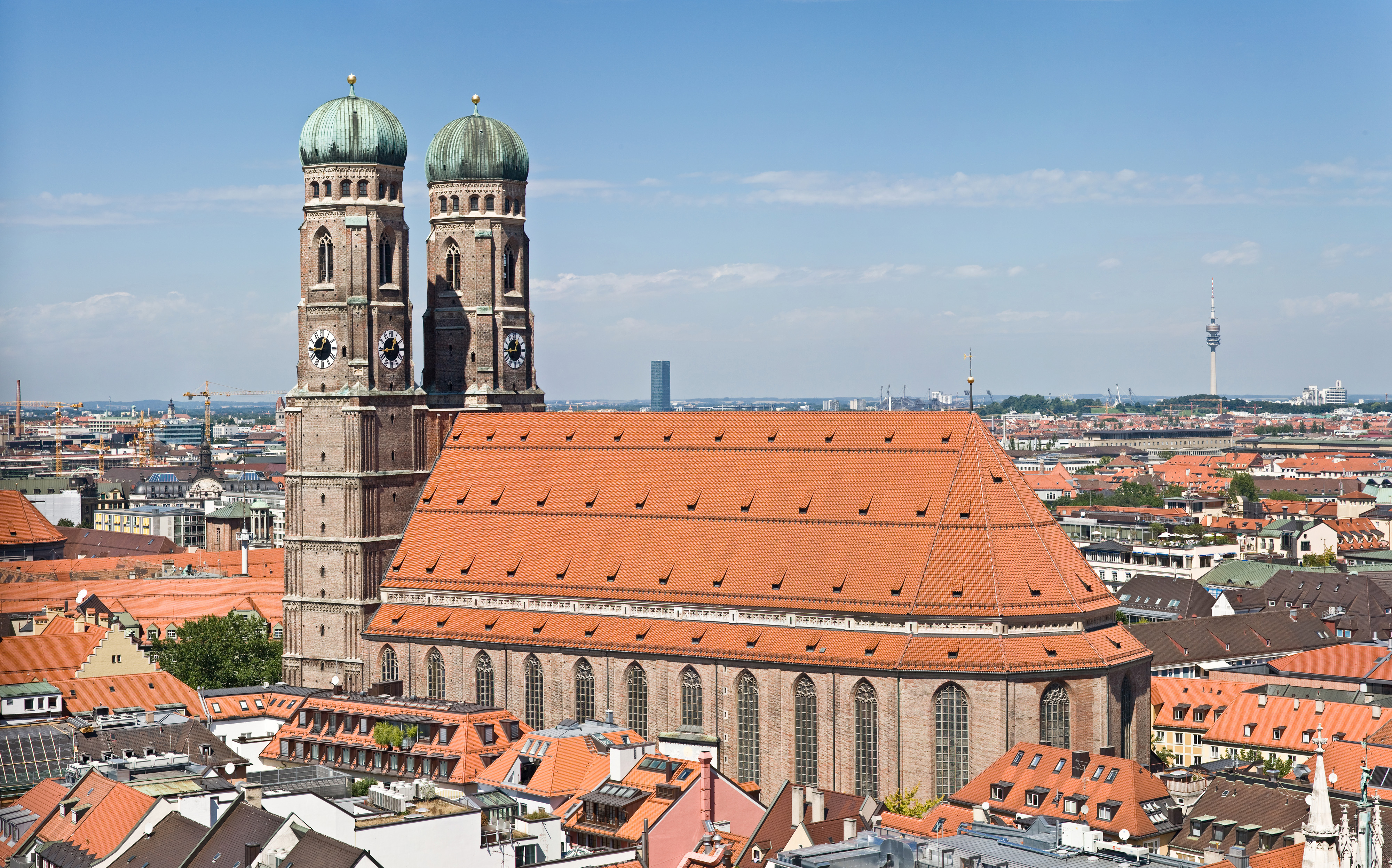
Frauenkirche

Immer wieder wurde die Stadt von Seuchen heimgesucht und nicht selten wurde nach Schuldigen gesucht. 1349 kam es auch in München zum ersten Ausbruch des Schwarzen Todes. An der Pest sterben meist innerhalb weniger Tage alleine in diesem Jahr fast 5.000 Münchner und damit die Hälfte der Einwohner. Damals wurde den Juden vorgeworfen, Brunnen vergiftet zu haben, so dass es zu Ausschreitungen kam; sie wurden jedoch ab 1352 durch Herzog Ludwig V. beschützt, der die Wiederansiedlung von Juden in ganz Oberbayern gestattete und sie unter seinen Schutz stellte. 1439 wütete eine besonders heftige Pestepidemie in München. 1442 wurden die Juden dann aber durch Herzog Albrecht III. aus der Stadt und aus ganz Oberbayern wieder vertrieben. Die Mittelalterliche Synagoge wurde anschließend zu einer Kapelle gemacht (sogenannte „Gruftkapelle“). Erst 250 Jahre später wurde jüdische Ansiedlung wieder gestattet. 1463 kam es zu einer weiteren Pestepidemie, der Herzog Johann IV. erlag. Damals pilgerten Tausende Münchner nach Andechs. Noch 1498 fand dann ein erfolgloser Aufstand der Münchner Handwerksgesellen statt. Sie hatten sich im städtischen Freudenhaus mit der ebenfalls in ganz Europa grassierenden Syphilis angesteckt und versucht, den von der Stadt bestellten Aufseher der Dirnen zu erschlagen.
1363 fiel München mit Oberbayern nach dem Tode des Sohnes von Ludwig V., Herzog Meinhard an dessen Onkel Stephan II. mit der Hafte von Bayern-Landshut. Dies führte zu massiven Spannungen mit den Brandenburger Wittelsbachern, gleichzeitig begann gegen die Habsburger der Erbfolgekrieg um Tirol, der bis 1369 andauerte. 1369 lebten in München bereits wieder über 10.000 Einwohner. Wohl schon ab 1363 wurde an der nordöstlichen Stadtbefestigung die Neuveste angelegt, da durch die Stadterweiterung der Alte Hof in die Mitte der Stadt gedrängt und den Wittelsbachern zu unsicher wurde. Die Zwistigkeiten in München entstanden vor dem Hintergrund sinkender wirtschaftlicher Prosperität und wachsendem Steuerdruck. Ursache hierfür waren die vielen territorialen Auseinandersetzungen der Wittelsbacher Herzöge. Auch der zunehmende Herrschaftsanspruch der Wittelsbacher Stadtherrn sowie ein innerstädtischer Machtkampf führten die Konflikte in München herbei. In der Stadt bekämpften sich wie auch andernorts eine Gruppe bestehend aus Familien, die im Inneren und Äußeren Rat vertreten waren, und eine weniger homogene Gruppe aus Angehörigen ratsfähiger Familien sowie wohlhabenden Bürgern, die im Rahmen der „Gemeinde“ nur einen geringen politischen Einfluss ausüben konnten. 1377 zu einem ersten Konflikt zwischen dem Rat der Patrizier und der Gemeinde, die mehr Mitsprache in der Finanzpolitik forderte und zudem die Rechtsprechung des Stadtrichters kritisierte. Ein Bürgeraufstand gegen die Herzöge Stephan III. den Kneißl und Friedrich war 1385 fehlgeschlagen. Die Aufständischen hatten den Ratsherrn Johann Impler hingerichtet, den sie für die hohe Steuerbelastung mitverantwortlich gemacht hatten. Daraufhin wurde die Stadt von den Herzögen erfolgreich belagert. Aus dieser Burg, die die Bürger als Buße den Wittelsbachern mitfinanzieren mussten, entwickelte sich die Residenz. 1392 erwirkte Herzog Stephan der Kneißl beim Papst das „Münchner Gnadenjahr“, was zu Strömen von Pilgern in die Stadt führte, denen völliger Ablass versprochen worden war.
Mit der dritten Landesteilung im November 1392 entsteht das Herzogtum Bayern-München unter der Herrschaft von Stephans Bruder Johann II. Mit Hilfe seiner Söhne hatte Johann die Stadt München und einen Teil der Landstände auf seine Seite ziehen können, die wohl einen Krieg zwischen den Brüdern befürchteten, und so hatte er schließlich mit seinem langgehegten Teilungsbegehren Erfolg. Friedrich erhielt Bayern-Landshut und Stephan Bayern-Ingolstadt, die Frage nach einer gerechten Aufteilung führte in der Folgezeit zu Konflikten zwischen der Münchner und der Ingolstädter Linie. 1397 kam es dann zu weiteren Aufständen der Handwerkszünfte gegen die Patrizier und die zerstrittenen Wittelsbacher Herzöge (Münchner Unruhen (1397–1403)). Der Bürgermeister Jörg Kazmair wird abgesetzt und die Handwerkszünfte üben die alleinige Macht aus. Im November 1400 wurden drei Ratsherren am Schrannenplatz wegen „Fürstentreue“ geköpft. Während der Unruhen verließen die Herzöge die Stadt, so residierte Herzog Ernst vom 24. Dezember 1397 bis Juni 1403 in Wolfratshausen. 1403 wurde dann der Aufstand von Truppen der Wittelsbacher zwar blutig beendet, jedoch wurde den Zünften ein politisches Mitspracherecht zugebilligt. 1422 scheiterte die Belagerung Münchens durch den Herzog von Bayern-Ingolstadt Ludwig VII. im Zuge des Bayerischen Krieges. Schon 1421 war die Burg Baierbrunn im Zuge der Ingolstädter Fehde durch die Münchner Bürgerwehr eingenommen und anschließend innerhalb von nur 14 Tagen abgebrochen worden.

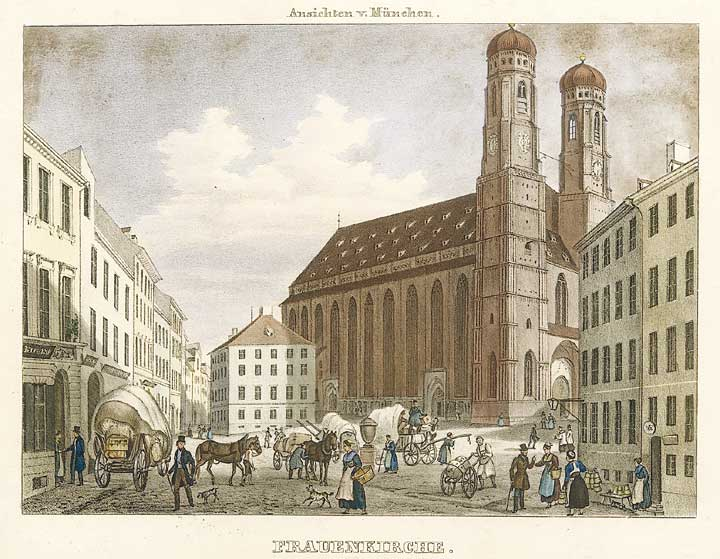
Frauenkirche (um 1839)

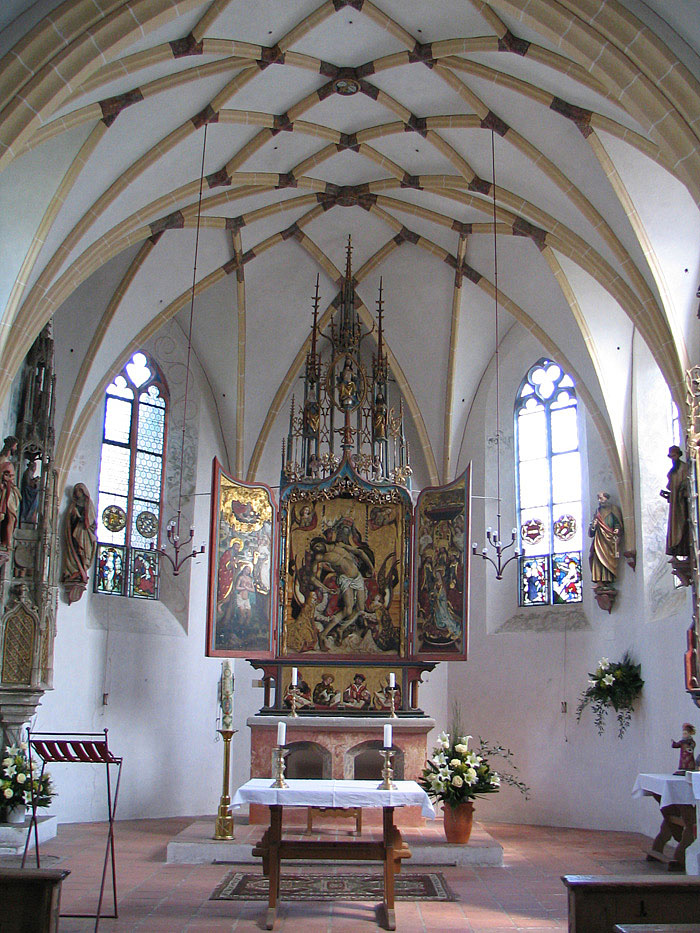
Schlosskapelle Blutenburg

1429 wütete wieder ein zerstörerisches Feuer, dem Teile der Stadt zum Opfer fallen. Durch das Bündnis von Herzog Ernst mit Kaiser Sigismund war auch München von den Hussiten bedroht, so dass die Stadtbefestigung im selben Jahr durch einen äußeren Mauerring verstärkt wurde. Das Herzogtum Bayern-München selbst wurde 1429 nach einem heftigen Streit mit den Landshuter und Ingolstädter Herzögen durch den Preßburger Schiedsspruch um die Hälfte des untergegangenen Herzogtums Bayern-Straubing erweitert, da neben Herzog Ernst auch sein Bruder Wilhelm III. berücksichtigt wurde. 1435 wurde unter seinem Sohn Albrecht III. Schloss Blutenburg erbaut, das jedoch bereits auf eine Wasserburg des 13. Jahrhunderts zurückging. Schon 1460 ereignete sich ein weiterer Stadtbrand.

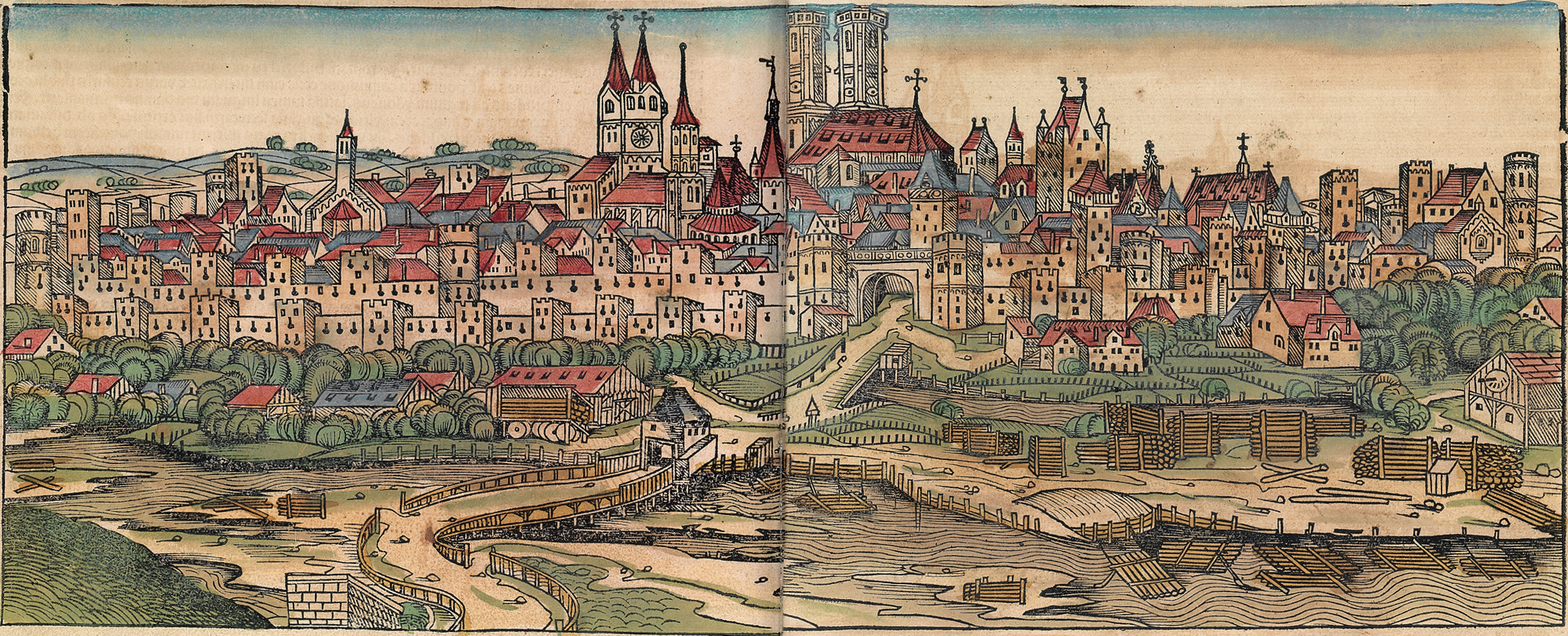
München 1493 in der Schedelschen Weltchronik

1453 erließ der Stadtrat eine Brausatzung, die unter anderem die Zutaten für Bier regelte und dabei nur Gerste, Hopfen und Wasser erlaubte. Herzog Albrecht IV. übernahm 1487 diese Regelung zunächst für München, bis 1516 wurde diese dann schrittweise für das ganze Herzogtum verbindlich gemacht. Diese Regelung wird heute von den Münchner Brauereien als „Reinheitsgebot“ bezeichnet und ihr wird eine besondere Bedeutung beigemessen.
Albrechts ältere Brüder Johann IV. und Siegmund stellten 1463 den ersten bekannten Burgfriedensbrief aus. Der Burgfriede wurde neu vermessen und durch Grenzsäulen markiert, von denen einige auch noch heute erhalten sind. München hatte außerhalb des Burgfriedens weder zugehöriges Land noch ein Schloss, einen Sitz oder eine Hofmark. Im Jahre 1490 fand in der Neuveste der legendäre ritterliche Wettkampf statt, aus welchem Albrechts jüngerer Bruder Christoph der Starke als Sieger hervorging.
Im ausgehenden 15. Jahrhundert kam es zu einer Blüte der Spätgotik in München und eine rege Bautätigkeit setzte ein. Im Jahre 1468 wurde durch Herzog Siegmund der Grundstein zur neuen Marienkirche „Frauenkirche“ gelegt. Unter der Leitung des Baumeisters Jörg von Halspach schritt der Bau zügig voran (großzügige Geldmittel wurden vom Papst gewährt), die Einweihung erfolgte bereits 1494. Allerdings erhielt sie erst 1525 ihre charakteristischen runden Kuppeln. 1470 war Baubeginn für das Tanzhaus, das im Obergeschoss einen großen Festsaal hatte. Das heutige Alte Rathaus erhielt in den Jahren 1877 und 1934 breite Durchfahrten, um dem wachsenden Verkehr vom Marienplatz in Richtung Isartor gerecht zu werden. 1481 wurde der Marktplatz von mehreren Gebäuden, unter anderem einer Kapelle befreit und wurde erst dann zu einem rechteckigen Platz. Seine heutige Größe erhielt der Platz aber erst nach dem Zweiten Weltkrieg. 1493 erscheint dann in der Schedelschen Weltchronik die erste Stadtansicht Münchens. Hatten in früheren Zeiten Mönche die künstlerische Ausstattung der Kirchen geschaffen, so sind in der Spätgotik die Künstler des 15. Jahrhunderts bereits hochspezialisierte Handwerker. Der Baumeister Jörg von Halsbach, die Maler Gabriel Angler, Jan Polack und Gabriel Mälesskircher oder der Bildhauer Erasmus Grasser zählen zu den hervorragendsten Meistern des ausgehenden Mittelalters in München. War die Architektur der spätmittelalterlichen Stadt in erster Linie noch durch die bürgerliche Kunst geprägt, so bestimmte mit der Wiedervereinigung Bayerns immer stärker der Hof die architektonische Entwicklung der Stadt.

## Hauptstadt des Herzogtums Bayern

### Frühe Neuzeit – Renaissance und Gegenreformation
1504 zählte die Stadt bereits etwa 13.500 Einwohner und war damit zu Beginn der Frühen Neuzeit eine der mittelgroßen Städte des Reichs, vergleichbar mit dem damaligen Basel, Frankfurt am Main oder Trier. Das spätgotische München unterschied sich somit in Architektur und Größe um 1500 jedoch noch nicht sehr von den anderen Herzogstädten Bayerns wie Ingolstadt, Straubing oder Landshut und lag noch weit hinter Nürnberg und Augsburg, die allerdings damals zu den fünf größten Städten des Reiches gehörten. Der Wohlstand stammte nach wie vor aus dem Salz-, Wein- und Tuchhandel, sowie an der Teilhabe am alpinen Bergbau und am Handelsverkehr venezianischer Waren. 1506 wurde München nach dem Landshuter Erbfolgekrieg, in dessen Verlauf die Stadt bombardiert wurde, durch den „Kölner Spruch“ des Kaisers Maximilian, der die Teilung Bayerns in mehrere Teilherzogtümer beendete, alleinige Hauptstadt des Herzogtums Bayern. Um künftige Landesteilungen zu verhindern, erlässt Herzog Albrecht IV. (1465–1508) kurz darauf ein Edikt, das für alle Zeit die alleinige Nachfolge des erstgeborenen Prinzen vorschreibt. Die Münzreform von 1506 führte nun für das vereinte Bayern ein einheitliches Münzwesen ein, mit der Hauptmünzstätte München. 1507 entstand durch eine große Verwaltungsreform Bayerns das Rentamt München, das Jahrhunderte Bestand hatte.

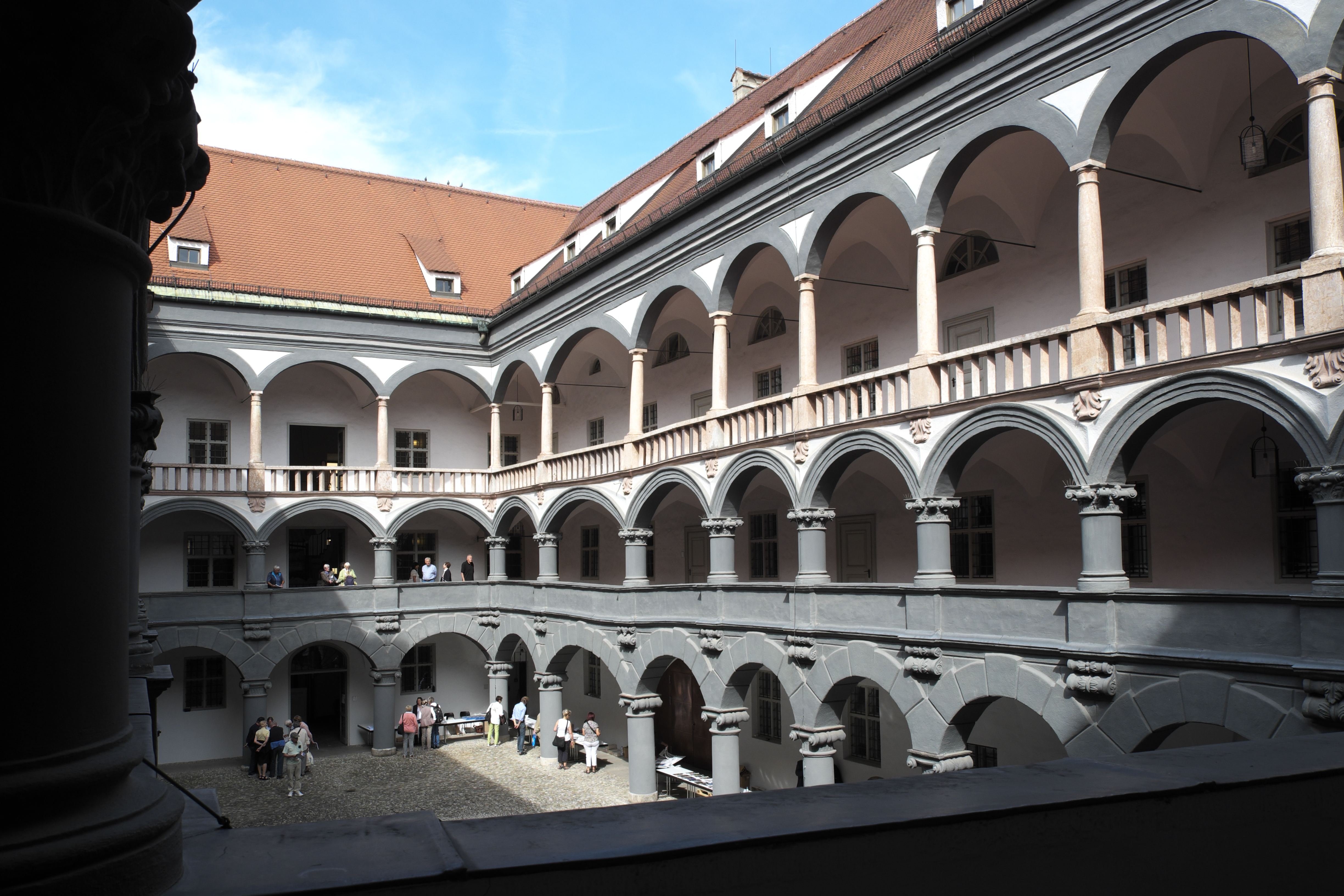
Alter Münzhof

Ungesichert ist, ob 1517 die Stadt von einer neuen Pestepidemie heimgesucht wurde, da das Sterberegister in diesem Jahr keine Auffälligkeit zeigt. Während dieser Zeit soll jedoch die Tradition des Schäfflertanzes aufgekommen sein, aus Dankbarkeit habe Herzog Wilhelm IV. (1508–1550) den Schäfflern das Recht gegeben, ihren Tanz alle sieben Jahre aufzuführen. Als dann 1521 in München eine neue Pestepidemie ausbrach, residierten die Herzöge Wilhelm und sein Bruder Ludwig jedenfalls zwischenzeitlich in Weilheim.
Kulturell nahm das München der Renaissance nun einen großen Aufschwung. Mit der Gemäldesammlung des Herzogs beginnt die Geschichte der Alten Pinakothek. Die Berufung von Ludwig Senfl im Jahre 1523 markiert den Beginn der Geschichte des Bayerischen Staatsorchesters. Der Besuch Kaiser Karls V. in München am 10. Juni 1530 mit zahlreichen Kardinälen, Bischöfen, Fürsten, Pfalzgrafen, Adligen und Rittern, als er nach seiner Kaiserkrönung durch den Papst von Bologna über Innsbruck kam, um weiter zum Reichstag nach Augsburg zu reisen, wurde zu einem der prunkvollsten Ereignisse im 16. Jahrhundert.
1520 wurde das Zeughaus erbaut, in dem sich heute das Stadtmuseum befindet. 1525 entstand das älteste noch bestehende Bürgerhaus, das Weinstadl in der Burgstraße. Wilhelm IV. verlegte die Hofhaltung endgültig vom Alten Hof in die Neuveste.

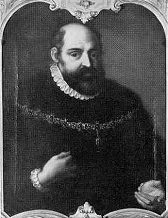
Herzog Albrecht V., machte München als erster zur Kunststadt

1522 erfolgte Wilhelms erster Erlass gegen die Protestantische Lehre. Während der Reformationszeit waren die Münchner Protestanten Verfolgungen ausgesetzt und verließen zum Teil die Stadt, was zu einem großen Verlust von Steuereinnahmen führte. Bereits 1524 und 1531 erfolgten weitere scharfe Erlasse gegen die lutherische Lehre. Im Juli 1523 wurde als erster Protestant der erst kürzlich zugereiste Bäckerknecht Sebastian Tuschler enthauptet, angeblich wegen öffentlicher Schmähung Mariens. Noch entschiedener wurde gegen die reformatorischen Täufer vorgegangen, welche bereits 1527 eine Gemeinde in München gegründet hatten. Noch im gleichen Jahr kam es zu den ersten Todesurteilen. Einer der ersten täuferischen Märtyrer wurde im Februar 1527 in der Frauenkirche hingerichtet. Die letzte Enthauptung eines Münchner Täufers fand im September 1586 statt.
1555 wurde von Herzog Albrecht V. (1550–1579) der Protestantismus ganz verboten. Unter ihm wurde München zu einem Zentrum der Gegenreformation. Die 1559 nach München gerufenen Jesuiten gründeten ein Jahr später das erste Münchner Gymnasium, das Jesuiten-, später Wilhelmsgymnasium. Unter dem massiven Druck der herzoglichen Religionspolitik und unter dem Einfluss des Jesuitenordens wurde die evangelische Bewegung in Bayern und seiner Hauptstadt ab Anfang der 1570er Jahre fast vollständig ausgerottet.
Das kulturelle Leben erhielt neuen Auftrieb durch die Berufung des Komponisten Orlando di Lasso nach München. Für seine Kunstsammlungen errichtete der Herzog das Gebäude der Alten Münze.

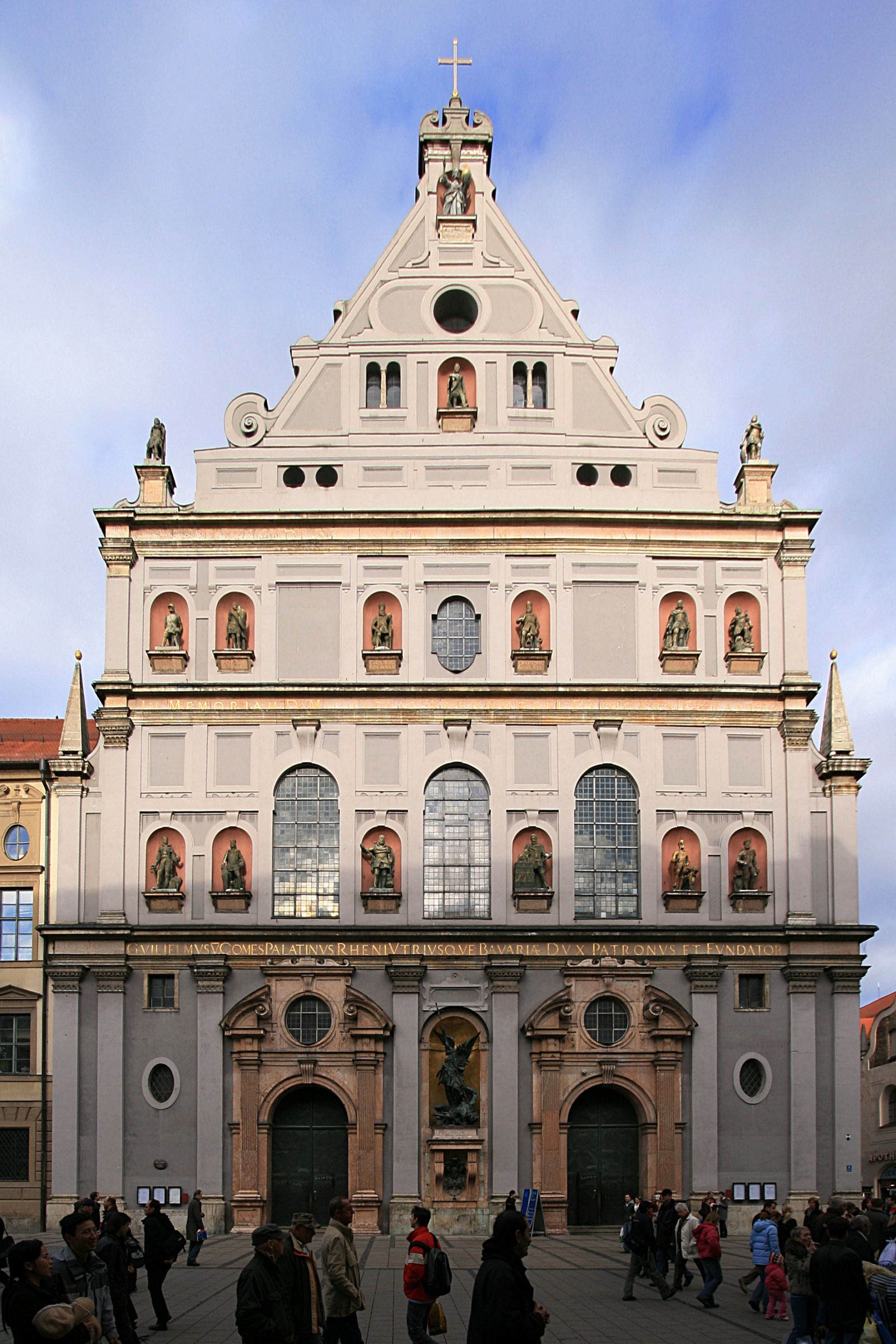
Renaissancekirche St. Michael

Ab 1558 wurden eine Reihe von Zentralbehörden geschaffen. Die Bayerische Staatsbibliothek, der Geistliche Rat 1556 und die Hofkammer 1570. Daneben wurde 1560 mit dem Umbau der „Neufeste“, und ihrer Erweiterung bis an die heutige Residenzstraße begonnen. Hier entstand die Residenz mit Hofgarten als Wohnung und Regierungszentrale der kommenden Herzöge, Kurfürsten und Könige. Diese ist heute teilweise zu besichtigen.
1568 fand eine der aufwändigsten Hochzeiten der Zeit zwischen dem späteren Herzog Wilhelm V. und Renata von Lothringen statt. Die Hochzeit wird auch im Glockenspiel am Münchner Rathaus dargestellt.
Im Auftrag von Wilhelm V. (1579–1597) wird für die Jesuiten ab 1583 an der Neuhauser Straße (heute Fußgängerzone) die Michaelskirche und die Alte Akademie errichtet. Sie war nicht nur größte Kirche im Stil der Renaissance nördlich der Alpen, sondern hat nach dem Petersdom in Rom das größte Tonnengewölbe der Welt und wurde richtungsweisend für den frühen Barock in Süddeutschland. München wurde zudem zu einem Zentrum der Bildhauerkunst, das von Hubert Gerhard und Hans Krumpper geprägt wurde. Als Maler waren an Wilhelms Hof unter anderen Hans von Aachen und Peter Candid tätig.
Um von teuren Importen unabhängiger zu werden, gründete Herzog Wilhelm V. 1589 für das Brauen von braunem Bier das Hofbräuhaus an der heutigen Sparkassenstraße und 1607 wurde das weiße Hofbräuhaus (für das Brauen von Weißbier) am Platzl gebaut. Der Brauereibetrieb wurde 1890 aus der Innenstadt verlegt und das Hofbräuhaus am Platzl ist seitdem nur noch Gaststätte.

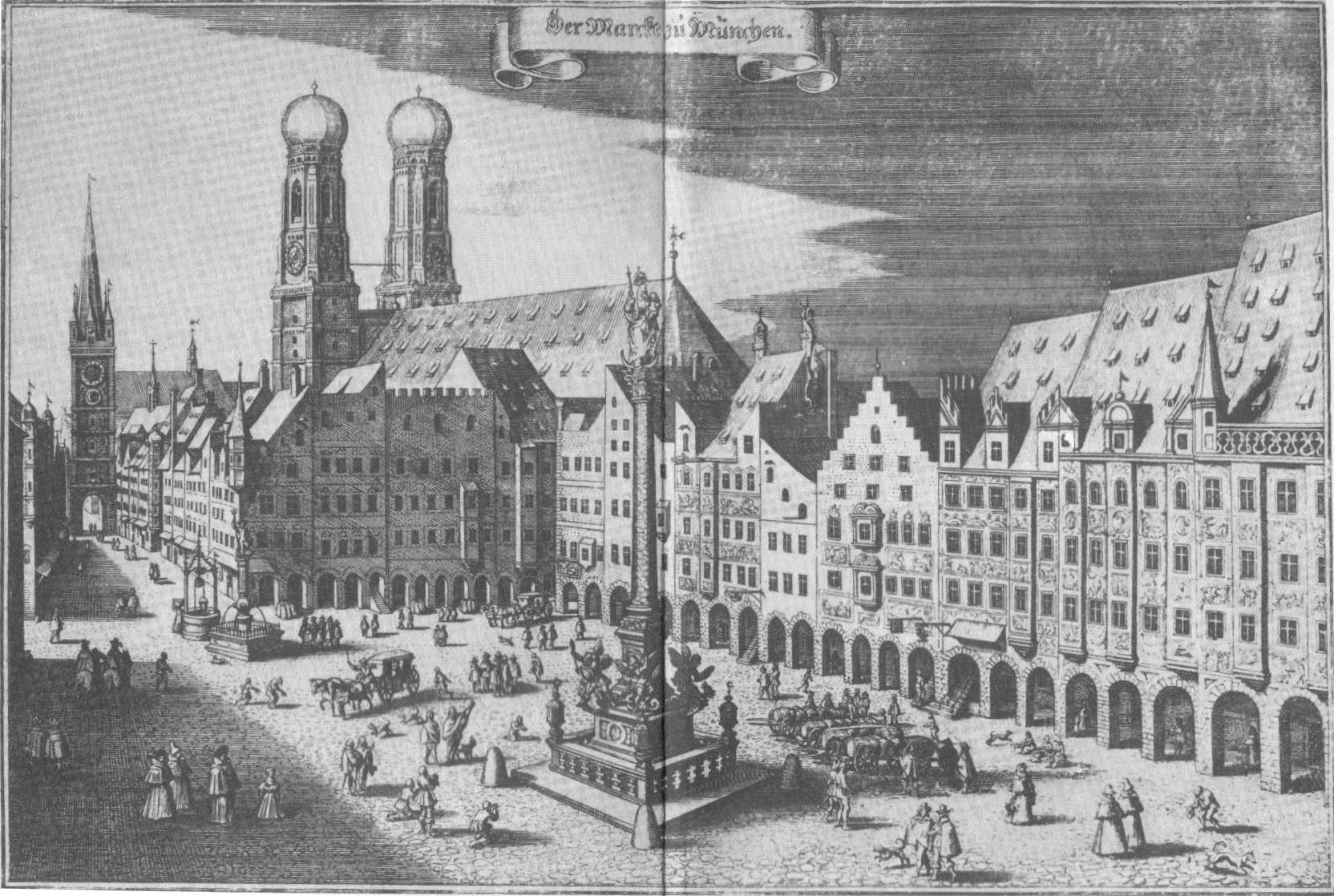
Der Marienplatz, circa 1642

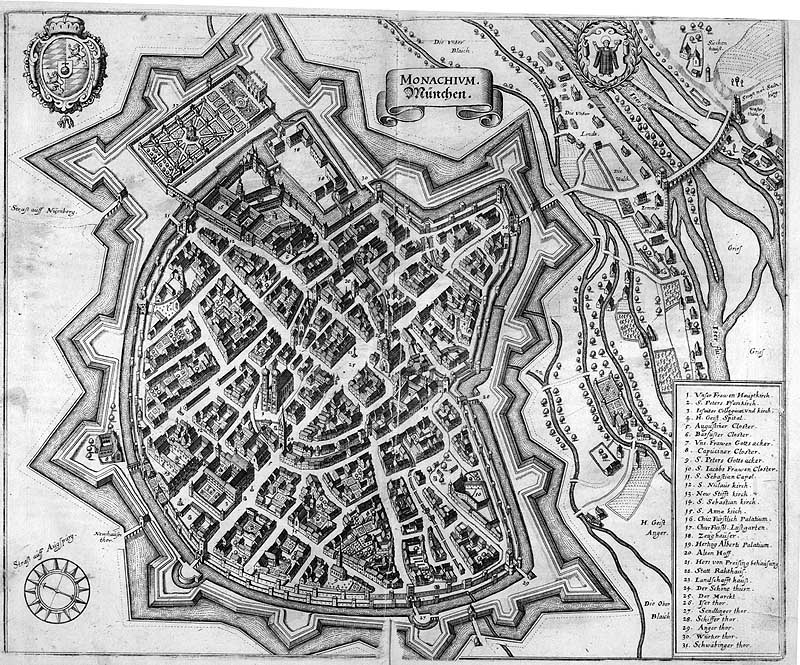
München – Merianstich von circa 1642

1591 ließ Wilhelm V. den italienischen „Goldmacher“ Marco Bragadino auf dem Schrannenplatz (Weinmarkt) wegen Betrug und Zauberei hinrichten. Er hatte dem in ständigen Geldschwierigkeiten steckenden Herzog versprochen, aus Blei Gold machen zu können. 1596 gründete der Herzog zwischen Moosach und Feldmoching, im Gebiet der heutigen Fasanerie-Nord eine Fasanenzucht.
1597 stand Bayern dann endgültig vor der Zahlungsunfähigkeit, und der Herzog dankte zu Gunsten seines Sohnes Maximilian I. ab. Unter beiden Herzögen kommt es zu einer Zunahme der Hexenverfolgungen mit grausamen Hinrichtungen. Als erster absolutistischer Herrscher in Bayern ließ Maximilian I. (1597–1651) die Münchner Residenz erweitern und ausbauen. Nun entstand die heute so genannte Alte Residenz an der Westseite mit dem Kaiserhof. Die Geschichte des Münchener Hofgartens der heutigen Stelle begann bereits 1560 unter Herzog Albrecht V. mit der Anlage eines neuen Renaissancegarten mit einem (nicht erhalten) Lusthaus nördlich einer älteren Anlage aus dem frühen 16. Jahrhundert. 1613–1617 erweiterte nun Maximilian I. die Anlage zu der heutigen Ausdehnung. Mit der Berufung des Kapuzinerordens nach München (1601) kam zu den Klöstern, Kirchen und Kapellen ein weiteres Klostergebäude. Ihr Kloster stand außerhalb der damaligen Stadtmauer an der Stelle des heutigen Lenbachplatzes. Als Maximilian die Wallbefestigung anlegen ließ, wurde der ein Teil der Außenanlagen des Klosters in eine Bastion einbezogen, die daher den Namen Kapuzinerbastion erhielt. Viele dieser Klöster wurden bei der Säkularisation vernichtet, so auch dieses. Die verbliebenen Bauten vermitteln eine Ahnung von der Bautätigkeit der Orden. 1609 wurde in München die Katholische Liga gegründet und ab 1619 zu Kriegsbeginn ein neuer Fortifikationgürtel angelegt, dessen Bau allerdings nur sehr langsam fortschritt.

### Dreißigjähriger Krieg

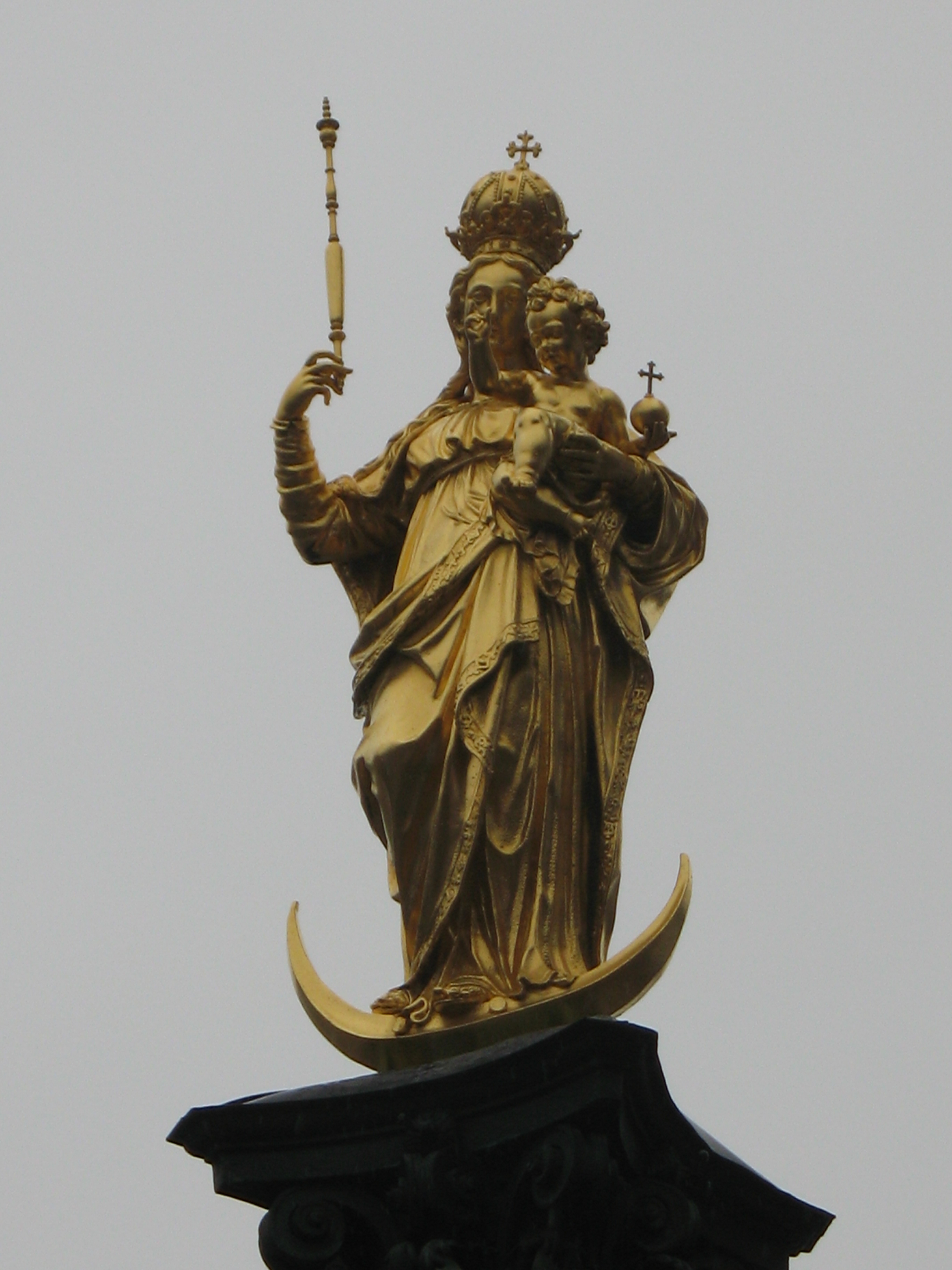
Mariensäule auf dem Marienplatz

Im Vertrag von München vom 8. Oktober 1619 zu Beginn des Dreißigjährigen Krieges zwischen Kaiser Ferdinand II. und Herzog Maximilian I. sicherte Bayern unter anderem das Eingreifen der katholischen Stände auf Seiten des Kaisers im Kampf gegen das aufständische Böhmen zu. Am 8. November 1620 kam es bei Prag zur Schlacht am Weißen Berg, in der das böhmische Ständeheer von den Feldherren Karl Bonaventura Graf von Buquoy und dem Ligaheer unter Maximilians Feldherrn Johann t’Serclaes von Tilly schwer geschlagen wurde. Für sein weiteres Engagement im Dreißigjährigen Krieg erhielt der bayerische Herzog dann 1623 die Kurfürstenwürde und München wurde zur kurfürstlichen Residenzstadt erhoben. 1626 legte eine Kleiderordnung fest, was die vier verschiedenen Bürgerschichten an Kleidung und Schmuck tragen durften.

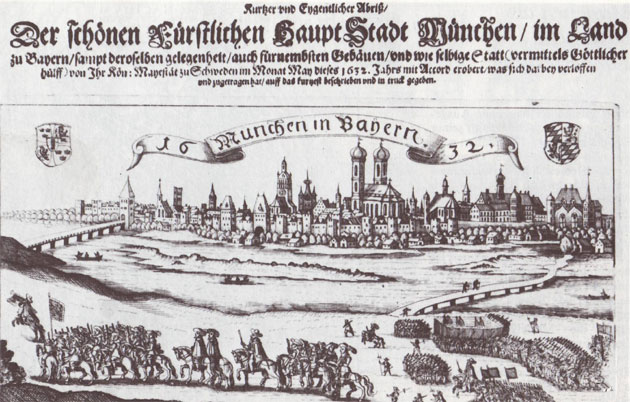
Einzug von Gustav Adolf von Schweden in München nach einem Flugblatt von 1632

Nachdem später mit Dänemark eine Ostseemacht aus dem Dreißigjährigen Krieg ausgeschieden war, sah Gustav II. Adolf von Schweden 1630 die Chance gekommen, seine hegemonialen Ansprüche in Nordosteuropa durchzusetzen und griff in den Krieg ein. Am 17. Mai 1632 näherte sich dann König Gustav II. Adolf mit seinen Truppen in Begleitung einiger protestantischer deutschen Fürsten von Ismaning kommend München und hielt feierlichen Einzug in der Stadt. Es heißt, dass etwa in der Gegend des Maximilianeums Münchens Bürgermeister Ligsalz den König kniend mit dem Stadtschlüssel erwartete. Die Stadt entging durch kampflose Übergabe, die Entrichtung der ungeheuren Summe von 300.000 Reichstalern sowie durch Geiselstellung einer Plünderung durch die Schweden. König Gustav Adolf ließ nach der Besetzung Münchens durch seine Truppen im Mai 1632 dann einen evangelischen Gottesdienst in der Residenz feiern. Gegen Ende Mai 1632 verließ Gustav Adolf bereits München und zog weiter. Er führte dennoch viel Beutegut mit sich: Aus der Bibliothek und der Bildersammlung des Kurfürsten wurden viele kostbare Stücke mitgenommen. Der König soll sogar gesagt haben, stünde die Residenz auf Rädern, würde er sie nach Stockholm rollen.
Der Kurfürst selbst hatte sich währenddessen mit seiner Gemahlin nach Stift Ranshofen zurückgezogen. Nach der verheerenden Niederlage der schwedischen und sächsischen Truppen in der Schlacht bei Nördlingen (6. September 1634) mussten die Schweden Bayern räumen. Neben dem bereits bestehenden Herzogspital war in der Kriegszeit im Auftrag von Kurfürst Maximilian I. und seiner Gemahlin Elisabeth als weiteres der Kranken- und Versorgungshäuser des Hofes 1626–1632 das benachbarte Josephspital entstanden. Als Dank für die Verschonung der Residenzstädte Landshut und München ließ Maximilian I. auf dem Marienplatz die Mariensäule errichten.
1634 erreichen italienische Truppen unter spanischer Flagge die Stadt, denen die Einquartierung trotz der Seuchengefahr nicht verweigert werden konnte, kurz darauf bricht in der Stadt die Pest aus. Dieser und einer zweiten Epidemie 1635 fällt ein Drittel der damaligen Bevölkerung zum Opfer. Die Einwohnerzahl sinkt kurzzeitig von 22.000 auf 9000 ab. 1635 kehrten die Schwedengeiseln aus ihrer Gefangenschaft in Augsburg nach München zurück.
1638–1645 wurde die Fortifikation der Stadt weiter ausgebaut. Das Gefecht der bayerischen und österreichischen Truppen unter Johann von Werth mit den Schweden unter Carl Gustav Wrangel zwischen Allach und Dachau vor den Toren Münchens im Oktober 1648 war die letzte Kampfhandlung des Krieges. Im Westfälischen Frieden vom 24. Oktober gewann Bayern endgültig die Kurwürde sowie die Oberpfalz, nachdem zuvor bereits vorübergehend Oberösterreich für einige Jahre an Kurfürst Maximilian I. verpfändet war.

### Zeitalter des Absolutismus
Nach Kriegsende lag das Gewerbe der Stadt am Boden und war nunmehr stark auf den Hof angewiesen, eine wichtige Voraussetzung für die Durchsetzung des Absolutismus des Kurfürsten. Die Stadt erholte sich nur langsam. 1651 begann der Salvatorausschank der Paulanermönche. 1657 wurde die Münchner Oper eröffnet, die Stadt öffnete sich unter Einfluss der Kurfürstin Henriette Adelheid von Savoyen dem italienischen Barock. Von 1657 bis 1795 (als das Gebäude zu klein wurde) stand am Salvatorplatz Münchens erstes öffentliches Opernhaus, das Salvatortheater.

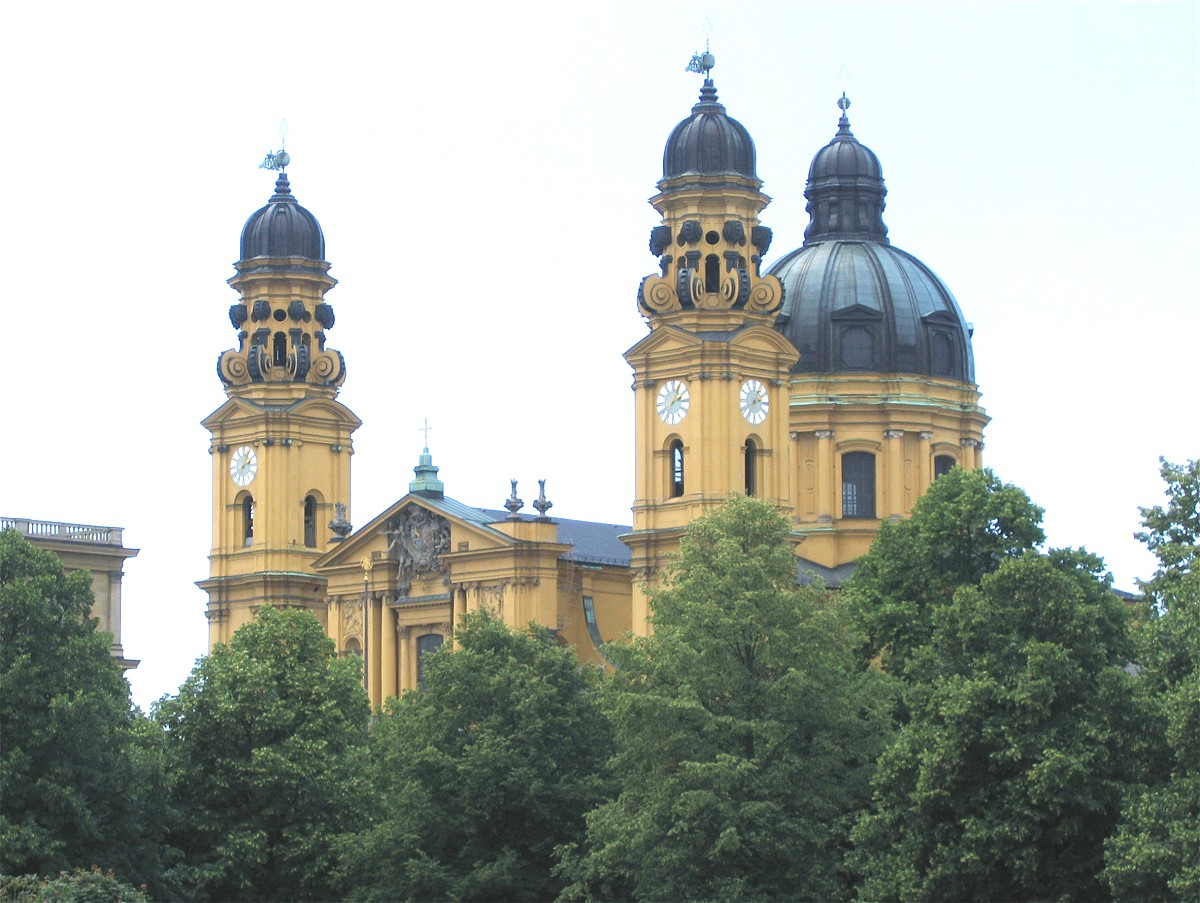
Theatinerkirche

1663 ließ Kurfürst Ferdinand Maria (1651–1679) aus Dank für die Geburt des lang ersehnten Stammhalters Maximilian II. Emanuel die Theatinerkirche errichten. Sie ist die erste im Stil des italienischen Hochbarock erbaute Kirche nördlich der Alpen. Auch begann unter seiner Herrschaft der Bau des damals weit vor den Toren der Stadt gelegenen Schlosses Nymphenburg.
Einheimische Architekten wurden in der Folge von der Kurfürstin fast gänzlich ausgeschaltet, die nächsten Jahrzehnte bestimmten vor allem mit Enrico Zuccalli und Giovanni Antonio Viscardi als Hauptvertreter des Münchner Hochbarocks Baumeister aus dem Misox die höfische Architektur.
1664 wurde durch Vertrag mit dem Grafen von Thurn und Taxis die erste Poststation in München mit Postkursen nach Augsburg, Regensburg, Wels, Salzburg und Innsbruck eingerichtet.
1667 erschien ein Stadtplan und seit 1669 entstanden die ersten Mietshäuser in der Stadt. 1674 ereignete sich ein verheerender Brand der Residenz.

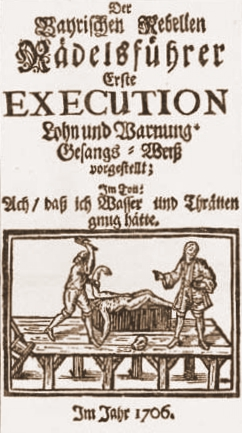
1706: Hinrichtung von Teilnehmern des Oberländer Bauernaufstandes auf dem Schrannenplatz in München

1683 beteiligte sich Kurfürst Max Emanuel (1679–1726) an der Befreiung Wiens von den Türken und eroberte 1688 Belgrad. Im Zuge der Türkenkriege kamen zahlreiche türkische Kriegsgefangene nach München. Obwohl Max Emanuel als Statthalter der spanischen Niederlande seit 1692 häufig außer Landes war, begann er 1701 in Erwartung der Kaiserkrone vor den Toren der Stadt mit dem Bau des neuen Schlosses in Schleißheim. Gleichzeitig erfolgte der Ausbau des Nordmünchner Kanalsystems. Die riesigen Erdarbeiten für diese Kanalstrecken wurden bis zum Frieden von Karlowitz 1699 zum Teil von den kriegsgefangenen Türken und dann vor allem von Truppenteilen der Münchner Garnison ausgeführt.
Während des Spanischen Erbfolgekriegs wurde München von 1705 bis 1714 durch Österreich besetzt. Max Emanuel hatte sich mit Frankreich verbündet und 1704 die Schlacht bei Höchstädt verloren. Zunächst wurde seiner Gemahlin Therese Kunigunde von Polen noch die Herrschaft über das Rentamt München überlassen, bevor auch hier die Habsburger 1705 unter Bruch des Vertrags von Ilbesheim die Verwaltung übernahmen. Gleichzeitig wurde am 16. Mai 1705 München von 3.200 Mann der kaiserlichen und pfälzische Truppen besetzt. 1705 wird mit der «Kaiserlichen Administration» eine zivile Verwaltung eingeführt, die bis 1715 dauert. Maximilian Karl zu Löwenstein wurde zum Administrator des Kurfürstentums Bayern ernannt. Ein Aufstand der Bayern gegen das harte Besatzungsregime scheiterte am 25. Dezember 1705 blutig in der Sendlinger Mordweihnacht und der anschließenden Schlacht von Aidenbach. 1706 werden alle Gefolgsleute des Kurfürsten aus den Hofdiensten entlassen. Während der Besatzungszeit entstanden sowohl der Bürgersaal als auch die Dreifaltigkeitskirche, die erste spätbarocke Kirche der Stadt. Den Habsburgern war nun daran gelegen, Bayern stärker an sich zu binden und München erhielt den Titel „Kaiserliche Hauptstadt in Bayern“. Viele Münchner, vorab ihr Bürgermeister Vacchiery, sind sogar mit der Besatzung und dem kaiserlichen Statthalter Löwenstein, gut zurechtkommen.
1715 kehrte Max Emanuel nach dem Friedensschluss nach München zurück und widmete sich dem Ausbau der außerhalb Münchens gelegenen Schlossanlagen von Nymphenburg und Schleißheim. Mit seinen Architekten Joseph Effner und später François de Cuvilliés verstärkte sich nun der französische Einfluss in der höfischen Architektur.

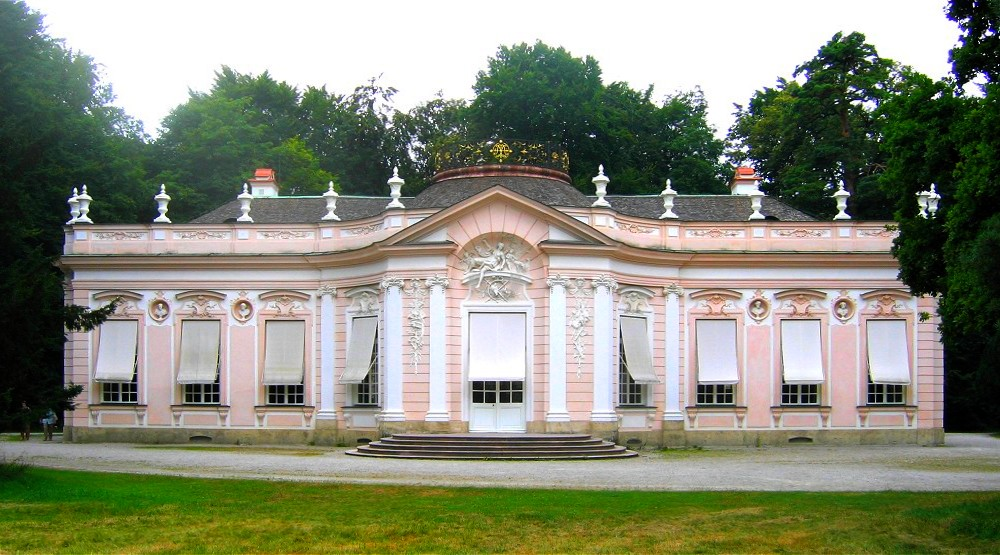
Amalienburg, Rokokojuwel im Nymphenburger Schlosspark

1724 wurde als erste Vorstadt das Lehel voll unter die Gerichtsbarkeit der Stadt gestellt, das bereits davor zum Münchner Burgfrieden gehört hatte. 1727 wurde dann der Grundstein für die Klosterkirche St. Anna im Lehel gelegt, der ersten Rokokokirche Bayerns. 1728 begann der Bau des Nymphenburger Schlossrondells, dessen zehn Palais für Hofbedienstete eineinhalb Jahrhunderte später Ausgangspunkt beim Bau einer Villensiedlung im Raum München werden sollten (Nymphenburg).

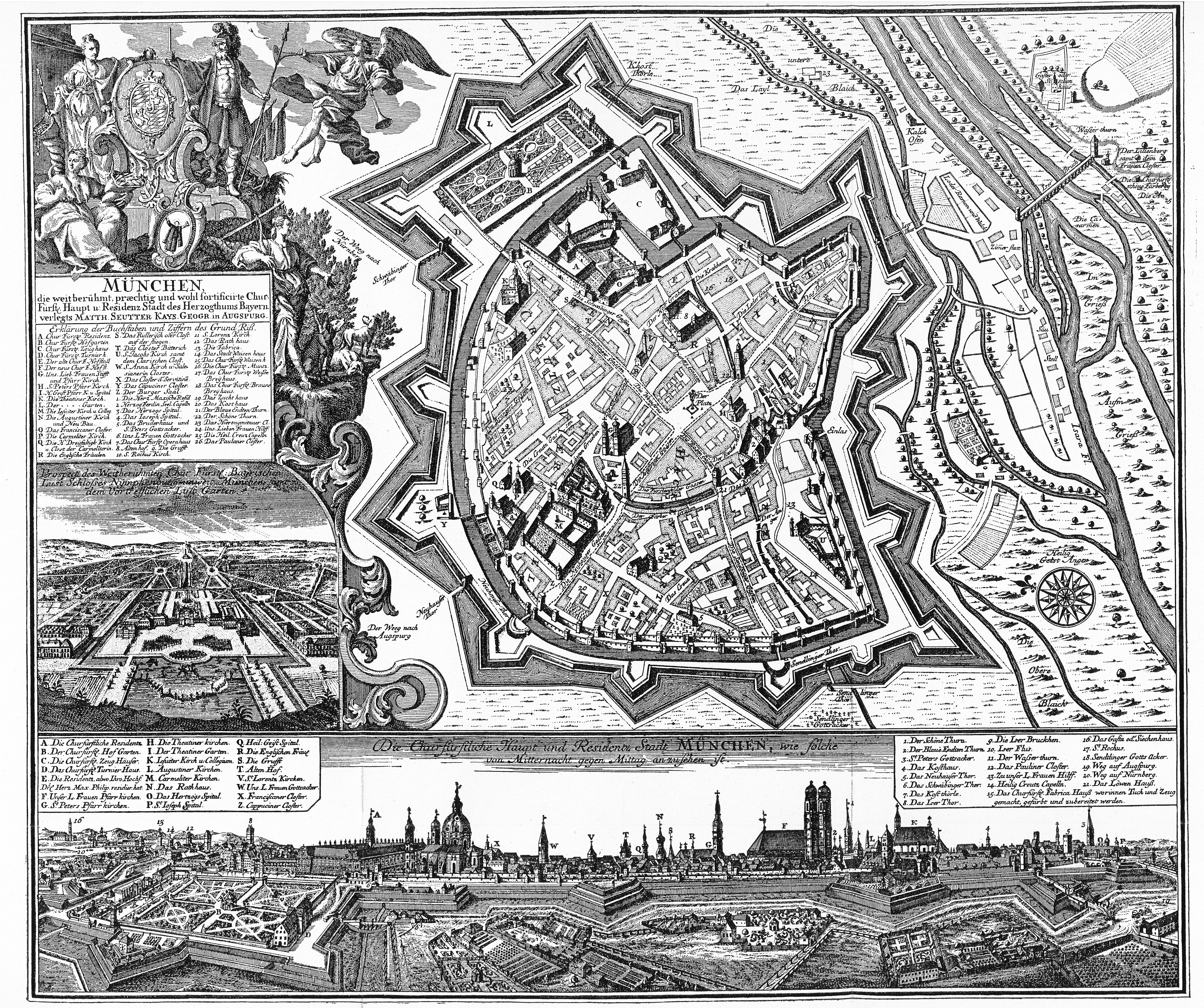
München 1740.

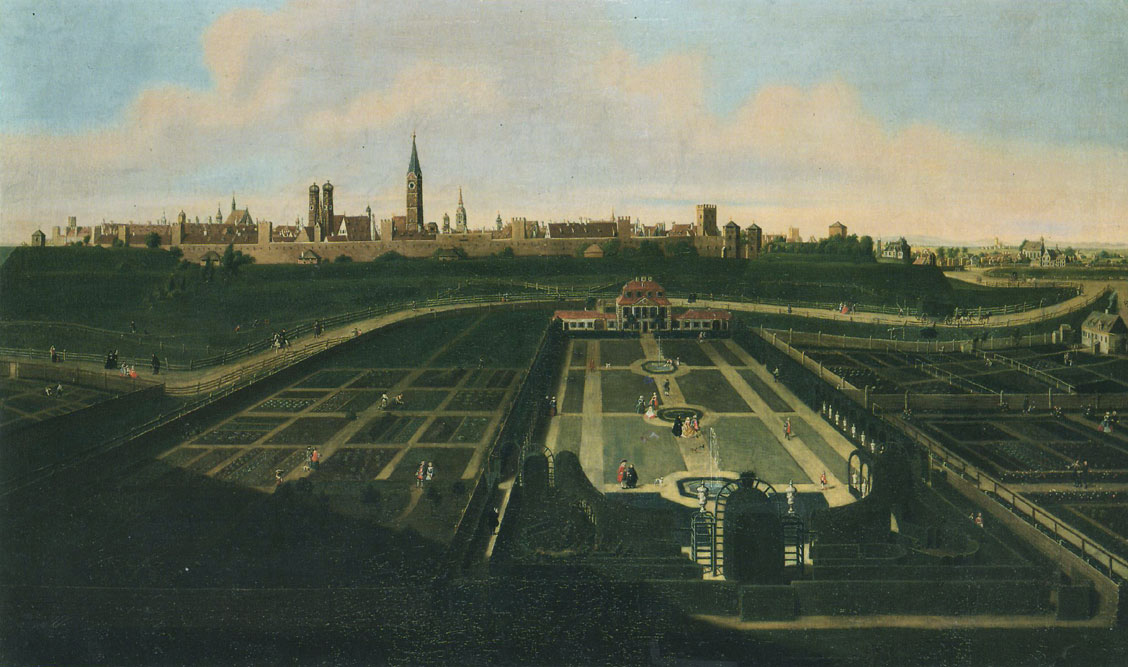
Stadtansicht Münchens von Süden mit dem La-Rosée-Schlössel im Vordergrund, 1749

Ab 1733 wurde die nächtliche Stadt mit Öllampen beleuchtet. Im selben Jahr wurde eine Kirche neben einem Wohnhaus in der Sendlinger Straße errichtet. Egid Quirin Asam baute mit eigenen Mitteln mit seinem Bruder Cosmas Damian Asam, auch zur Heiligsprechung des Märtyrers Johann Nepomuk, die Asamkirche. Die im Zweiten Weltkrieg schwer beschädigte und danach restaurierte Kirche ist ein Meisterwerk spätbarocker Kunst. 1733 begann auch Johann Baptist Gunetzrhainer den Neubau der Damenstiftskirche. Ab 1735 wurde St. Michael in Berg am Laim durch Johann Michael Fischer erbaut, ein Hauptwerk des bayerischen Rokokos. Berg am Laim selbst war Sitz einer Hofmark des Kurfürstbistums Köln, das wie Bayern von Wittelsbachern regiert wurde. Auch immer mehr Adelspaläste entstanden nun in der Stadt, von denen heute nach der Zerstörung des Palais Piosasque de Non im Zweiten Weltkrieg das Palais Holnstein als das bedeutendste dieser Zeit gilt.
Im Rahmen des Österreichischen Erbfolgekriegs kam es zwischen 1742 und 1744 nach der Kaiserkrönung des Kurfürsten Karl Albrecht (1726–1745) erneut zu mehreren längeren Besetzungen Münchens durch Österreich. Mit dabei waren die Panduren, eine Art Guerilla-Truppe aus serbischen und ungarischen Söldnern, die fürchterlich wüteten, vor allem im Lehel. Von April bis Juni 1743 residiert der Kaiser in München und im Oktober 1744 zwang ein neues Bündnis Karl Albrechts mit Preußen die Österreicher neuerlich zum Abzug. Für kurze Zeit war München wieder kaiserliche Residenzstadt, 1745 starb Karl Albrecht als Kaiser Karl VII. in der Münchener Residenz. Eines der wenigen Zeugnisse der zweiten Kaiserzeit sind die Rokokorahmen mit dem Kaiserwappen in der Wallfahrtskirche St. Anna in Harlaching, die Karl VII. damals der Kirche stiftete. Sein Sohn Maximilian III. Joseph (1745–1777) gab im selben Jahr endgültig die Großmachtpolitik seiner Vorgänger auf, schloss Frieden mit Österreich und begann eine Politik der inneren Reformen.

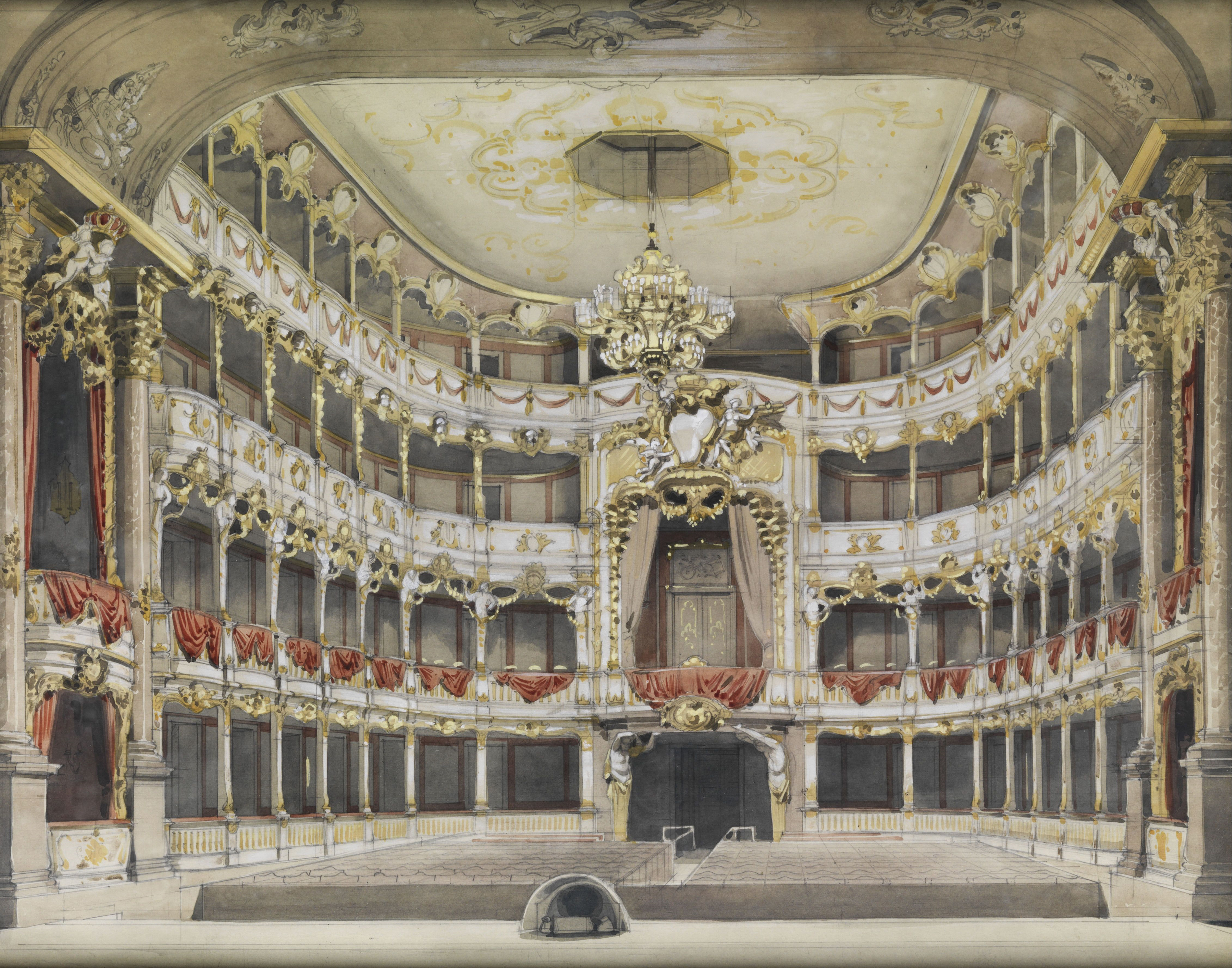
Altes Residenztheater

Schon 1747 gründete der Kurfürst die Nymphenburger Porzellanmanufaktur, die durch Franz Anton Bustelli schon sehr bald Weltruhm erlangte. 1753 erfolgte die Fertigstellung des Residenztheaters. Das Theater erlebte viele große Opernaufführungen, so 1781 die Uraufführung von Mozarts Idomeneo. Im Jahr 1754 stiftete die Kaiserinwitwe Maria Amalia ein Ordenshaus mit Spital der Elisabetinerinnen, die sich auf ihre Initiative hin in München niederließen. Diese erste moderne Krankenheilanstalt Münchens, die sich nicht mehr als Siechenhaus verstand, widmete sich der Krankenpflege und Ausbildung von Laienhelferinnen. Um 1750 war rund ein Viertel des gesamten Stadtgebiets Klostergrund. Dennoch hatte die Stadt nun 32.000 Einwohner, hatte mit Augsburg erstmals gleichgezogen, Nürnberg überholt und schickte sich an, die größte Stadt Süddeutschlands zu werden. 1759 wurde die Bayerische Akademie der Wissenschaften gegründet. Der Bau eines Seidenfilatorium (Textilfabrik) am Münchner Hofgarten durch Lespilliez erfolgte 1762. Im Jahre 1770 wurden die Hausnummern eingeführt. Im selben Jahr riefen mehrere Missernten eine große Hungersnot hervor. Der Kurfürst ließ zur Linderung Getreide aus Hofgütern verteilen, nahm Kredit in Holland auf und veräußerte sogar einen Teil der Juwelen der Schatzkammer. 1775 wurde das erste Caféhaus der Stadt eingerichtet, das Tambosi am Hofgarten.
Ab 1774 entstand das Neue Landschaftsgebäude, als Versammlungsort der Bayerischen Landstände, der Neubau war als Ersatz für das Alte Landschaftsgebäude am Marienplatz entstanden. Mit der Landschaftsverordnung als Vertretung der Stände lag der Kurfürst jedoch in einem Dauerkonflikt. Von seinem ehemaligen Lehrer Ickstatt beraten, versuchte er zweimal vergeblich, dieses Gremium aufzuheben.
Mit dem Tod von Kurfürst Maximilian III. Joseph 1777 starb die bayerische Linie der Wittelbacher aus und Karl Theodor (1777–1799) aus der Pfälzer Linie wurde sein Nachfolger. Bayern wird mit der Kurpfalz vereint, zu der in Personalunion auch die rheinischen Herzogtümer Jülich und Berg gehörten. Nach dem Zusammenschluss wurde das Gebiet als Pfalz-Baiern bezeichnet und war damals der drittgrößte Länderkomplex des Reiches.

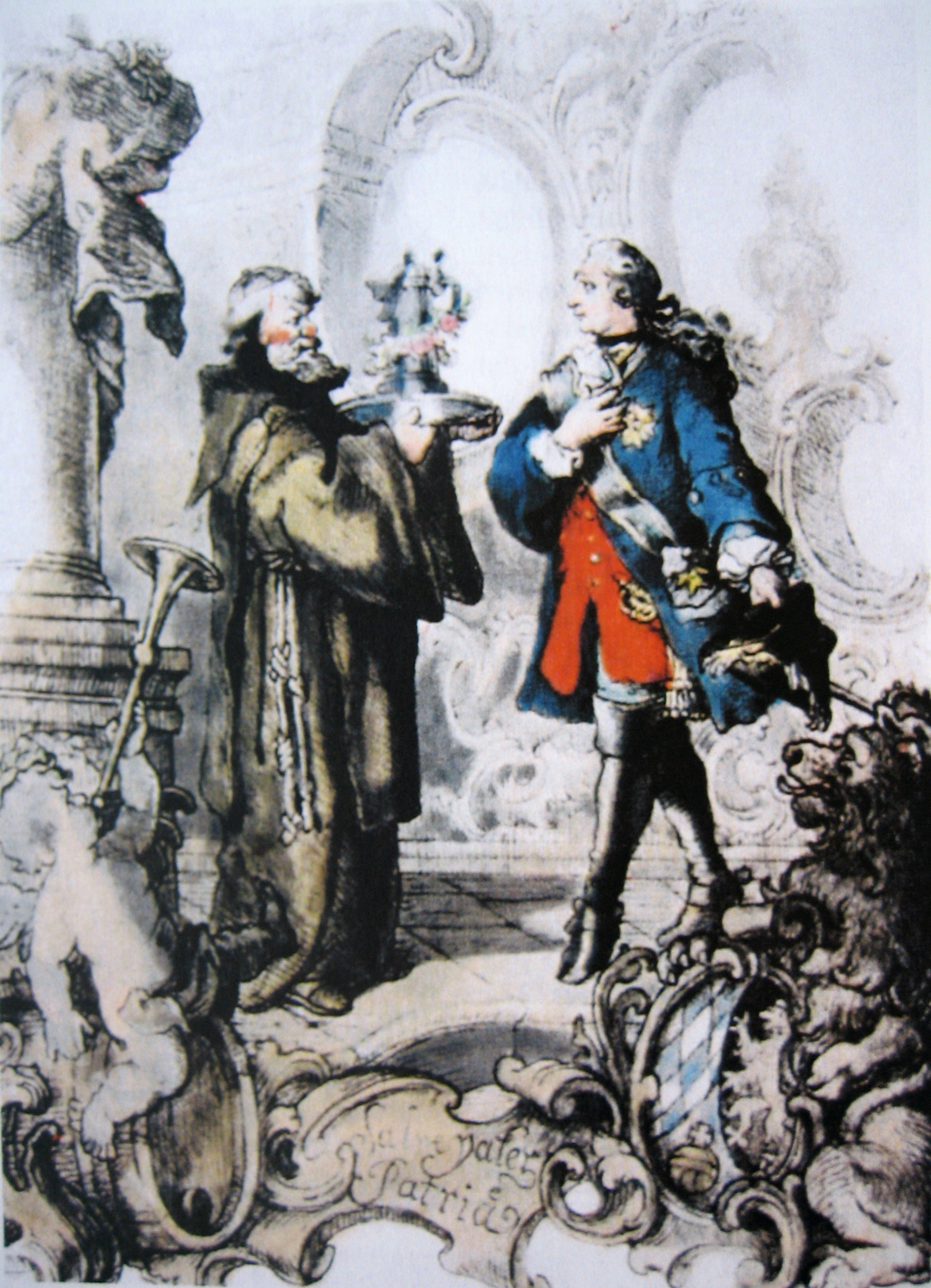
Kredenz-Szene: Künstlerisch überhöhte Darstellung einer historischen Bierprobe auf dem Nockherberg in München (an einem 2. April zwischen 1778 und 1795). Paulaner-Braumeister Frater Barnabas reicht Kurfürst Karl Theodor einen Krug mit Salvator-Starkbier. Die Inschrift unten im Bild lautet: „Salve pater patriae“ (deutsch: „Sei gegrüßt, Vater des Vaterlands“), Eduard Ille, nach 1890. Karl Theodor mochte das Bier nicht und verlangte nach Wein – so etwas hatte es bis dato noch nicht gegeben.

Der neue Herrscher siedelte zwar 1778 mit seinem Hofstaat von Mannheim nach München um, wurde aber in Bayern insbesondere nach seinem gescheiterten Tauschprojekt, mit dem er Teile Bayerns erst gegen Vorder-Österreich und dann gegen die österreichischen Niederlande den Habsburgern abtreten wollte, bald äußerst unbeliebt. 1785 waren diese Pläne dann endgültig gescheitert. Dennoch leitete der Kurfürst mit seinem Minister Graf Rumford wichtige Reformen ein.

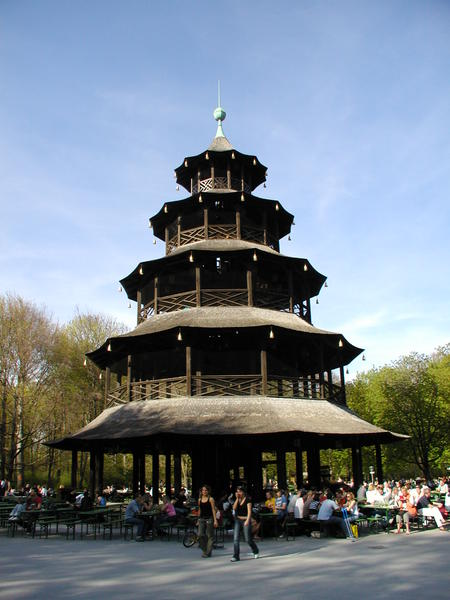
Chinesischer Turm im Englischen Garten

Der erste Papst, der die bayerische Hauptstadt besuchte, war im Jahr 1782 Papst Pius VI. Er machte auf der Heimreise von seinem Besuch bei Kaiser Joseph II. in Wien Station in München. 1785 richtete der Papst in München eine Nuntiatur ein, wogegen die Erzbischöfe von Köln, Trier, Mainz und Salzburg protestierten.
1788 verlegte Karl Theodor im Streit mit dem Münchner Rat um eine von der Bevölkerung geforderte Getreidesperre die Residenz nach Mannheim. Obwohl der Kurfürst bereits im darauffolgenden Jahr nach München zurückkehrte, kam es am 21. Mai 1791 zu einem neuen Eklat: Die Mitglieder des Rates der Stadt, der eine revolutionäre Broschüre herausgegeben hatte, wurden gezwungen, in der Maxburg auf Knien vor einem Bildnis Karl Theodors Abbitte zu leisten.
1780 öffnet Karl Theodor den Hofgarten für die Öffentlichkeit, der bis dahin ausschließlich dem Hofstaat zugänglich war. 1789 erfolgte die Anlage des Englischen Gartens in den Isarauen vor der Stadt. Die Bastei vor dem Karlstor wurde 1791 niedergelegt und die Schleifung der Stadtmauern sowie ein Teil der Stadttore begann. Vor dem Karlstor wurde ein Platz angelegt, der 1797 den Namen Karlsplatz nach dem Kurfürsten Karl Theodor erhielt. Vom Volk wurde er nach Eustachius Föderl, der an der Ecke ein Gasthaus mit dem Namen Stachus-Garten oder Stachus-Wirt besaß, einfach Stachus genannt. An der Stelle der Gaststätte steht heute ein bekanntes Kaufhaus. Insgesamt stieg die Einwohnerzahl in den dreihundert Jahren zwischen 1500 und 1800 von rund 13 500 auf knapp 40 000, wobei rund ein Viertel dem Hofstaat und dem kurfürstlichen Beamtentum angehörte. Es wären wohl noch mehr Menschen nach München gezogen, hätten nicht die restriktiven Regeln der Handwerkszünfte, die beispielsweise die Zahl der Meister und der Betriebe begrenzten, die Chancen für eine Einbürgerung sehr vermindert. Dennoch hatte München bereits 1750 mit Augsburg gleichgezogen und Nürnberg überholt.
1796 wurde München während eines Artilleriegefechts der Österreicher mit französischen Truppen bombardiert. Wer vor der Apsis der Peterskirche steht und dort den Blick nach oben auf die Chorwand richtet, kann dort noch heute eine eingemauerte Kanonenkugel erkennen. Vom Gasteig aus abgefeuert, schlug sie während eines Gottesdienstes durch ein Fenster ins Kircheninnere ein und blieb auf dem Boden im Altarraum liegen. Auch Schloss Fürstenried wurde damals gebrandschatzt. Die Politik des Kurfürsten, der zwischenzeitlich nach Sachsen geflüchtet war, lavierte zwischen Österreich und dem revolutionären Frankreich. Im Münchner Vertrag vom November 1798 wurde schließlich die Bayerische Armee im Krieg gegen Frankreich sogar Österreich unterstellt. Als Karl Theodor im Februar 1799 in der Residenz an einem Schlaganfall starb, brach in der Stadt öffentlicher Jubel aus.

## Hauptstadt des Königreich Bayerns

### Napoleonische Epoche und Reformen: Max I. Joseph
Karl Theodors Nachfolger Kurfürst Maximilian IV. Joseph (1799–1825) aus einer Pfälzer Seitenlinie der Familie der Wittelsbacher wird in der Stadt freudig empfangen. Im Juni 1800 wurde München jedoch von französischen Truppen besetzt, die österreichisch-bayerischen Truppen zogen sich hinter den Inn zurück. Im Dezember verloren die Bayern und Österreicher die Schlacht bei Hohenlinden. 1805 fiel der österreichische Feldmarschallleutnant Karl Philipp zu Schwarzenberg mit 200 Husaren in Schloss Nymphenburg ein und forderte mit ultimativen Drohungen den Anschluss der bayerischen an die österreichischen Truppen, bewirkte aber dadurch das Gegenteil. Nachdem Bayern ein Bündnis mit Frankreich eingegangen war, kam am 24. Oktober 1805 Napoleon I. nach München. 1806 wurde München zur Hauptstadt des Königreichs Bayern. Max IV. Joseph nahm am 1. Januar 1806 als Max I. Joseph den Königstitel an. Der Vizekönig von Italien, Eugène de Beauharnais, kurz zuvor von Napoleon adoptiert, heiratete am 13. Januar 1806 weltlich und einen Tag später kirchlich in München auf Anweisung Napoleons und im Beisein des französischen Kaiserpaares die 17-jährige Prinzessin Auguste Amalie von Bayern und wurde somit zum Schwiegersohn des bayrischen Königs.

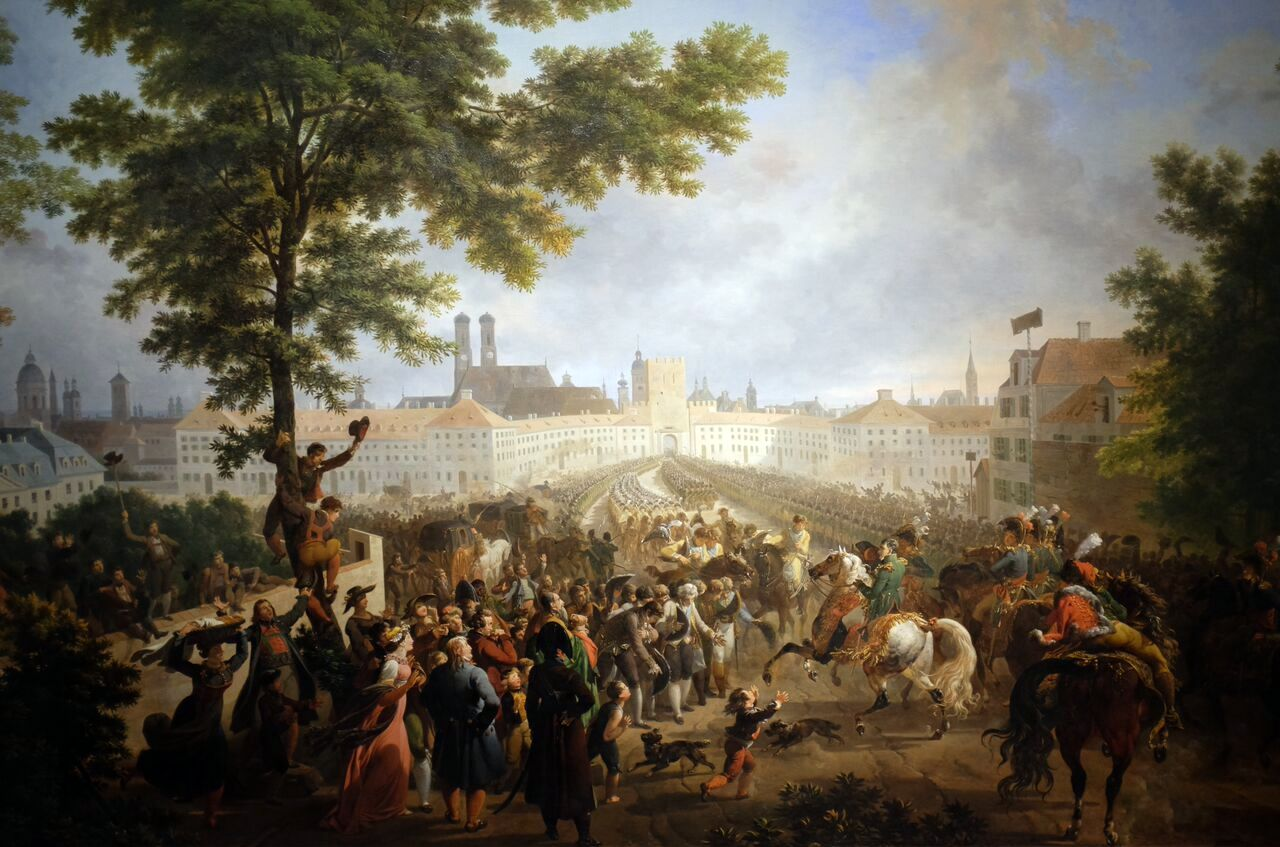
Ankunft Napoleons in München am 24. Oktober 1805 von Nicolas-Antoine Taunay

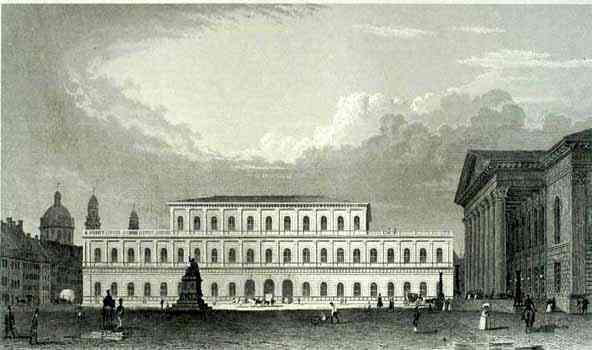
Nationaltheater und Königsbau der Residenz, Stich Mitte 19. Jahrhundert

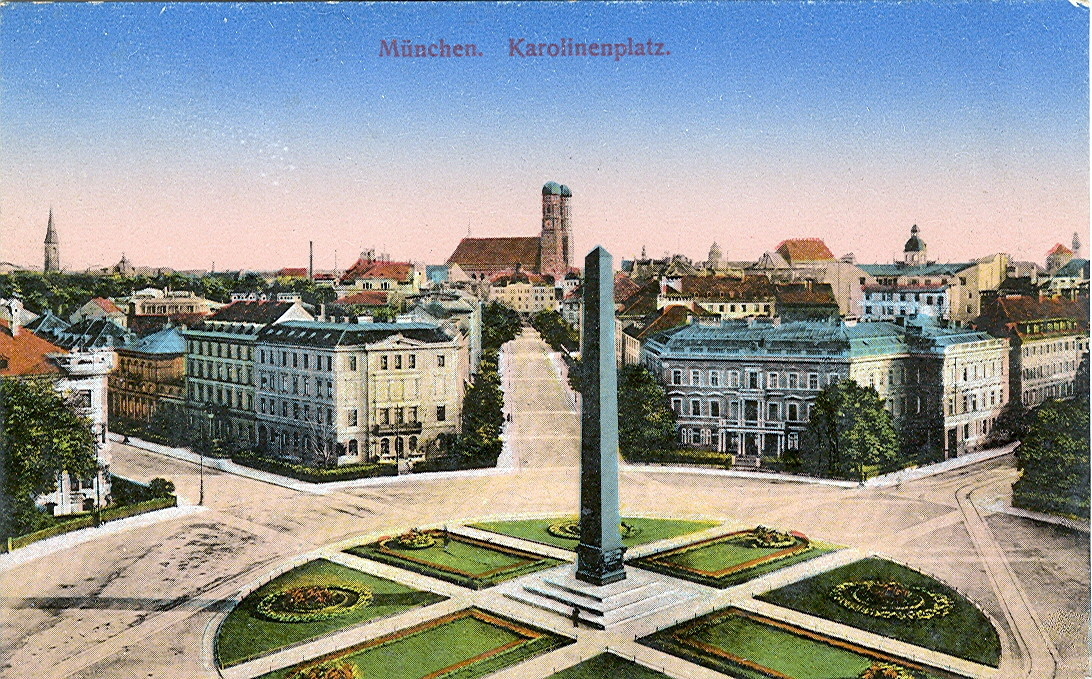
Karolinenplatz, Brienner Straße 1914

Gegen Ende des 18. Jahrhunderts erfuhr die Stadt einen enormen Zuwachs an Einwohnern und entwickelte sich zu einer der größten Städte Europas. Insbesondere nach der Niederlegung der Stadtbefestigung wuchs die Stadt stark an. Die Maxvorstadt wurde zwischen 1805 und 1810 unter König Maximilian I. Joseph, nach dem sie auch benannt ist, als erste planmäßige Stadterweiterung durch Friedrich Ludwig von Sckell und Karl von Fischer konzipiert. Der Ausbau der Fürstenallee nach Nymphenburg mit seinem Schloss und Adelspalais (Schlossrondell) zur prachtvollen Brienner Straße nahm hier seinen Ausgang. An der Ausfallstraße nach Schwabing entstanden außerhalb des im Jahr 1795 geschleiften mittelalterlichen Stadtrings neue Häuser, wie alte Gemälde zeigen (z. B. „Am Schwabinger Tor“). Der repräsentative und prunkvolle Ausbau am Odeonsplatz und in der Ludwigstraße erfolgte aber erst später. Wie auch in späteren Zeiten des raschen Wandels fielen viele alte Bauwerke der neuen Zeit zum Opfer, darunter das Franziskanerkloster, die Lorenzkapelle des Alten Hofs und der dominate Schöne Turm. 1807 entstand durch königlichen Erlass der Viktualienmarkt. 1811 begann direkt neben dem Residenztheater der Bau des Nationaltheaters nach dem Vorbild des Pariser Odeons.

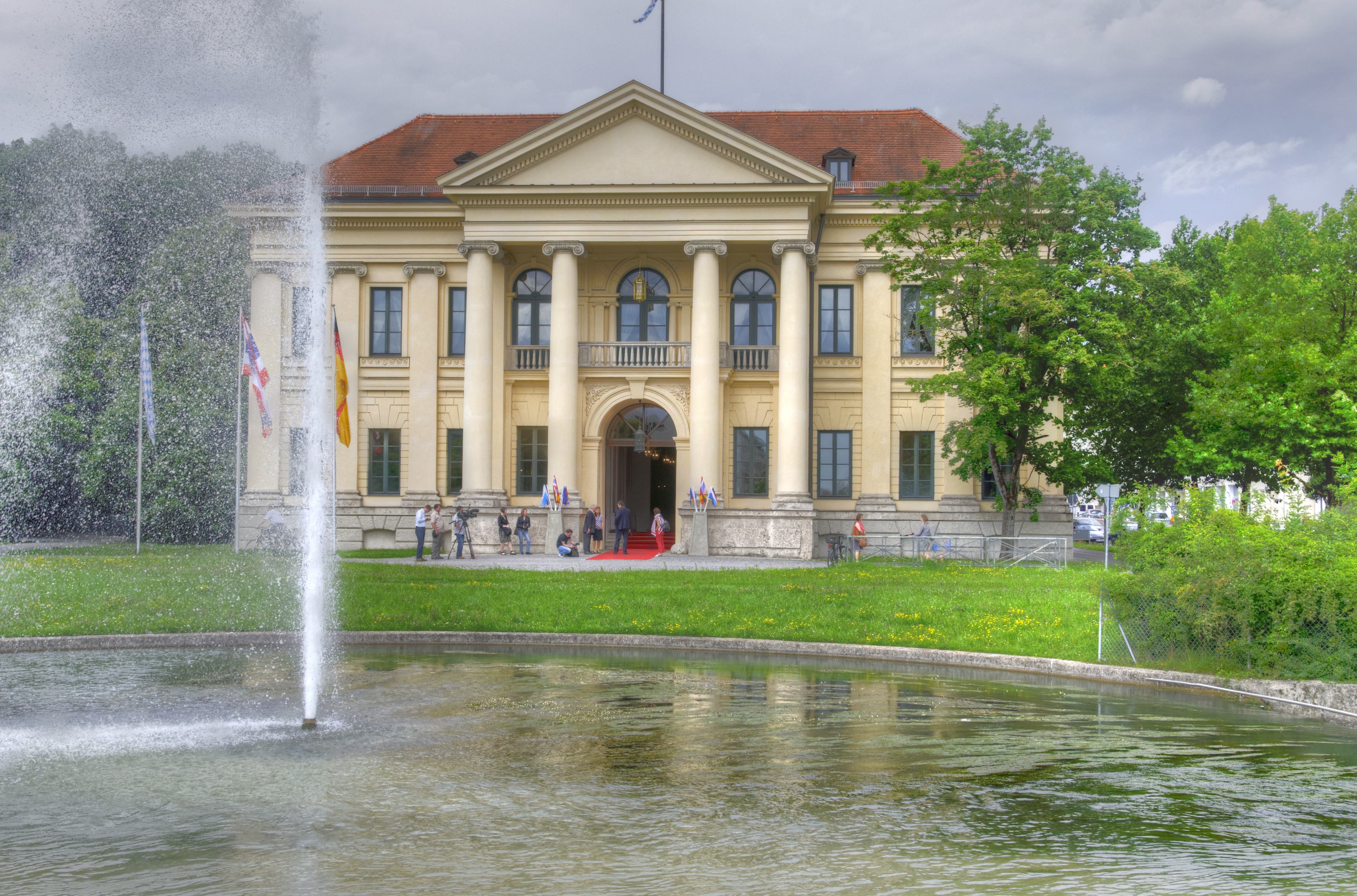
Prinz-Carl-Palais

Im Jahre 1810 wurde anlässlich der Hochzeit des Kronprinzen Ludwig mit Prinzessin Therese Charlotte Luise von Sachsen-Hildburghausen auf einer Wiese (seither Theresienwiese genannt) vor den Toren Münchens ein Volksfest mit Pferderennen gefeiert, aus dem das Oktoberfest hervorging. Als erster von vielen wurde der Augustiner Biergarten dann 1812 eröffnet, der Name Augustiner kommt von dem 1807 gebauten gleichnamigen Keller der ältesten Brauerei der Stadt, in dem das Bier mit Eis gekühlt wurde. Aus einem Sudhaus mit alter Brautradition entwickelte sich seit 1818 jedoch Löwenbräu zum lange Zeit größten und modernsten Braubetrieb in München.
Die schlimmste Hochwasser-Katastrophe Münchens ereignete sich am 13. September 1813: Die Schwanenbrücke in die Au stürzte ein und über 100 schaulustige Menschen fielen mit ihr in die reißenden Fluten der Isar. Erst Jahre später beginnt der Architekt Leo von Klenze mit dem Bau einer neuen und prächtigeren Brücke. Eine Agrarkrise aufgrund von Missernten im Jahr ohne Sommer und verfehlter staatlicher Politik führt 1816/17 nochmals zu einer Hungersnot in Bayern. Die Naturwissenschaften erleben in München in dieser Zeit aber einen Aufschwung, Alois Senefelder erfindet die Lithographie, Fraunhofer, Reichenbach und Utzschneider machen die Stadt zu einem Zentrum der optischen Industrie während Schelling in den bayerischen Staatsdienst eintrat.
Im Vertrag von München wurden im April 1816 die endgültigen Grenzen des nachnapoleonischen Bayerns bestimmt. München wurde die Hauptstadt eines innerhalb weniger Jahre um das Doppelte vergrößerten Staates. Große Teile Frankens, Schwabens und der linksrheinische Rheinkreis fielen an Bayern, dafür wurden Salzburg wie zuvor schon Tirol den Habsburgern überlassen. In der Folge siedelten sich viele Pfälzer und Franken in der Hauptstadt an, darunter auch viele Protestanten. Das Einbürgerungsverbot für Protestanten wurde 1801 aufgehoben; der Weinwirt Johann Balthasar Michel war der erste Protestant, dem im selben Jahr das Bürgerrecht zugestanden wurde. Karoline von Baden, die Ehefrau Max Josephs hatte schon 1799 ihren eigenen protestantischen Seelsorger mitgebracht, den Kabinettsprediger Ludwig Friedrich von Schmidt, in der strengkatholischen Stadt eine Sensation. Im Rahmen der Säkularisation 1803 wurden zahlreiche Klöster in München aufgelöst. 1817 wurde jedoch mit dem Papst ein Konkordat geschlossen. Dabei wurde auch festgelegt, dass der seit 1803 verwaiste Bischofssitz von Freising nach München verlegt und das Bistum zum Erzbistum München-Freising erhoben wurde. Daraufhin wurde die Münchner Frauenkirche zur erzbischöflichen Kathedrale (Dom).
1818 erhielt Bayern, nach dem Sturz des Ministers Maximilian von Montgelas im Vorjahr, eine Verfassung. Dazu erschien ein Edikt über die protestantische Gesamtgemeinde, welches das Staatsbürgerschaftsrecht regelte. Dabei wurde München zum Sitz des Bayerischen Landtags. Im selben Jahr erhielt München eine Selbstverwaltung mit zwei Bürgermeistern und zwei Ratskollegien, nachdem der Magistrat der Stadt zunächst 1810 aufgehoben worden war. Allerdings lässt das bis 1869 gültige königliche Gemeindeedikt, das die Residenzstadt ausdrücklich unter „die besondere Curatel und Aufsicht des Staates“ stellt, den Bürgermeistern und dem Magistrat nur wenig Gestaltungsraum.

### Vormärz und Revolution: Ludwig I.

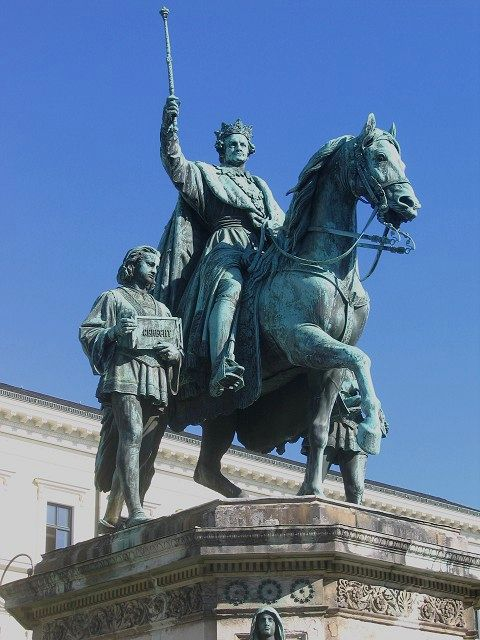
Reiterdenkmal Ludwigs I auf dem Odeonsplatz

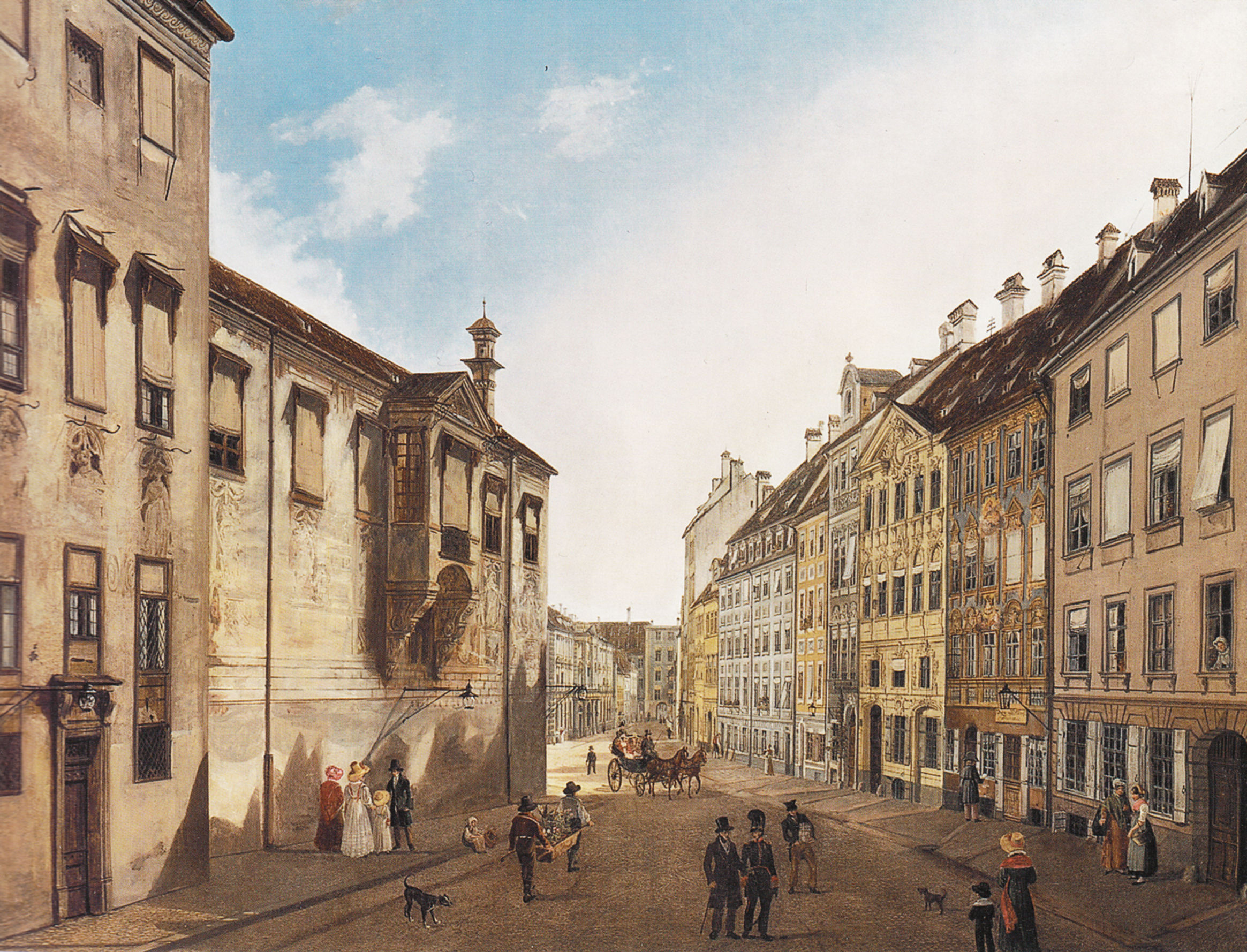
Domenico Quaglio: Die Residenzstraße gegen den Max-Joseph-Platz im Jahr 1826 (erworben vom König im gleichen Jahr)

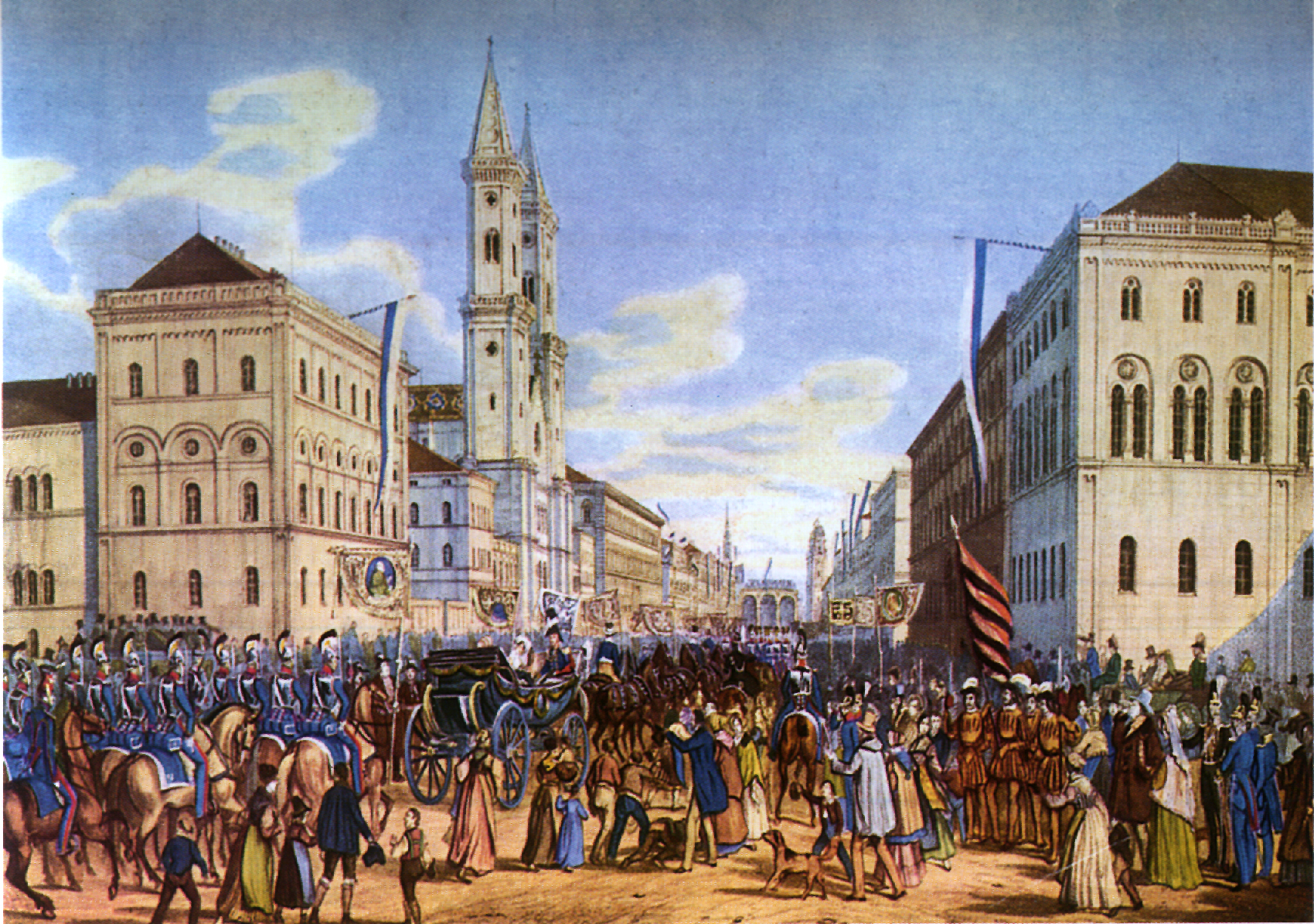
Die Ludwigstraße beim Einzug der Prinzessin Marie von Preußen 1842

Unter der Regierung von König Ludwig I. (1825–1848) wurde München zu einer weithin bekannten Kunststadt. Die Klassizisten Leo von Klenze und Friedrich von Gärtner gestalteten die Ludwigstraße mit der Feldherrnhalle vor dem Odeonsplatz und dem Siegestor (das als einziges Siegestor keinen realen Sieg feiert), sowie den Königsplatz und die Erweiterungsbauten der Residenz. Klenze errichtete die Ruhmeshalle auf der Theresienwiese und Ludwig Schwanthaler stellte die Bavaria auf. Die Königliche Erzgießerei in München erreicht große Bedeutung. Die Glyptothek am Königsplatz wurde 1830 mit einer von König Ludwig I. gekauften Sammlung antiker Skulpturen und Vasen, eröffnet. Gebaut wurden auch die Alte Pinakothek 1836 und die Neue Pinakothek. Einige Bauprojekte musste der König gegen heftigen Widerstand in der Stadt durchsetzen, er drohte dem Rat der Stadt zeitweise sogar damit, die Residenz aus München nach Bamberg zu verlegen. Die Stadtväter wollten unter anderen eine Kürzung der Ludwigstraße durchsetzen, da ihrer Meinung nach München nicht in 100 Jahren bis zu 1 km über die damalige Stadtmauer hinaus wachsen werde. 1828 war der Streit der hochverschuldeten Stadt mit dem König anlässlich des Baus der Ludwigskirche dann noch weiter eskaliert. Die Kunstförderung des Königs (durch Bau der Pinakothek und Einfluss auf die Akademie) machten die Münchner Schule zu einer führenden Kunstrichtung im 19. Jahrhundert. 1846 entstand das Königliche Conservatorium für Musik.
Die in Ingolstadt von Herzog Ludwig dem Reichen von Bayern-Landshut gegründete Universität, die 1800 unter Kurfürst Max IV. Joseph nach Landshut verlegt wurde und dort ihren Namen Ludwig-Maximilians-Universität erhielt, wurde von Ludwig I. 1826 nach München geholt. An der Ludwigstraße, Ausfallstraße nach Schwabing (damals zugleich Landgemeinde und Landsitz niederen Adels sowie Rückzugsort vornehmer Bildungsbürger, später zur Stadt erhoben; siehe Schwabing, Geschichte), entsteht deren Hauptgebäude.
1826 wurde unter Anwesenheit des Königs erstmals wieder eine Synagoge in der Westenriederstraße feierlich eingeweiht. Im Jahr 1827, wurde zur ersten evangelischen Kirche Münchens, der Matthäuskirche an der Sonnenstraße, der Grundstein gelegt. Diese ist Vorgängerin der heutigen Matthäuskirche am Sendlinger-Tor-Platz.
Unter dem ultramontanen Minister Karl von Abel verschlechterte sich dann das Verhältnis zwischen Katholiken und Protestanten. 1841 erwuchs aus der Beerdigung der protestantischen Königin Karoline von Baden ein Skandal.

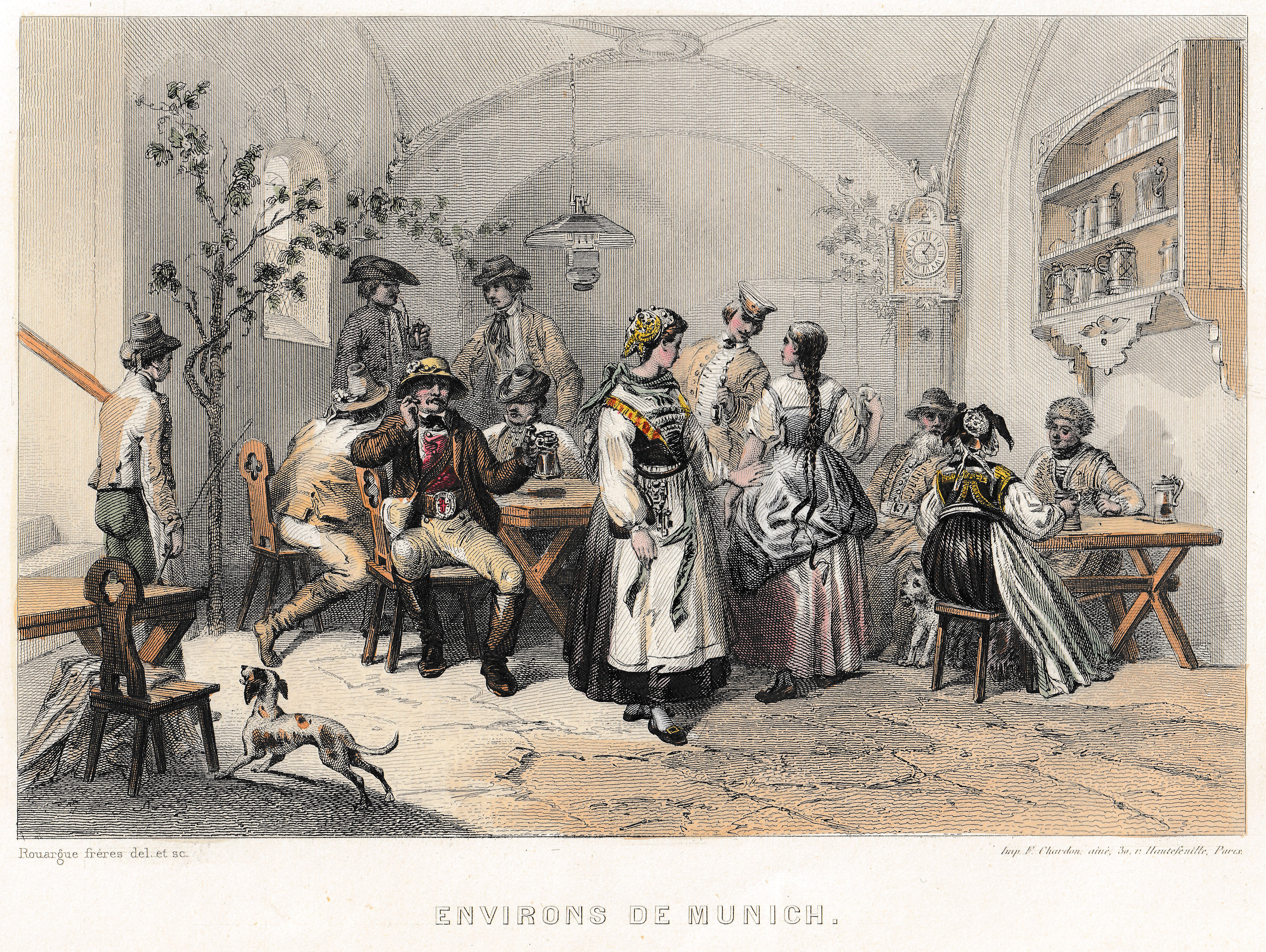
Münchner Milieu-Studie im 19. Jh.

Seit 1837 ist München auch wieder die Hauptstadt von Oberbayern, König Ludwig hatte alle Kreise (wie die Bezirke damals genannt wurden) umbenennen lassen, so auch den Isarkreis. Der Sitz lag zunächst im Alten Landschaftsgebäude am Marienplatz.
Die Industrialisierung Bayerns schritt derweil nun auch in München zügig voran. 1835 kam es zur Gründung der Bayerischen Hypotheken- und Wechselbank. Mit der Eisenbahn nach Augsburg bekam München 1839 seine erste Bahnverbindung. Die von der München-Augsburger Eisenbahn-Gesellschaft gebaute Strecke führte von Augsburg nach Lochhausen, das damals vor München lag. Das Eisenwerk Hirschau, 1838 von Joseph Anton Maffei gegründet, baute 1841 seine erste Dampflokomotive. Maffei wurde 1931 von der Lokomotivfabrik Krauss & Comp. übernommen und die Firma in Krauss-Maffei geändert. Es entstanden zwar danach in der Hauptstadt des Königreichs noch weitere technisch hochgerüstete Produktionsstätten wie etwa die Lokomotivenfabriken und die Waggonfabrik Rathgeber, aber eine industrielle Monokultur wie in anderen Regionen Deutschlands entwickelte sich an der Isar nicht. Mittel- und Kleinbetriebe blieben noch lange Zeit typisch für die Stadt. Neben den Brauereien hatten auch die optische Industrie und das graphische Gewerbe einen guten Ruf. 1838 begannen die ersten Planungen für den Bahnhof in München. Nachdem sich der erste Bahnhof zunächst auf dem Marsfeld befunden hatte, entschied im April 1847 der bayerische König, dass der neue Central Bahnhof an der Stelle des heutigen Hauptbahnhofs zu bauen ist. Mit dem Aufkommen der Eisenbahn nahm die Bedeutung des jahrhundertealten Schiffsverkehrs bald ab, zuvor verfügte die Stadt mit mehreren Floßländen an der Isar über einen großen Binnenhafen. Seit dem 17. Jahrhundert wurden neben Holz und Kalk auch Waren wie Südfrüchte, Gewürze, Baumwolle und Seide vom Venezianischen Markt in Mittenwald über die Isar bis nach Wien und Budapest transportiert. Auf dem Höhepunkt der Flößerei im 19. Jahrhundert landeten in München über 8.000 Flöße pro Jahr an.
1844 kam es im Vormärz zur Münchner Bierrevolution. Die Affäre Ludwigs I. mit Lola Montez führte dann im März 1848 im Rahmen der allgemeinen Unruhen in Deutschland zur Abdankung des Königs. Zuvor war es dem Bruder des Königs Prinz Karl von Bayern gelungen die aufständischen Bürger, die bereits das Zeughaus gestürmt hatten, zu beruhigen.
Ludwig setzte seine Bautätigkeit auch nach seiner Abdankung fort. Die Neue Pinakothek wurde erst 1853 eröffnet, im Folgejahr gab Ludwig den Bau der Propyläen in Auftrag. Der Apollotempel am Ufer des Badenburger Sees wurde in Ludwigs Auftrag sogar erst 1862–65 errichtet.

### Liberalisierung und Reaktion: Max II. Joseph

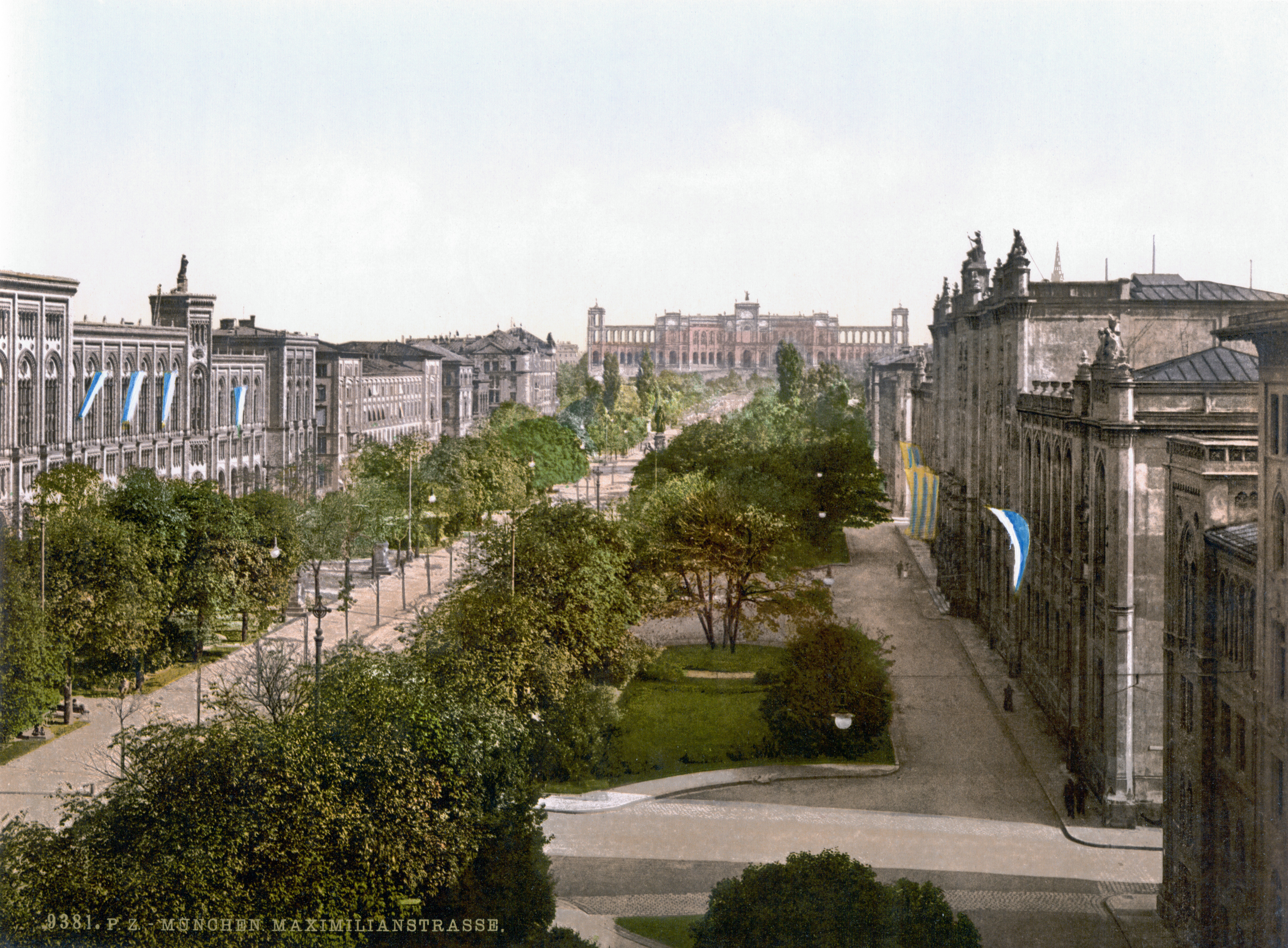
Maximilianstraße, um 1900

In der Regierungszeit von König Max II. (1848–1864) kam es politisch zu einer Liberalisierung. 1848 wurden die Sitzungen des Magistrats öffentlich. Im selben Jahr erschienen die Münchner Neueste Nachrichten zum ersten Mal. Unter der Regierung von Max II. gab der Landtag liberale Reformen in den Bereichen Landtagswahlrecht, Pressezensur, Versammlungs- und Vereinsrecht sowie Gerichtswesen bekannt, ebenso die Bauernbefreiung. Die Umsetzung dieser Reformen nahm jedoch viel Zeit in Anspruch. Maximilians Vorhaben eines Gesetzes zur Judenemanzipation stieß auf starken Widerstand im Volk. Bereits 1849 begann die Reaktionsära und einige Reformen wurden zurückgedreht. 1860 wurde der 1848 gegründete und kurz danach wegen „republikanischer Umtriebe“ verbotene Turnverein 1860 München wiedergegründet, die Fußballabteilung folgte erst 1899.
Auf Einladung des Königs kamen zum Unwillen einiger Münchner viele norddeutsche Literaten und Wissenschaftler nach München. Unter diesen sind Koryphäen wie der Chemiker Justus von Liebig, der Historiker Heinrich von Sybel, der Kulturhistoriker Wilhelm Heinrich Riehl oder der Dichter Emanuel Geibel. Seit 1854 führte der Bayerische König überdies wöchentlich mit der geistigen Elite Münchens Symposien durch. 1856 entstand der Dichterkreis Die Krokodile. Der König band andererseits Trachtenträger offiziell in sein Hofzeremoniell ein, trug selbst Trachtenjanker mit Lederhosen bei der Jagd und schrieb 1849, dass er in der Erhaltung der Volkstrachten für das Nationalgefühl eine „große Wichtigkeit“ sieht, seither war die Tracht in München hoffähig. In den Fliegenden Blättern, einer humoristischen Zeitschrift die ab 1844 in München erschien, wurde 1850 der Spießer „Gottlieb Biedermeier“ parodiert, der die Schwächen seiner Zeit personifizierte und später der Zeit vom Ende des Wiener Kongresses 1815 bis zum Beginn der bürgerlichen Revolution von 1848 seinen Namen gab. 1857 wurde dann auch gemäß einer Legende die Münchner Weißwurst erfunden. Die Bayernhymne wurde von der Bürger-Sänger-Zunft München am 15. Dezember 1860 erstmals aufgeführt. Der König selbst misstraute trotz der Reformen auch seinem Volk und fürchtete sich zeitlebens vor einem Umsturz, wie er 1848 gedroht hatte. In diesem Zusammenhang steht auch der Bau der als Zitadelle des Hofes gedachten riesigen Max-II-Kaserne in der Hauptstadt.

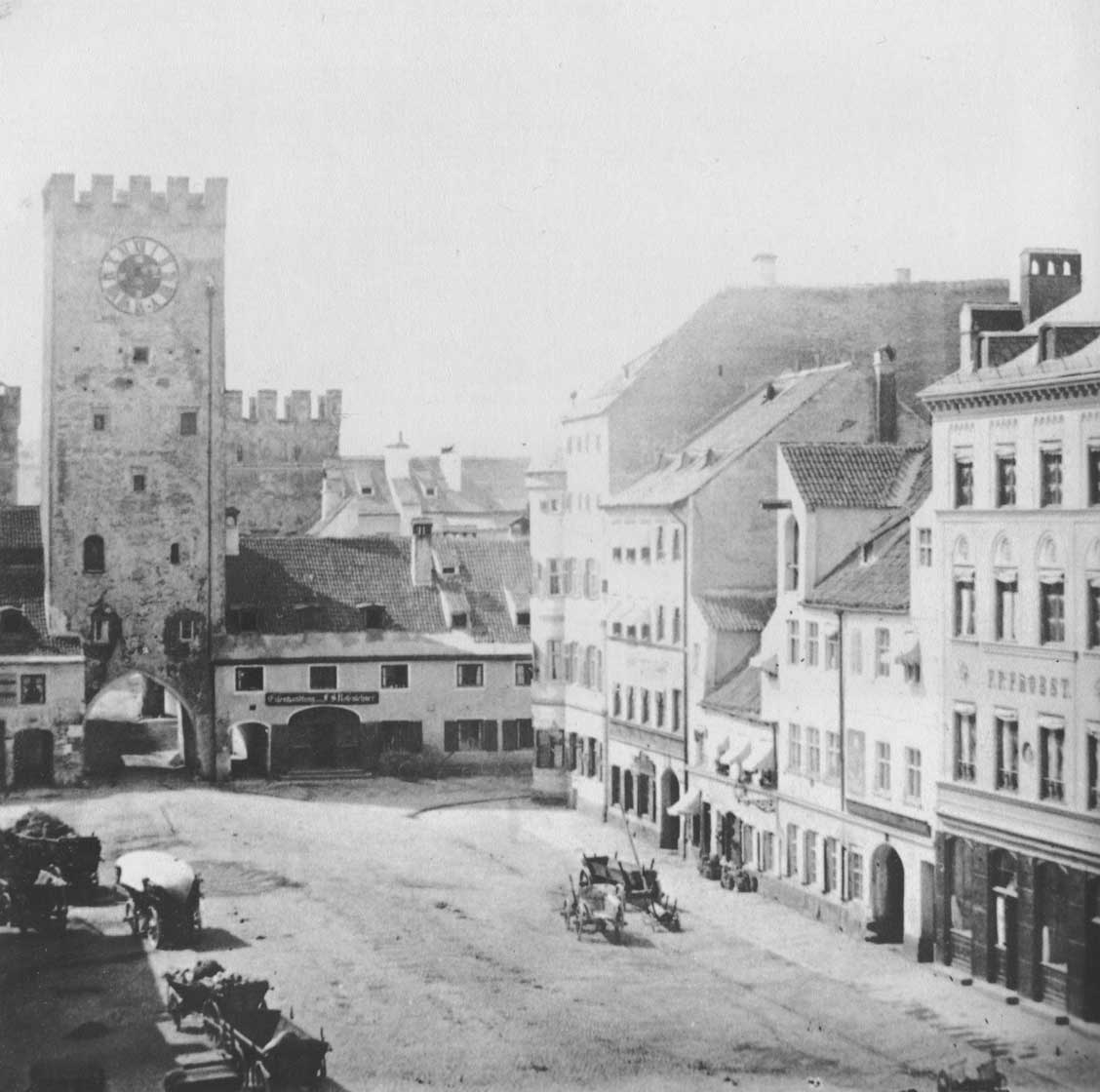
Karlsthor, 1857

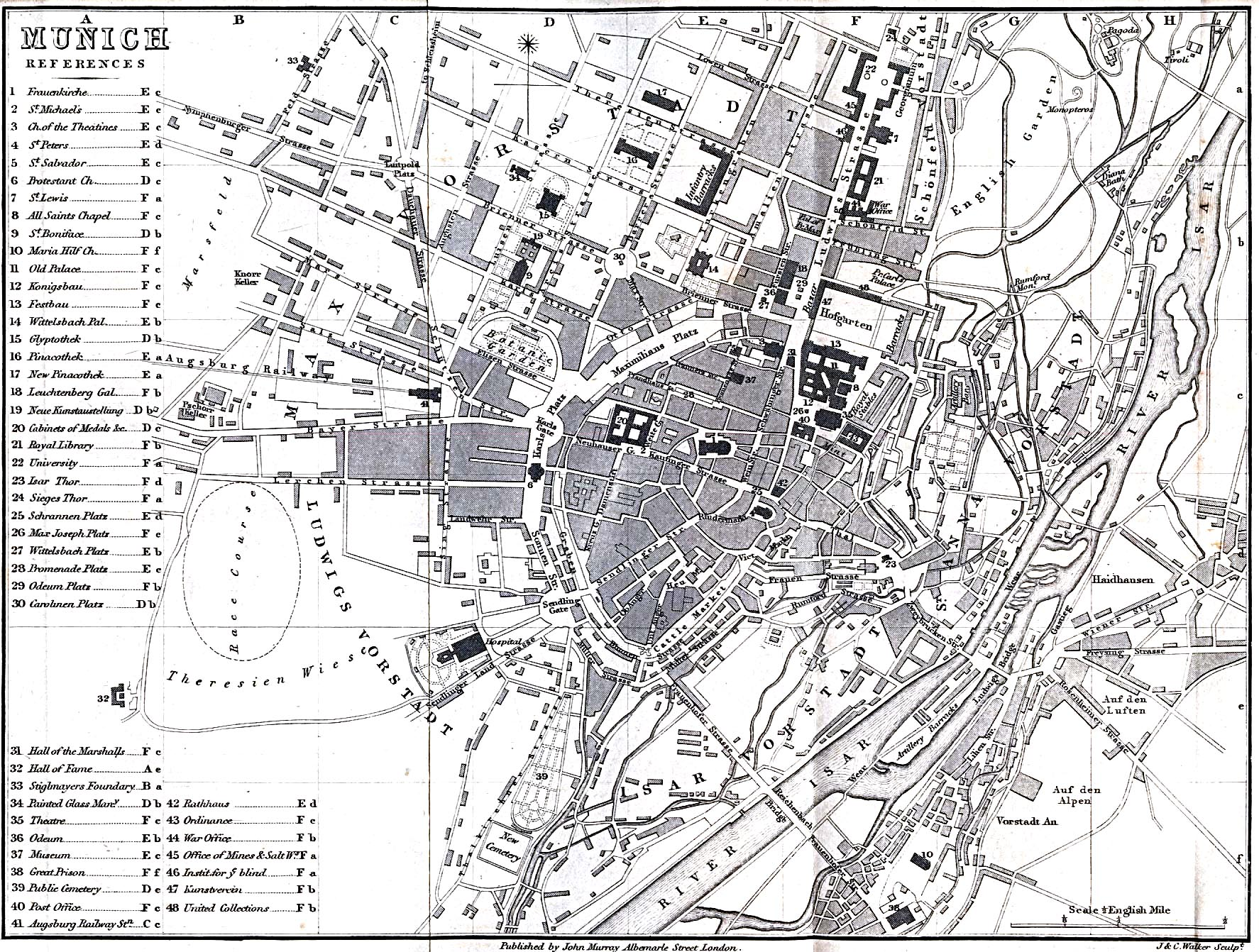
München, Plan 1858

Unter König Maximilian änderte sich der Baustil grundlegend. Viele der großartigsten Bauwerke Münchens entstanden im Maximilianstil, etwa die Maximilianstraße unter Leitung des Architekten Friedrich Bürklein oder als damals neuartige Glas-Gusseisen-Konstruktionen wie der Glaspalast (von August von Voit entworfen). Diese war Ausfallstraße zur vormals nicht zu München gehörenden armen Handwerkersiedlung und Sitz des Grafen von Preysing, Haidhausen. An ihrem Ende, in nächster Nähe der Handwerkerhäuser wurde das Stipendiatenkolleg Maximilianeum errichtet. 1855 wurde durch den König das Bayerische Nationalmuseum, damals noch in der Maximiliansstraße beheimatet, gegründet.

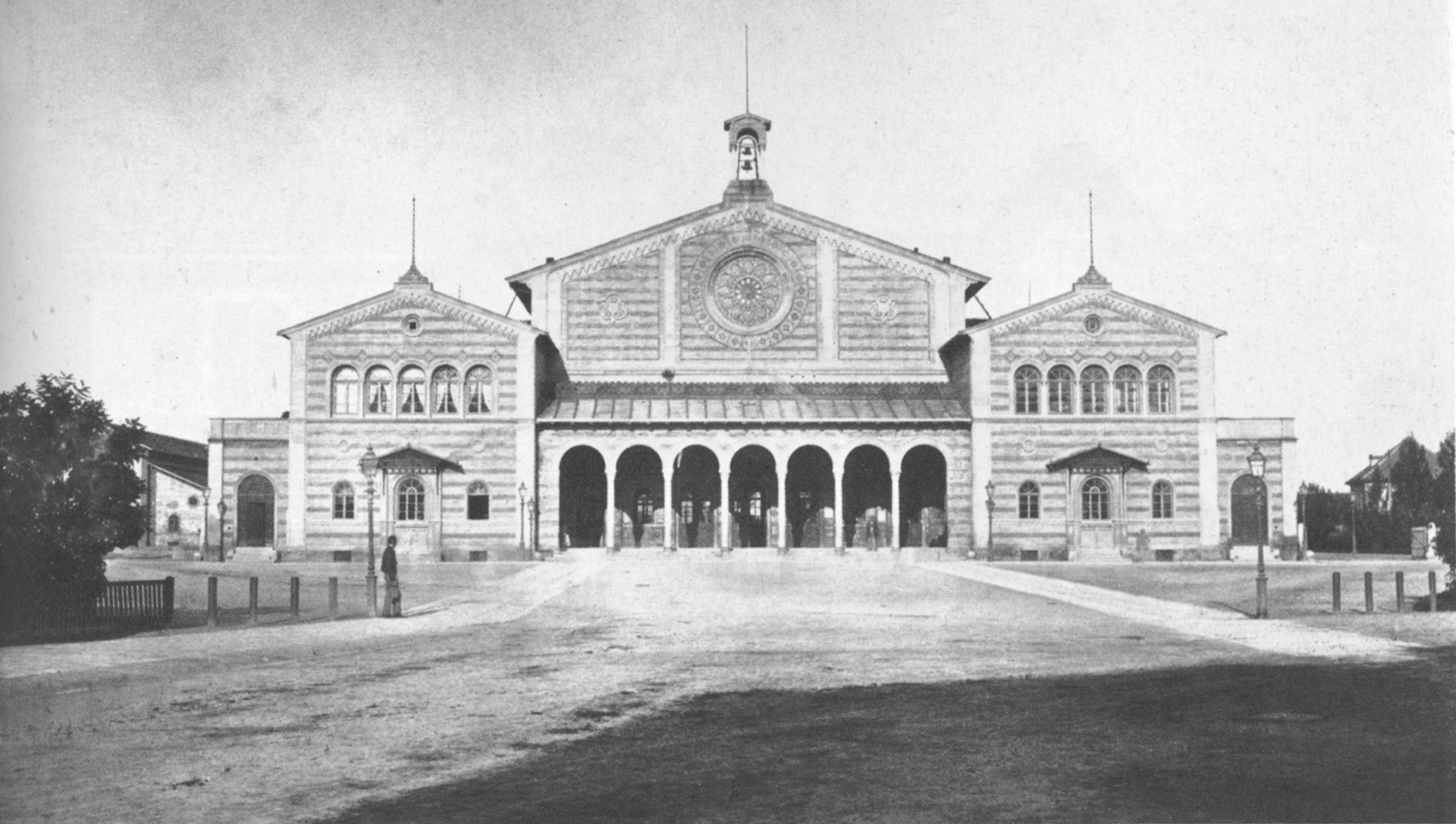
Münchner Bahnhof, ca. 1854

Ab Mitte des Jahrhunderts wuchs München rasch an. 1854 erfolgt die Eingemeindung der bis dahin selbstständigen Stadt Vorstadt Au östlich der Isar mit den Ortsteilen Haidhausen, Giesing und der Au, zu jener Zeit vorwiegend von der sozialen Unterschicht bewohnt. Damit überschritt München die 100.000-Einwohner-Marke. Im gleichen Jahr begann der Aufstieg zu einer Messestadt mit der 1. Allgemeinen Deutschen Industrieausstellung. Das heutige Messegelände (1998 eröffnet) befindet sich auf dem Gelände des ehemaligen Flughafens München-Riem und hat einige international bedeutende Veranstaltungen, wie z. B. ISPO vorzuweisen. 1849 wurde das Empfangsgebäude des Centralbahnhofs München fertiggestellt, 1854 erfolgten die Eröffnung der Bahnstrecke München–Starnberg mit dem Pasinger Bahnhof und die Eröffnung der Bahnstrecke München–Großhesselohe.
Seit dem Augsburger Vergleich vom 14. Juni 1158, betreffend die Zerstörung der Oberföhringer Brücke zuungunsten Otto von Freisings im Auftrag und durch Kräfte Heinrichs des Löwen und dessen Errichtung einer neuen Isarbrücke bei seiner bairischen Siedlung 'ad Munichen', Münchens Keimzelle, hatte die Gemeinde ein Drittel des Brückenzolls an das Hochstift Freising zu entrichten, nach dessen Auflösung 1803 an den bayerischen Staat. Nach 694 Jahren konnten die Zahlungen 1852 gegen eine Abstandszahlung endlich eingestellt werden.

### Gründerzeit: Ludwig II.
Unter König Ludwig II. (1864–1886) erfuhr das Musikleben mit mehreren Aufenthalten Richard Wagners ab 1864 und der Uraufführung einiger seiner Opern im Münchner Nationaltheater eine umstrittene Blüte. Im selben Jahr wurde Richard Strauss in München geboren. Sein Vater Franz Strauss, hob das 1864 entstandene Symphonieorchester Wilde Gungl bald auf ein beachtliches Niveau.

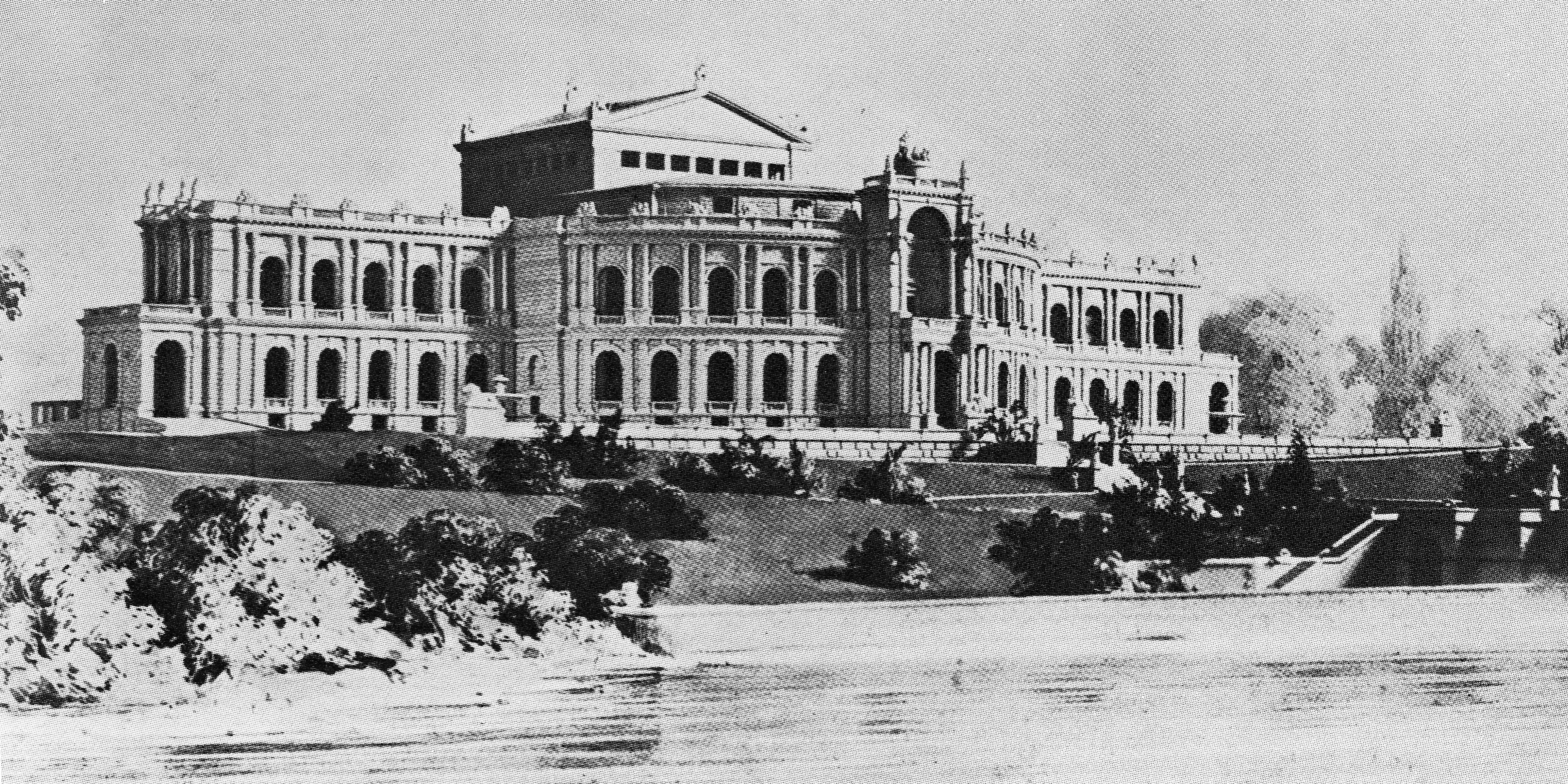
Das 1865 von Semper geplante, nicht realisierte Münchner Festspielhaus an der Isar

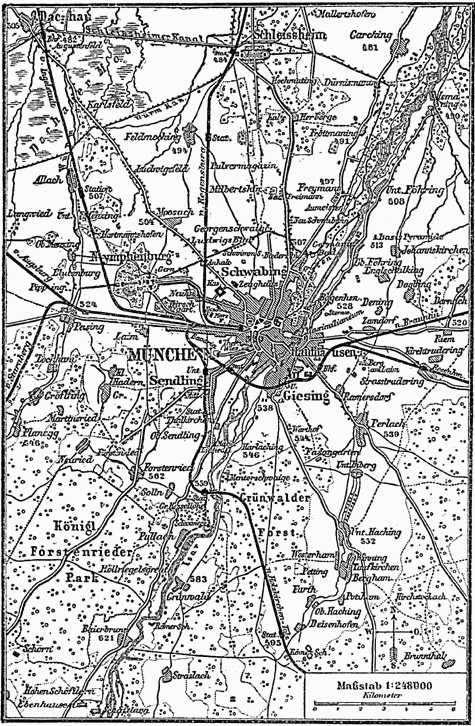
Historische Karte von München (1888)

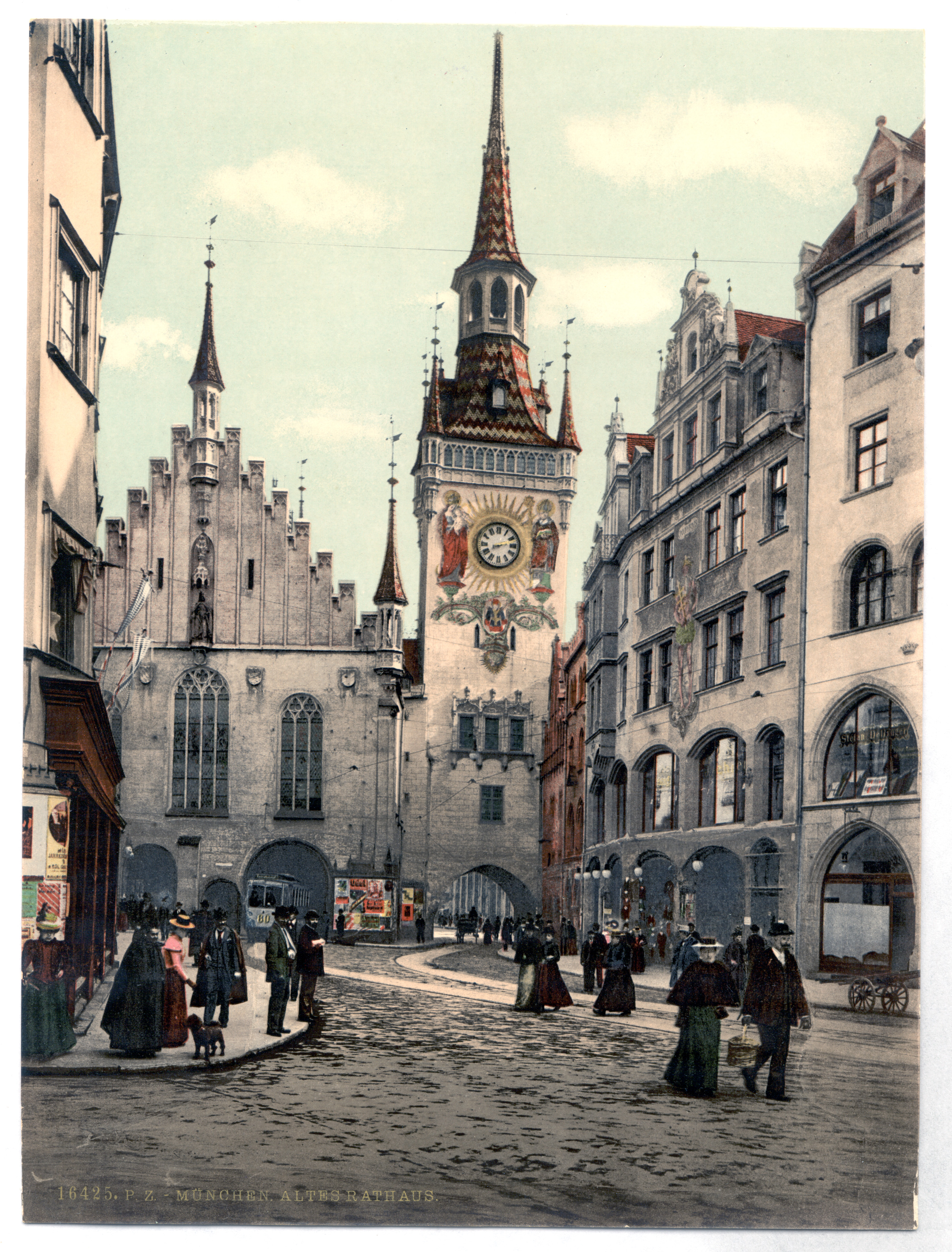
Altes Rathaus zu Ende des 19. Jh.

Der König selbst hielt sich lieber in den Alpen auf, seine Bauwut hat in München kaum Spuren hinterlassen. Nachdem er 1866 sein projektiertes Wagner Festspielhaus auf der Isaranhöhe nicht hatte durchsetzen können, wandte sich der König enttäuscht ab. Die Planung von Gottfried Semper mit der für die im Theaterbau ungewöhnliche Konzeption mit zwei monumentalen Feststiegen als Querflügel wurde stattdessen beim späteren Bau des Wiener Burgtheaters aufgenommen. Trotzdem entstanden zur Zeit Ludwigs II. weitere Großbauten, nun allerdings ohne königliches Planungskonzept, so die Akademie der Bildenden Künste und das Staatstheater am Gärtnerplatz, das der König gleichwohl später vor dem Bankrott rettete. Eine gewisse Ausnahme stellt auch das Gebäude der Pagenerziehungsanstalt dar. 1869 übernahm dann tatsächlich das Stadtbauamt selbst die Planung der Stadtentwicklung. Schon 1867 wurde begonnen, das Neue Rathaus im neugotischen Stil zu errichten. Erst 1906 wird der dritte und letzte Bauabschnitt vollendet. Im Jahre 1877 wurde St. Markus in der Maxvorstadt eingeweiht, die zweite protestantische Kirche in München. 1882 sorgte König Ludwig dafür, dass zentral gegenüber der Münchner Maxburg ein Grundstück für den Neubau einer Hauptsynagoge zur Verfügung gestellt wurde. Eine starke Verdichtung der Bausubstanz brachten seit 1880 die lichtarmen Miethausblöcke der Gründerzeit, so in der Isarvorstadt, der Schwanthalerhöhe und im Ostbahnhofviertel in Haidhausen. Gleichzeitig entstanden immer mehr Vergnügungsstätten und Varietés, von denen das 1872 ins Leben gerufene Kil’s Colosseum das größte war, der spätere Ort der Eskimotragödie.
1871 trat Bayern dem neuen Deutschen Reich bei, München war nicht länger die Hauptstadt eines unabhängigen Königreichs. Dennoch konnte sich Bayern bedeutsame Reservatrechte sichern, die dann in der nachfolgenden Zeit auch in repräsentativen Bauwerken betont wurden, für das vom König 1879 gegründete Armeemuseum, das Verkehrsministerium und das Hauptzollamt. Wegen der fortbestehenden außenpolitischen Kompetenzen Bayerns blieben auch die meisten auswärtigen Botschafter in der Stadt. So entstand später noch die anglikanische Kirche St. Willibrord für das Botschaftspersonal der Britischen Gesandtschaft. Erst im Ersten Weltkrieg schlossen viele Botschaften und wurden nach Kriegsende aufgrund des Verlusts dieser Kompetenzen Bayerns nicht mehr eröffnet.
1872 wurde die Schauspielerin Adele Spitzeder verhaftet, sie hatte in der Stadt eine Privatbank betrieben und in knapp zwei Jahren 31.000 Bürger um insgesamt 8 Millionen Gulden geprellt.
1880 gründete Carl von Thieme mit Hilfe des Industriellen und Finanziers Theodor von Cramer-Klett und dessen Vertrauten, vor allem Wilhelm von Finck und Hermann Pemsel, sowie der Darmstädter Bank für Handel und Industrie die Münchener Rückversicherungs-Gesellschaft, die heute weltweit führend in ihrer Branche ist. 1890 nahm dann die ein Jahr zuvor in München gegründete Allianz Versicherungs-AG zunächst in Berlin ihre Geschäftstätigkeit auf. Als Gründer fungierten fast alle Aufsichtsratsmitglieder der Münchener Rückversicherungs-Gesellschaft.
Der rasche technische Fortschritt prägte weiterhin die Entwicklung Münchens. 1868 wurde die Technische Hochschule gegründet. 1876 verkehrte die erste Münchner Trambahn. 1877 wurde Sendling, das sich von einer ländlichen zu einer bedeutenden Industrievorstadt entwickelt hatte (unter anderem mit der Siemens AG), mit dem Westend nach München eingemeindet. 1882 zur 1. deutschen Elektrizitätsausstellung führte Oskar von Miller die erste Stromübertragung der Welt von Miesbach nach München durch. In München wurde allgemein die elektrische Beleuchtung eingeführt. Das Bahnnetz der Stadt wurde zügig ausgebaut: 1871 eröffneten die Königlich Bayerischen Staatseisenbahnen die Bahnstrecken München–Simbach und München–Rosenheim mit dem Bahnhof Haidhausen, dem heutigen Ostbahnhof.
Der Mediziner Max von Pettenkofer (1818–1901) wurde 1865 erster Direktor des ‚Institut für Hygiene‘. Pettenkofer wurde als Pionier der Hygiene und Öffentlichen Gesundheit bekannt. Er analysierte die Choleraepidemien in München (1836/37 und 1853/54) und überzeugte Ludwig II., dass die Bodenqualität durch Zentralisierung der Abwasserkanalisation und der Trinkwasserversorgung wesentlich verbessert werden kann. 1884 wurde mit dem Maximilians-Bad Münchens erstes Hallenbad eröffnet, ein weiterer Baustein zur Verbesserung der Hygiene und Gesundheit der Münchner. Die Epidemie von 1853 hatte über 3000 Menschenleben gefordert. Der Nutzen von Pettenkofers Maßnahmen wurde erkennbar, als die Cholera 1892 in Hamburg wütete, München aber verschonte. Zuvor galt München bis ins letzte Viertel des 19. Jahrhunderts als eine der schmutzigsten Städte Europas, so dass auch der Schwerpunkt der Arbeit von Alois von Erhardt (Bürgermeister von 1870 bis 1887) auf der Verbesserung der hygienischen Verhältnisse lag.
Ab 1878 wurde Prinz Otto, der Bruder des Königs, offiziell entmündigt und im Jagd- und Lustschloss Fürstenried festgesetzt. Mit Bernhard von Gudden, seinen Schülern und Mitarbeitern wie Emil Kraepelin und Franz Nissl, gewann auch die sich neu entwickelnde Psychiatrie in München internationale Bedeutung. Nach Ludwigs Tod 1886 wurde Otto nominell sein Nachfolger.

### Fin de siècle: Prinzregent Luitpold
München erlebte im Fin de Siècle unter Prinzregent Luitpold (1886–1912) einen gewaltigen wirtschaftlichen und kulturellen Aufschwung.

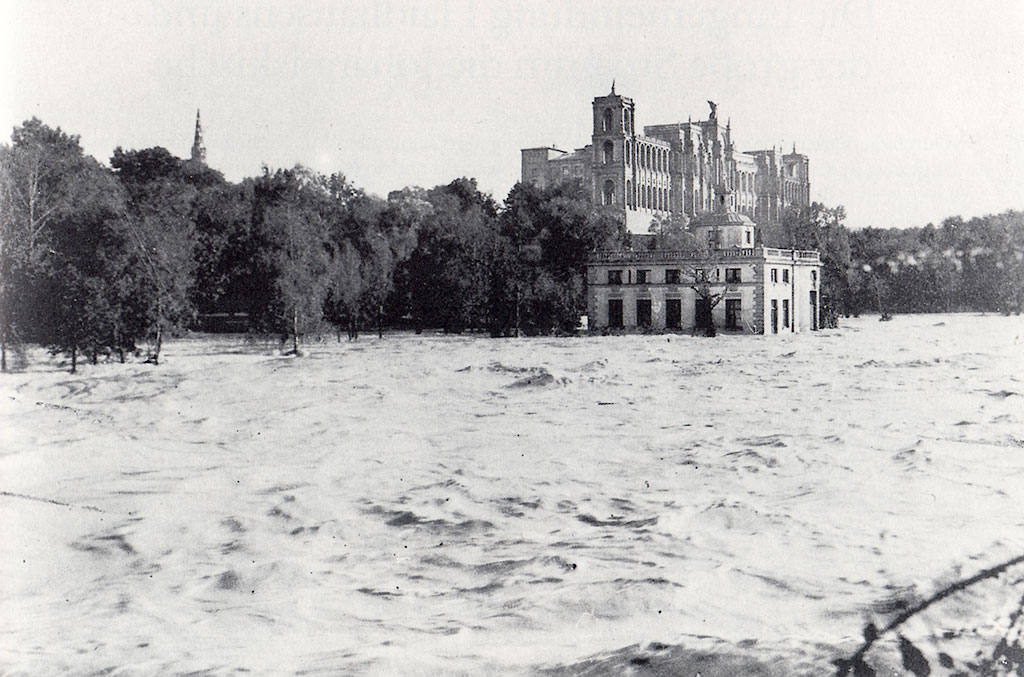
Isar Hochwasser vor dem Maximilianeum, 1899

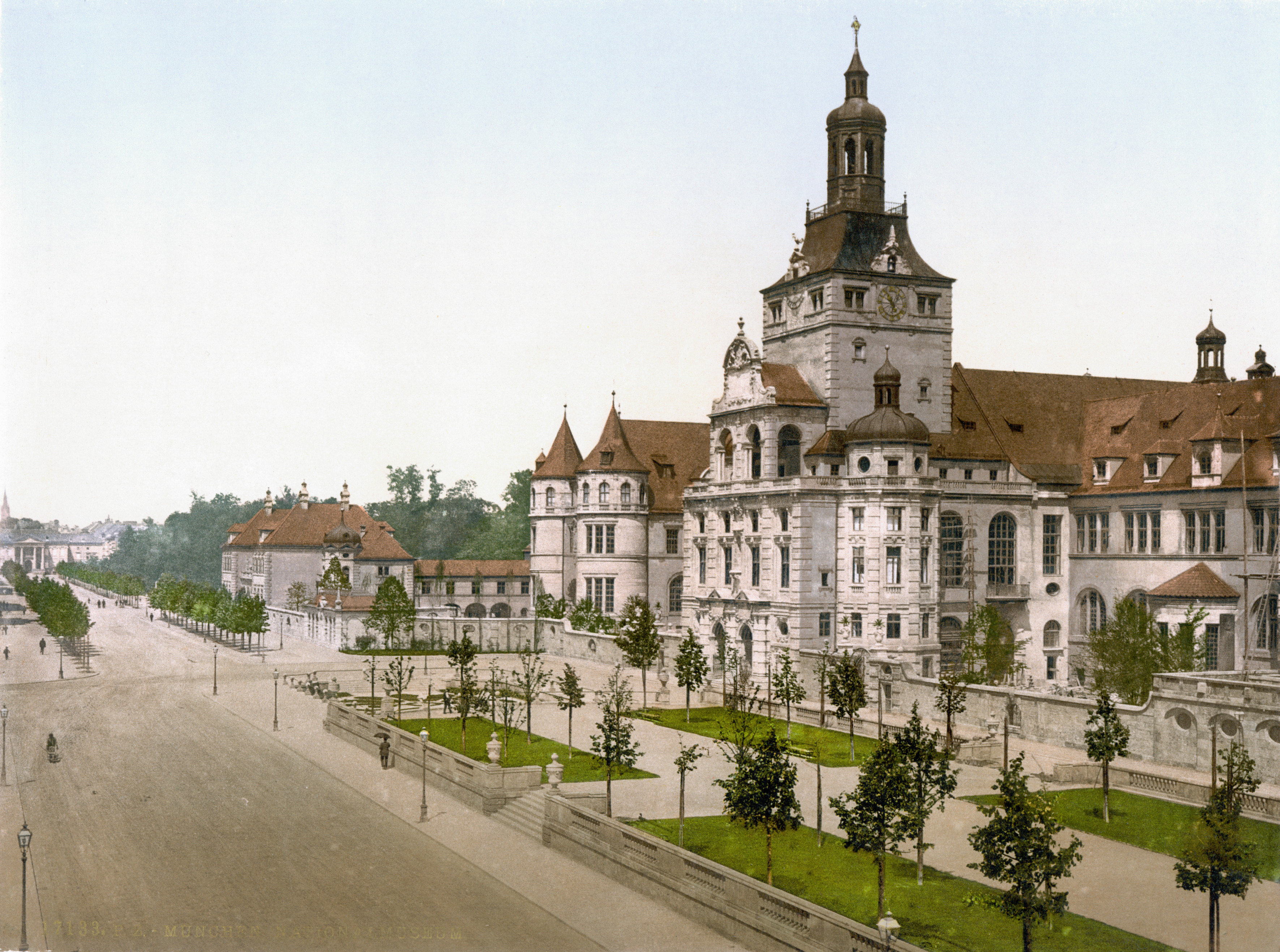
Nationalmuseum in der Prinzregentenstraße, um 1900

Unter Luitpold entstanden unter anderem die Prinzregentenstraße als Ausfallstraße zu dem ehemaligen selbständigen Grafensitz Bogenhausen nebst Prinzregententheater am Prinzregentenplatz und in der Folge, passend zur reichen Aristokratie des Ortes, eines der mondänsten Stadtviertel Münchens mit herrschaftlichen Villen (Villa Stuck) und besonders prächtigen Bürgerhäusern. 1887 erfolgte die Einweihung der Hauptsynagoge an der Herzog-Max-Straße. 1890 begann der Bau des Justizpalasts am Stachus, der schon 1905 durch das Neue Justizgebäude ergänzt werden musste. Der rasanten städtebaulichen Entwicklung fiel damals, ähnlich wie schon zu Beginn des 19. Jahrhunderts, wertvolle alte Bausubstanz zum Opfer, so einige Barockfassaden an der Theatinerstraße.

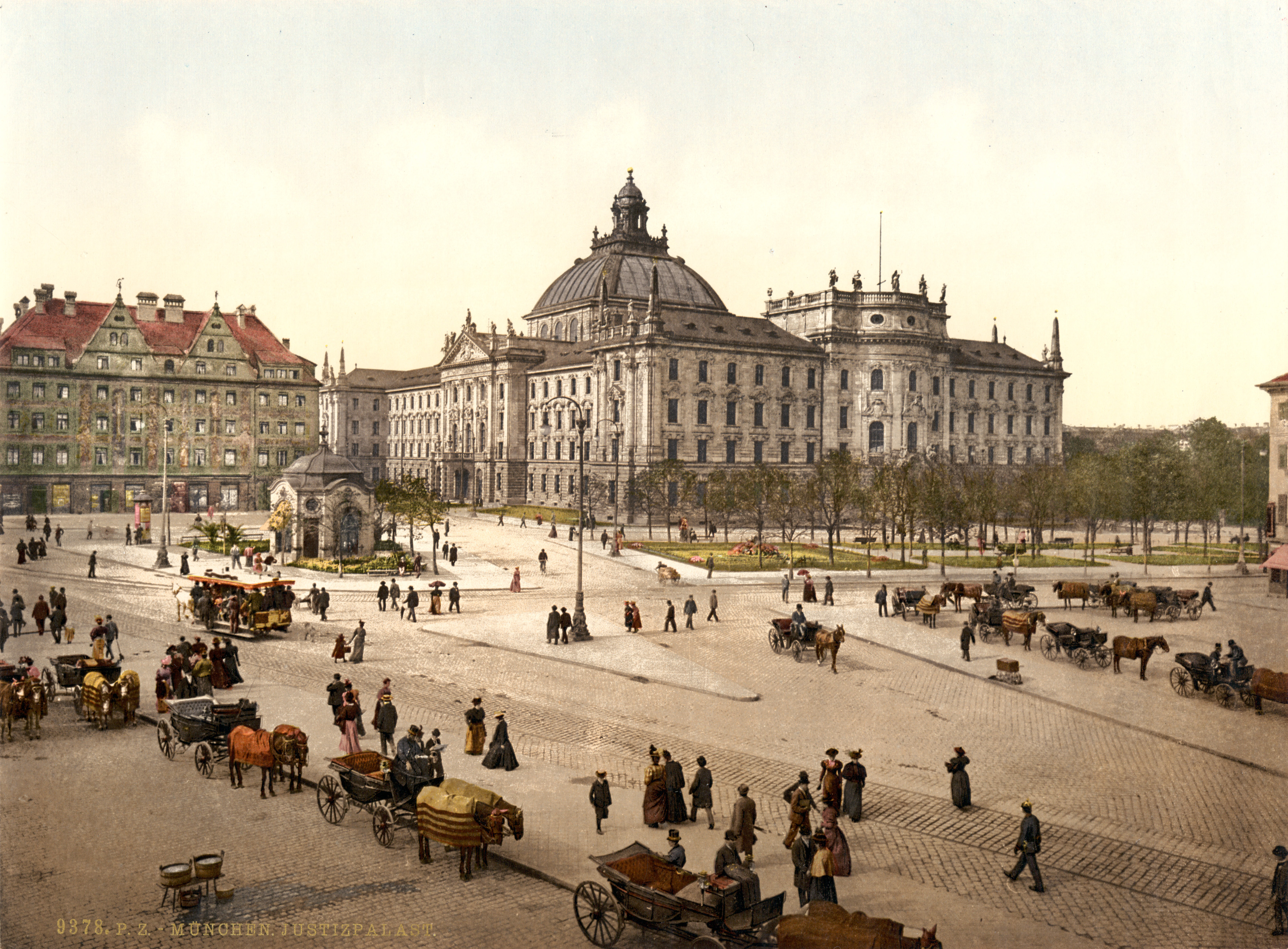
Karlsplatz (Stachus) mit dem Justizpalast, um 1900

Volksgarten Nymphenburg um 1900, zu seiner Zeit der größte Vergnügungspark Deutschlands

1899 wurde die Gemeinde Nymphenburg mit dem Schloss nach München eingemeindet. 1901 überschritt München die 500.000 Einwohner-Grenze und war nach Berlin und Hamburg die drittgrößte Stadt im Deutschen Reich. Allein auf den rund 17 km² des Kernstadtgebiets von vor 1854 – einem Fünftel der Stadtfläche von 1900 – drängten sich mehr als 300.000 Einwohner. Dieser Anstieg resultierte nur bedingt durch die Eingemeindungen von Neuhausen, Schwabing, Bogenhausen, Nymphenburg und Forstenried, vielmehr kam der Zuwachs durch die Landflucht sowie durch viele norddeutsche Zuwanderer zustande. Schon im Jahr 1900 waren nur noch 36 % der Münchner in München geboren. Teilweise gravierendes Wohnungselend gehörte zum Alltag vieler ärmerer Münchner. Zur Behebung der schlimmen Wohnungsnot und zur weiteren Verbesserung der Hygienestandards engagierte sich Bürgermeister Wilhelm von Borscht bei der Gründung von Wohnungsbaugenossenschaften. 1900/02 lebte Lenin in München und gab zwei revolutionäre Zeitschriften heraus. 1907 organisierte Ludwig Quidde den 16. Weltfriedenskongress in München.
Um neue Attraktionen für die Einwohnerschaft wurde die Stadt dennoch immer reicher. Die Elefantenkatastrophe 1888 forderte dann jedoch zwei Menschenleben. Im selben Jahr ereignete sich die sogenannte Salvator-Schlacht auf dem Nockherberg. Von 1890 bis 1916 befand sich 200 Meter östlich des Schlosses am Romanplatz der Volksgarten Nymphenburg, der zur damaligen Zeit größte Freizeitpark Deutschlands.
Im November 1899 entstanden die beiden ersten städtischen Betriebe für die kommunale Versorgung, die Elektrizitätswerke und die Gasanstalt, dies war der Beginn der Stadtwerke München. 1899 war auch ein bedeutendes Jahr des Automobilverkehrs: In München fand die erste Fahrprüfung der Welt mit Ausgabe von Führerscheinen und ersten Zulassungsnummern statt. In diesem Jahr waren in München lediglich 25 Autobesitzer mit Fahrerlaubnis gemeldet, 1910 waren dann bereits 1.300 Autos und 483 Motorräder auf Münchens Straßen registriert. Die Kernmarke BMW geht auf die 1913 durch Karl Rapp in München gegründeten Rapp Motorenwerke zurück. Neben der künftigen Bedeutung Münchens als Automobilstadt zeichnete sich zu Beginn des 20. Jahrhunderts auch schon ab, dass auch der Spitzensport das Leben der Stadt prägen wird. 1900 entstand der Verein FC Bayern München. Die Herrenkonkurrenz der Eiskunstlauf-Weltmeisterschaften 1906 wurde in München ausgetragen. Das Stadion an der Grünwalder Straße ist das älteste in München, es wurde im Jahre 1911 eröffnet. Das Müllersche Volksbad war bei seiner Fertigstellung 1901 das größte und teuerste Schwimmbad der Welt und das erste öffentliche Hallenbad in München.

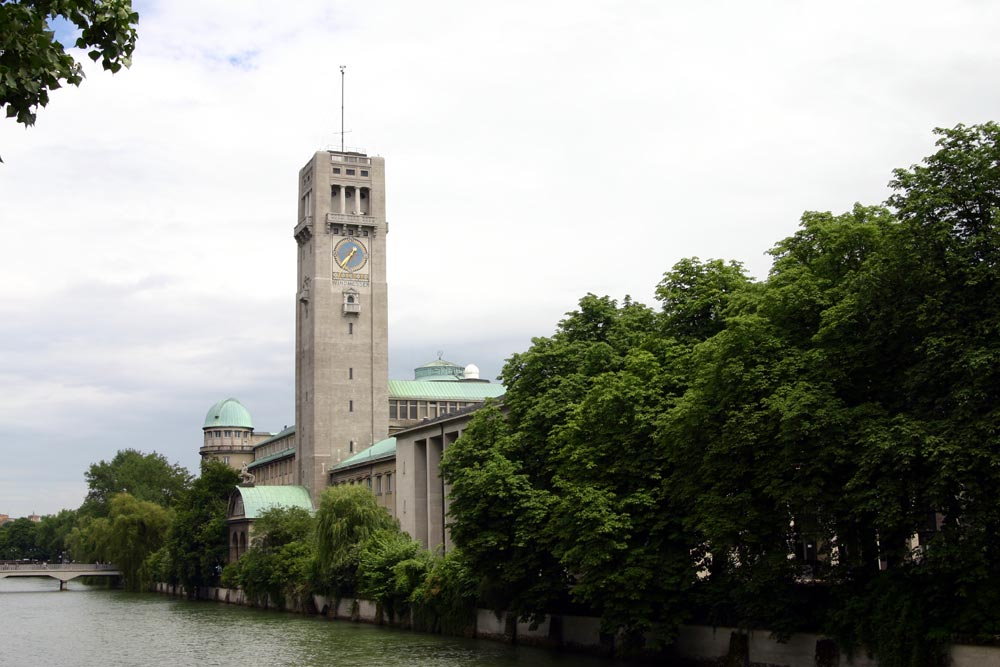
Deutsches Museum

Schon 1892 gründete sich die Münchner Sezession. 1896 erschien erstmals die Münchner Kulturzeitschrift „Die Jugend“, die namensgebend für den Jugendstil wurde. Um die Jahrhundertwende entstanden vor allem in Schwabing zahlreiche Jugendstilbauten. Schwabing erlebte um diese Zeit eine Blüte als Künstlerviertel, in dem zahlreiche bedeutende Literaten und Maler der Zeit verkehrten („München leuchtet“). Schwabing war bereits im 19. Jahrhundert durch die Anlage von Ludwig-Maximilians-Universität und Kunstakademie erheblich aufgewertet worden, nachdem zuvor die ehemalige Münchner Umlandgemeinde zunächst in eine ärmliche Vorstadt und schließlich nach der Eingemeindung in ein angesagtes Viertel des Jugendstils und in eine bevorzugte Künstlerwohnlage Wahnmoching umgewandelt wurde. Diese von der Urbanisierung nicht zu trennende Gentrifizierung wurde in einer Vielzahl von literarischen Zeugnissen begleitet und verarbeitet. Es kam dennoch im 20. Jahrhundert noch zu erheblichen Konflikten. Das Deutsche Theater in der Schwanthalerstraße wurde im September 1896 eröffnet, der Kaim-Saal schon im Jahr zuvor. 1901 entstand in Konkurrenz zum Hofschauspiel das Schauspielhaus und 1906 wurden die Münchner Kammerspiele ins Leben gerufen, vor dem viel späteren Umzug ins Schauspielhaus noch in einem eigenen Theater. Von 1900 bis 1903 bestand das literarische Kabarett „Die Elf Scharfrichter“. Das Theater am Platzl eröffnete 1901. Die Münchner Opernfestspiele fanden erstmals ebenfalls im Jahre 1901 statt. Das legendäre Lokal Simpl eröffnete 1903. Peter Ostermayr gründete 1907 seine Spielfilmproduktion (Filmstadt Geiselgasteig). Im selben Jahr eröffnete an der Dachauer Straße das Kino Gabriel, das zuletzt als ältestes Kino der Welt galt. Nachdem Kaiser Wilhelm II. sowohl als hoher Gast 1891 für Irritationen gesorgt hatte, indem er „Suprema lex regis voluntas! Wilhelm, deutscher Kaiser und König von Preußen“ in das Goldene Buch der Stadt München eingetragen hatte („Des Königs Wille als oberstes Gebot“), als auch 1902 mit der Swinemünder Depesche in Bayern angeeckt war, ließ er 1909 als Erbe der Sammlung Schack durch Max Littmann ein neues Galeriegebäude an der Prinzregentenstraße errichten, das mit der Preußischen Gesandtschaft verbunden wurde. Zwei Jahre später entstand 1911 die Münchner Künstlervereinigung „Der Blaue Reiter“. Mit der Tschudi-Spende, einem Protest gegen die herrschende Kunstpolitik, gelangten ab diesem Jahr auch erstmals neueste französische Impressionisten und Postimpressionisten in die Münchner Neue Pinakothek. Im Februar 1912 stellte dann die Dresdner Künstlervereinigung Die Brücke in der Galerie Goltz gemeinsam in der zweiten Ausstellung des Blauen Reiters in München ihre Bilder aus. Franz Kafka hielt in der Buchhandlung Goltz seine einzige Lesung außerhalb Prags ab.
München war auch ein Brennpunkt technischer und wissenschaftlicher Innovation; viele Forscher und Erfinder, darunter etliche Nobelpreisträger, wirkten in der Stadt. 1903 wurde das Deutsche Museum auf Initiative Oskar von Millers gegründet und zog zunächst in provisorische Räume im Nationalmuseum. 1906 war die Grundsteinlegung des Museumsgebäudes auf der Museumsinsel, das erst 1925 fertiggestellt wurde. 1906 wurde auch die Münchner Volkshochschule ins Leben gerufen. 1910 begann die Errichtung des neuen Botanischen Gartens, der nach Nymphenburg verlegt wurde und nach vier Jahren fertiggestellt war. Der weltweit erste nach geografischen Gesichtspunkten angeordnete Tierpark Hellabrunn wurde 1911 eröffnet. Im Jahre 1912 wurde die Großmarkthalle München errichtet.

### Erster Weltkrieg und Novemberrevolution
Am 14. April 1914 empfing König Ludwig III. (1912–1918) noch den österreichisch-ungarischen Thronfolger Franz Ferdinand als Staatsgast in München. Mit dem Ausbruch des Ersten Weltkrieges nach dessen Ermordung verlor Schwabing seine Bedeutung als Künstlerviertel weitgehend. München als Ort der Avantgarde in der modernen Kunst endete mit der Auflösung des Blauen Reiters zu Beginn des Krieges ebenfalls.

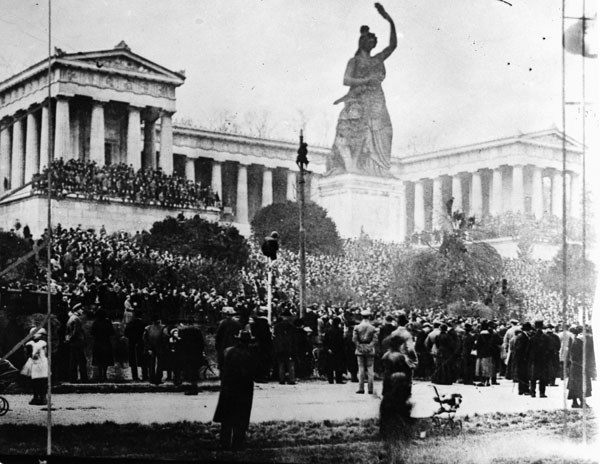
Demonstration auf der Theresienwiese am 7. November 1918

Die Verhängung des Kriegszustandes am 1. August 1914 feierten zahlreiche Münchner begeistert. Vor der Feldherrnhalle fanden patriotische Kundgebungen statt. Sogar das Hotel „Englischer Hof“ musste sich umbenennen, weil der Feind im Namen auftauchte. Die Stadt hatte zahlreiche Kasernen und die nach Berlin zweitgrößte Garnison im Reich und wurde so zu einer Drehscheibe der Mobilmachung. Anfang August 1914 sprach König Ludwig III. vom Balkon des Wittelsbacher Palais zur Bevölkerung. Vom Hauptbahnhof aus fuhren die Züge die Soldaten Richtung Front. Noch in der ersten Phase des Kriegs, als allgemein der baldige Sieg erhofft wurde, fanden die letzten Kommunalwahlen der Monarchie in München statt. Die Börse wurde jedoch während des Krieges geschlossen.
In der Stadt entstanden in den folgenden Kriegsjahren neue Betriebe der Rüstungsindustrie, vor allem an der nördlichen Peripherie. Die 1916 gegründeten Krupp-Geschützwerke wurden sogar aus dem Ruhrgebiet nach München verpflanzt. Ein Angriff eines französischen Flugzeuges am 21. November 1916 richtete nur geringe Gebäudeschäden an, nachdem vier der sechs abgeworfenen Bomben explodierten. Der Erste Weltkrieg führte ansonsten zwar nie zu einer unmittelbaren Bedrohung Münchens, jedoch im Laufe der Zeit zu einer verheerenden Versorgungskrise aufgrund der wirtschaftlichen Blockade der Ententemächte, die insbesondere zu einer Verknappung bei Nahrungsmitteln und Bekleidung führte.

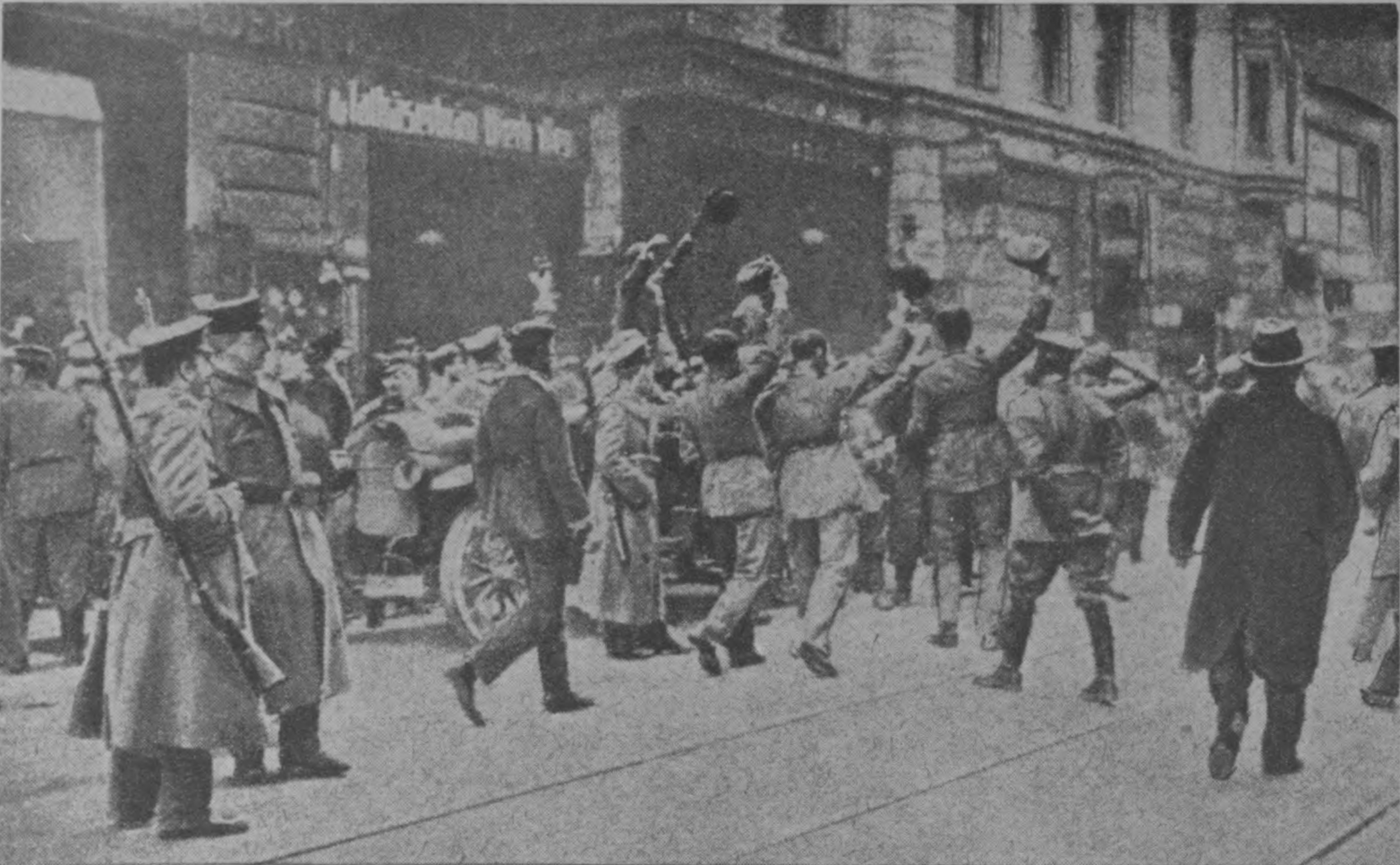
Jubelnde Soldaten am 8. November 1918 in München nach der Ausrufung des Freistaats Bayern

Als der Krieg schließlich zum Stellungskrieg wird, ist von der früheren Begeisterung in München endgültig nichts mehr zu spüren. In der Stadt herrschen zunehmend Hunger und Not; Lebensmittel werden rationiert, Einkaufen wird wegen der vielen Essensmarken zum bürokratischen Hindernis. Gleichzeitig erreichen immer mehr Verwundete die Stadt; in Schulen und Bierkellern werden Operationssäle eingerichtet. Schon 1916 kam es wegen der zunehmenden Nahrungsmittelknappheit zu ersten Hungerdemonstrationen. Von einer solchen Demonstration am 17. Juni mit etwa 10.000 Teilnehmern auf dem Marienplatz berichtet Erich Mühsam in seinem Tagebuch am folgenden Tag: „Das Volk steht auf! – Gestern erlebten wir den Auftakt der Revolution.“ Zunächst sei es weitgehend friedlich verlaufen, als dann Militär anrückte, brach der Volkszorn sich Bahn und man begann rund um den Marienplatz die Fenster der Luxusgeschäfte einzuschlagen. Am folgenden Tage wurden dann eilig zusätzliche Brotmarken verteilt und das Volk beruhigte sich wieder.
In den Wirtshäusern gibt es nur noch reduzierte Speisekarten und eingeschränkte Öffnungszeiten. Der schwelende Konflikt zwischen Bauern und Stadtbewohnern im Zuge der Nahrungsmittelknappheit wurde auch im Landtag zwischen den Parteien ausgetragen und führte im Dezember 1916 zu Ministerrücktritten. 1917 herrschten zudem im Winter Kälte- und Kohlennot. 1918 brach außerdem auch in München die Spanische Grippe aus, die bis Jahresende 626 Tote forderte, mehr als 5000 Schulkinder waren erkrankt.
Anfang 1918 fanden massive Streiks in der Münchner Rüstungsindustrie statt, allen voran protestierten die Beschäftigten der Krupp-Geschützwerke in Freimann. Als der Streik zusammenbrach, wurden die führenden Köpfe verhaftet. Am 31. Januar 1918 demonstrierten 8.000 Kriegsgegner auf der Münchner Theresienwiese. Im Sommer machten die Frauen ihrer Wut Luft und veranstalten Hungerdemonstrationen auf dem Marienplatz. Die immer schlechter werdende Versorgungslage der Bevölkerung und die „Nibelungentreue“ zu Berlin machte die Regierung Ludwigs III. immer unbeliebter.
Mitte des Jahres gründete sich die völkisch-antisemitische Thule-Gesellschaft, die bald an Einfluss gewann. Im Juli 1918 gelang es dem bayerischen Finanzminister noch den Reichsfinanzhof nach München zu holen, der als Bundesfinanzhof bis heute an der Isar beheimatet ist.
Im Oktober 1918 geriet München dann zunehmend in eine aufgewühlte Atmosphäre und politische Veranstaltungen sowohl in Bierkellern als auch im Freien hatten starken Zulauf. Erstmals am 3. November 1918 kamen auf Initiative der USPD auf der Theresienwiese wieder gut tausend Menschen zusammen, um für Frieden zu demonstrieren und die Freilassung inhaftierter Streikführer zu fordern. Der Sozialist Kurt Eisner führte dann zusammen mit Ludwig Gandorfer im Anschluss an eine Massenkundgebung auf der Theresienwiese am 7. November einen stetig größer werdenden Demonstrationszug zuerst zu den Garnisonen Münchens und dann ins Stadtzentrum an, ohne auf nennenswerten Widerstand zu treffen. Im Zuge der Novemberrevolution proklamierte Kurt Eisner am 8. November 1918 den Freistaat Bayern und erklärte Ludwig als König für abgesetzt. Die bayerische Monarchie stürzte in der Folge als erste in Deutschland. Ihr Rückhalt war soweit geschwunden, dass ohne einen Schuss alle Münchner Kasernen, Polizeistationen und Zeitungen von den Aufständischen eingenommen wurden. Im Ersten Weltkrieg waren mehr als 13.000 Einwohner von München gefallen.

## Hauptstadt des Freistaates Bayern

### Zwischenkriegszeit und NS-Diktatur
Am 8. November 1918 erklärte Kurt Eisner das Haus Wittelsbach für abgesetzt. Er proklamierte die Bayerische Republik und führte unter anderem das Frauenwahlrecht ein. Im Dezember kam es zum Münchner Zeitungsputsch. Eisner fiel am 21. Februar 1919 einem Mordanschlag des Grafen Arco zum Opfer. Daraufhin riefen links-revolutionäre Kräfte die Räterepublik aus. Sie war im April 1919 der Versuch, im fünf Monate zuvor ausgerufenen Freistaat Bayern eine sozialistische Republik nach rätedemokratischem Muster für Bayern durchzusetzen. Am 13. April 1919 wurde der Hauptbahnhof Zentrum der Kämpfe während des sogenannten Palmsonntagsputsches. Die gegen die Münchner Räterepublik vorgehenden Putschisten der Republikanischen Schutztruppe hatten sich zum Hauptbahnhof zurückgezogen und wurden schließlich von Rotgardisten unter dem Kommando des revolutionären Matrosen und Münchner Stadtkommandanten Rudolf Egelhofer nach Feuergefechten, die 21 Todesopfer forderten, besiegt. Bereits im Mai 1919 wurde dann das Experiment der Räterepublik durch Reichswehr und Freikorps brutal beendet. Im Juni wurde dann mit Eduard Schmid zum ersten Mal ein Sozialdemokrat zum Ersten Bürgermeister der Stadt gewählt.
München und Bayern entwickelten sich nach der blutigen Niederschlagung der Räterepublik jedoch zur konservativ-nationalistischen „Ordnungszelle“ im Deutschland der Weimarer Republik, in der die „Brutstätten“ des Nationalsozialismus entstanden. Im Lokal Fürstenfelder Hof fand im Januar 1919 die Gründung der Deutschen Arbeiterpartei (DAP) statt. Sie entwickelte sich später zur Nationalsozialistischen Deutschen Arbeiterpartei (NSDAP). Polizeichef war ab Anfang Mai 1919 Ernst Pöhner. Er versteckte seine Abneigung gegen Juden, Sozialisten und gegen die Republik so wenig wie Wilhelm Frick, den er zum Leiter der Politischen Abteilung berief. 1920 gründete sich in München die Organisation Consul, die in der Folge politische Morde verübte. Im selben Jahr kam es in München nach einem Vortrag zu einem Attentat auf Magnus Hirschfeld. Um 1920 gab es zwar auch in München eine homosexuelle Szene, die jedoch mehr als in anderen deutschen Großstädten eingeschränkt und überwacht wurde. Gaststätten, die als Treffpunkte für Homosexuelle bekannt wurden, wurde schnell die Konzession entzogen.

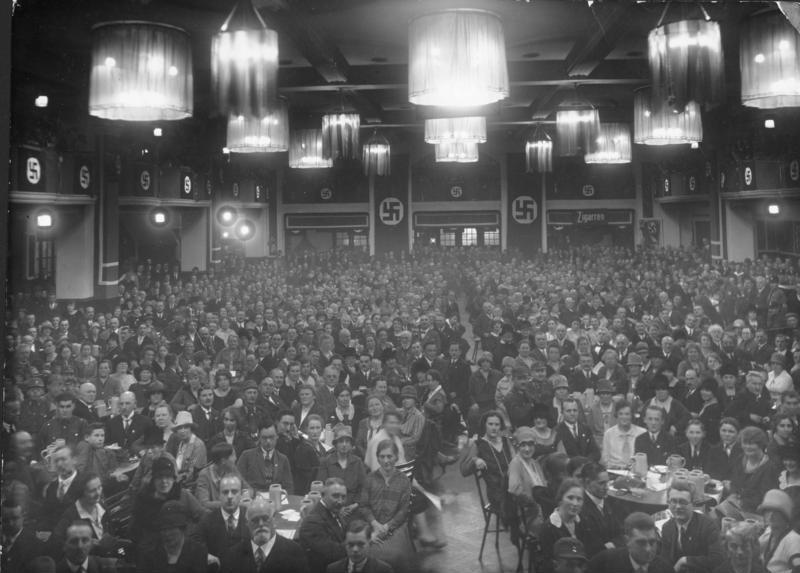
NSDAP-Versammlung im Bürgerbräukeller, ca. 1923

Die allgemeine wirtschaftliche Lage war schwierig. Das Deutsche Reich hatte gemäß den Bestimmungen des Friedensvertrags von Versailles hohe Reparationen zu zahlen. Die Regierung versuchte dieses Problem zu lösen, indem sie mehr Geld druckte. Zusammen mit der schwierigen Wirtschaftslage führte dies 1923 zu einer Hyperinflation, unter der auch in München besonders Arbeiter, Angestellte und Rentner zu leiden hatten.

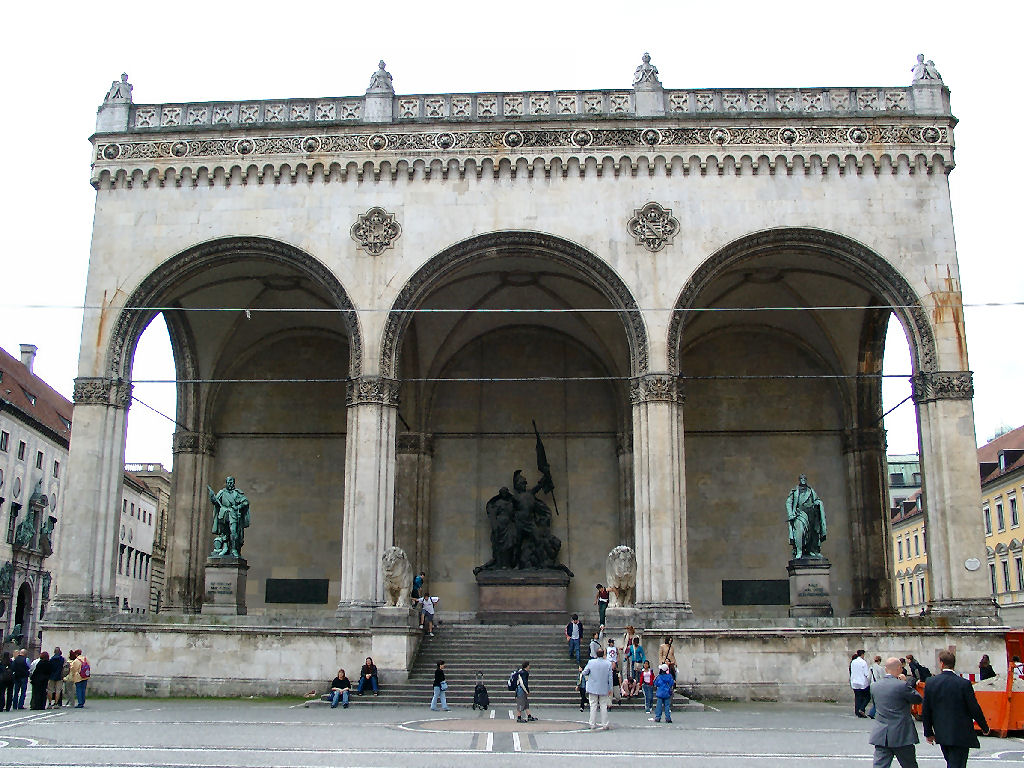
Feldherrnhalle – letzte Station des Hitlerputsches

Adolf Hitler rief am 8. November 1923 im Bürgerbräukeller zum Putsch gegen die amtierende Reichsregierung auf. Am nächsten Morgen setzte sich ein Demonstrationszug in Bewegung. Er endete gegen Mittag, als die bayerische Landespolizei vor der Feldherrnhalle das Feuer auf die Demonstranten eröffnete. Vier Polizisten und 16 Teilnehmer kamen dabei ums Leben. Hitler erhielt vom Gericht lediglich fünf Jahre Festungshaft mit der Möglichkeit der vorzeitigen Entlassung nach neun Monaten. Im Braunen Haus in der Brienner Straße 34 befand sich dann die von 1930 bis 1945 bestehenden Parteizentrale der NSDAP. Hitlers Privatwohnung befand sich 1920–1929 in der Thierschstraße 41 und danach am Prinzregentenplatz.
Der Juni 1919 markierte den Beginn des plan- und regelmäßigen Flugdienstes in München; einzelne Passagierflüge hatte es auch davor schon gegeben, zwischen München und Friedrichshafen und mit Anschluss an den Zeppelinverkehr. Geflogen wurde 1919 noch am Oberwiesenfeld, einem Militärgelände im Norden der Stadt, auf dem bereits im 18. Jahrhundert exerziert und mit Waffen experimentiert wurde. Nachdem München bereits im Jahr 1893 den 14. Deutschen Feuerwehrtag ausrichtete, fand vom 27. Juli bis 1. August 1923 der 19. Deutscher Feuerwehrtag ebenfalls dort statt. Er war der erste nach dem Ersten Weltkrieg.
Von 1925 bis 1942 bestand das Antonienheim, ein Kinderheim, das ursprünglich für Waisenkinder und in armen Verhältnissen lebende Kinder der jüdischen Gemeinde Münchens und darüber hinaus errichtet wurde.
Das kulturelle Leben der Stadt erholte sich langsam. Schon 1919 entstand der erste Kronebau, als feste Heimstatt des Zirkus Krone. Persönlichkeiten wie Lion Feuchtwanger, Bertolt Brecht, Peter Paul Althaus, Stefan George, Ricarda Huch, Joachim Ringelnatz, Oskar Maria Graf, Annette Kolb, Ernst Toller, Hugo Ball, Klaus Mann prägten diese Zeit. Karl Valentin und Liesl Karlstadt führen 1924 das Theaterstück „Raubritter vor München“ in den Kammerspielen auf. 1921 entstand die Monacensia. Seit 1925 wirkte Otto Falckenberg an den Kammerspielen. 1928 erregte dann das erste Gastspiel von Josephine Baker im Bananen-Röckchen das Publikum im Deutschen Theater. 1929 erfolgte die Erstaufführung der „Dreigroschenoper“ von Bertolt Brecht im Schauspielhaus. Im Deutschen Museum, das 1925 in einen Neubau auf der Museumsinsel zog, wurde 1931 die erste Fernsehsendung der Welt gezeigt. Im selben Jahr zerstörte ein Feuer den Münchener Glaspalast. Anfang Januar 1933 nahm Die Pfeffermühle ihr Programm auf.
Schon 1927 gab es fast 50.000 Arbeitslose in München, 1931 waren es dann im Zuge der Weltwirtschaftskrise über 70.000 Arbeitslose. Bei der Reichstagswahl März 1933 erzielte die NSDAP in München 37 % der Stimmen. In München und Bayern fand die Machtergreifung am 9. März 1933 statt. An diesem Tag wurde die demokratisch gewählte Regierung Held mit durch die Sturmabteilung der NSDAP ausgeübter Gewalt aus ihrem Amt vertrieben. Am 9. März wurde in München auch am Neuen Rathaus die Hakenkreuzfahne gehisst. Am 15. März trat die bayerische Regierung offiziell zurück und am 22. März wurde auch Oberbürgermeister Karl Scharnagl zum Rücktritt gezwungen. Nach dieser örtlichen Machtergreifung wurden viele Ämter mit Parteimitgliedern besetzt (Gleichschaltung). Heinrich Himmler wurde Polizeipräsident von München. Antisemitismus, Führerkult und Hass auf die Demokratie fanden bei vielen Mitarbeitern der Stadtverwaltung Anklang, zusätzlich setzte das neue Regime auf Einschüchterung und Denunziation, auf kleine Belohnungen sowie auf den Korpsgeist der nationalsozialistischen Betriebsgemeinschaft. Zahlreiche Intellektuelle wie Thomas Mann verließen die Stadt.
Im nahegelegenen Dachau richtete die SS das erste Deutsche Konzentrationslager ein, das KZ Dachau.
Am 10. Mai 1933 fand eine propagandistische Bücherverbrennung im Sinne des Nationalsozialismus auf dem Königsplatz statt. Mitte 1934 entledigte sich Hitler im so genannten Röhm-Putsch seiner innerparteilichen Rivalen in der SA. In einer später so genannten „Nacht der langen Messer“ (30. Juni / 1. Juli 1934) wurden Ernst Röhm und weitere auf Hitlers Anweisung am Tegernsee zusammengerufene Funktionäre der SA-Führung verhaftet und – zum Teil noch in derselben Nacht – in der Justizvollzugsanstalt Stadelheim ermordet. Auch Fritz Gerlich, der ehemalige Chefredakteur der Münchner Neuesten Nachrichten, fällt mit vielen anderen im Widerstand bei diesem Anlass der Rache der Machthaber zum Opfer.

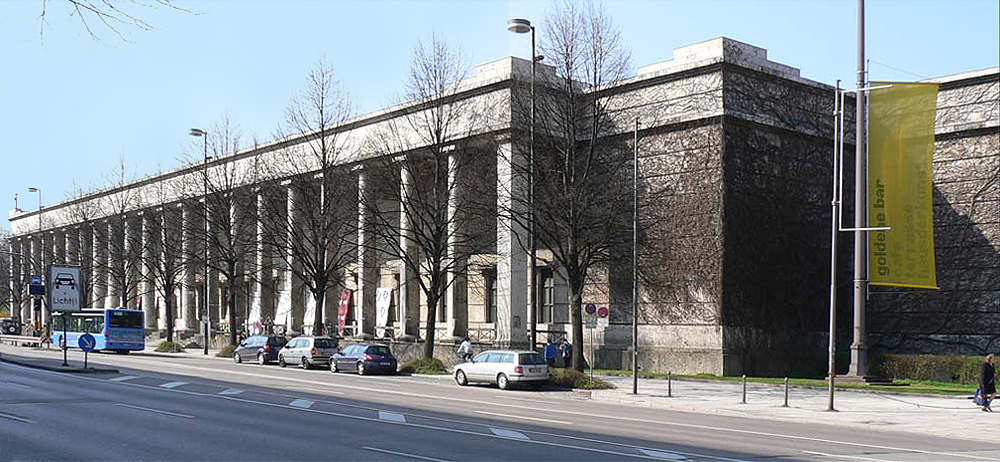
Haus der Kunst

In den Jahren 1935 bis 1945 führte München den Titel „Hauptstadt der Bewegung“. 1937 erhielt es zusätzlich den Titel „Hauptstadt der deutschen Kunst“. Während im neu eröffneten Haus der Kunst die Kunst nach den Vorstellungen des Regimes ausgestellt wurde, prangerten die Nationalsozialisten in einer Ausstellung im Hofgarten die so genannte „Entartete Kunst“ an. Heute noch erhaltene Bauten aus der Zeit sind beispielsweise die ehemalige NSDAP-Zentrale (heute Musikhochschule), das Haus der Kunst und das Luftgaukommando (heute Staatsministeriums für Wirtschaft) in der Prinzregentenstraße, das Nordbad und die Oberfinanzdirektion (Sophienstraße).

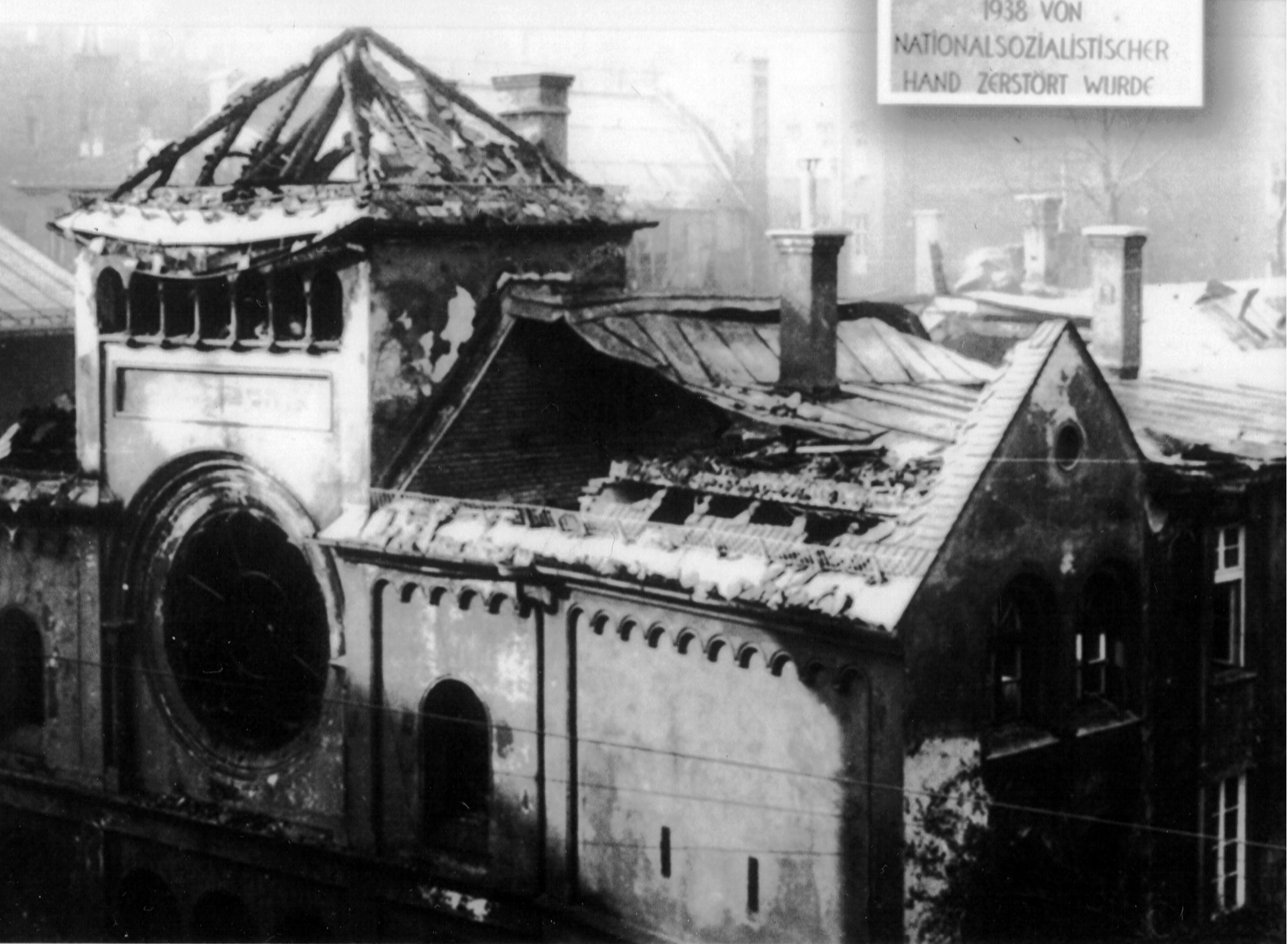
In der Reichspogromnacht zerstörte Synagoge, Herzog-Rudolf-Straße

1937/38 begann in großem Umfang die Arisierung jüdischer Unternehmen. Erste Ansätze dazu hatte es seit 1933 gegeben; sie basierten auf einer eigens angelegten „jüdischen Gewerbekartei“.
Am 1. Dezember 1937 zog die Rasseorganisation Lebensborn in das Haus von Thomas Mann, das sich Ecke der damaligen Föhringer Allee (seit 1955: Thomas-Mann-Allee) und der Poschingerstraße befand. Die Zentrale der SS-Organisation blieb bis zum 31. Dezember 1939 im Gebäude.
Die Stadt sollte großflächig zu einer „Führerstadt“ umgebaut werden, zuständiger Architekt dafür war Hermann Giesler. Dieses Vorhaben wurde von Münchens Oberbürgermeister Karl Fiehler bejubelt, der sein Amt von 1933 bis 1945 innehatte. Er sagte: „Durch die Schaffung Großdeutschlands ist München noch mehr in den Mittelpunkt des Reiches gerückt.“ Er begrüßte auch die Ausdehnung der Stadtgrenzen und erklärte zu den Nachbargemeinden: „Ich bin überzeugt, daß diese das Opfer ihrer Selbständigkeit gerne bringen, um auf solche Weise zum Erfolg des Werkes des Führers beizutragen.“ 1938 erfolgte die Eingemeindung umfangreicher Gebiete im Westen von München, darunter auch die der bis dahin selbstständigen Stadt Pasing mit ihrer Kunstgewerbeschule und Lehrerbildungsanstalt – wegen der Bedeutung dieses neuen Stadtteils allerdings mit eigener, nur dem Münchener Oberbürgermeister unterstellter Bezirksverwaltung. Schon 1934 begann der Bau der Autobahn nach Salzburg. Im Oktober 1939 erfolgte die Eröffnung des Flughafens München-Riem.

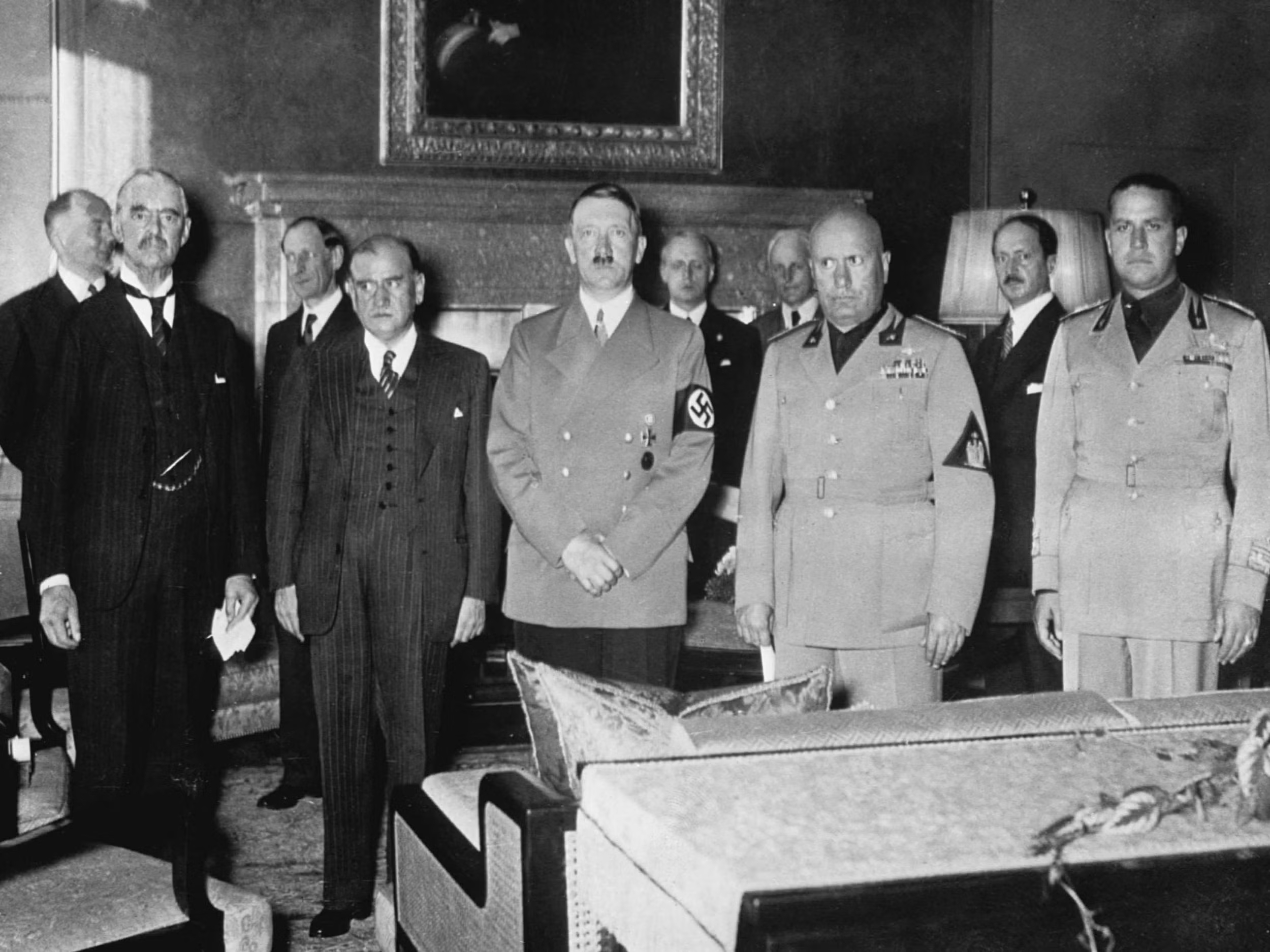
Münchener Abkommen. Von links: Chamberlain, Daladier, Hitler, Mussolini, und der italienische Außenminister Graf Galeazzo Ciano

Mitte 1938 verfügte der Gauleiter Adolf Wagner den Abriss der evangelischen Stadtpfarrkirche St. Matthäus in der Sonnenstraße unweit des Stachus, und zwar angeblich um die Verbreiterung der Sonnenstraße auf Berliner Maße durchführen zu können. Als eigentlicher Anlass vermutet wird die schwelende Animosität des NS-Regimes gegen den bayerischen Landesbischof Hans Meiser, der eine Gleichschaltung der Evangelisch-Lutherischen Kirche in Bayern durch die Deutschen Christen und damit ein Aufgehen in der „Reichskirche“ zu verhindern versuchte. Auch weitere bedeutsame Bauten wie das Herzog-Max-Palais wurden damals abgerissen oder wie das Atelier Elvira demoliert. Auf den berüchtigten Funktionär Christian Weber geht nicht nur die Zerstörung des Klostertrakts von Schloss Nymphenburg zurück, sondern auch die dort mehrfach abgehaltene Nacht der Amazonen.
Am 29. September 1938 fand im Führerbau in der Arcisstraße die Unterzeichnung des Münchner Abkommens statt. Der britische Premierminister Neville Chamberlain und der französische Ministerpräsident Édouard Daladier stimmten darin der Abtrennung des Sudetenlands von der Tschechoslowakei zu; die Wehrmacht besetzte es innerhalb von zehn Tagen.
Die Münchner Synagogen wurden bereits Wochen vor der eigentlichen Reichspogromnacht zerstört. So fiel auch die Hauptsynagoge am Lenbachplatz der Plünderung und Brandschatzung zum Opfer, da sie Hitler bei einem Besuch einer Veranstaltung im benachbarten Künstlerhaus „störend“ ins Auge gefallen war. Es war die erste Synagoge in Deutschland, die der Barbarei zum Opfer fiel. So liegt die Vermutung nahe, dass die nationalsozialistische Führung auch testen wollte, wie die Bevölkerung auf einen derartigen Akt reagiert. Zu nennenswerten Protesten außerhalb der jüdischen Gemeinde kam es in München nicht. Am 9. November 1938 hielt im Alten Rathaus Joseph Goebbels eine Rede, die als Auftakt der Reichskristallnacht gilt. In der Reichskristallnacht wurden dann auch die Synagogen in der Herzog-Rudolf-Straße und in der Reichenbachstraße durch Brandstiftung zerstört und zahlreiche Geschäfte und Wohnungen jüdischer Münchener wurden vor den Augen der Polizei verwüstet und geplündert. Die männlichen wohlhabenden jüdischen Bewohner wurden anschließend in Konzentrationslager verschleppt, um sie zur Emigration zu nötigen und ihr Vermögen einzuziehen. Im Zusammenhang mit diesen Ereignissen kamen mehrere jüdische Mitbürger zu Tode.

### Zweiter Weltkrieg und verheerende Luftangriffe
Als am 1. September 1939 der Zweite Weltkrieg begann, herrschte keine Kriegseuphorie und nationaler Überschwang wie 1914. In den Tageszeitungen lief eine massive Kampagne gegen Polen und andere spätere Kriegsgegner. Zur Kriegsvorbereitung wollte man die Bevölkerung auf den Willen der Führung einschwören und betrieb dazu Stimmungsmache. Im Sommer wurden die ersten Männer einberufen, die Requirierung von privaten Lastwägen begann, Rationierungen wurden eingeteilt und ein Bezugsscheinsystem für Güter eingeführt. Am 19. September lud das städtische Kulturamt zu einer Besprechung ein, in der es um das kulturelle Leben in der Kriegszeit ging. Derweil trafen bereits am 8. Oktober 360 verwundete deutsche Soldaten in einem Transportzug in München ein. Das Oktoberfest fiel kriegsbedingt ab 1939 aus.

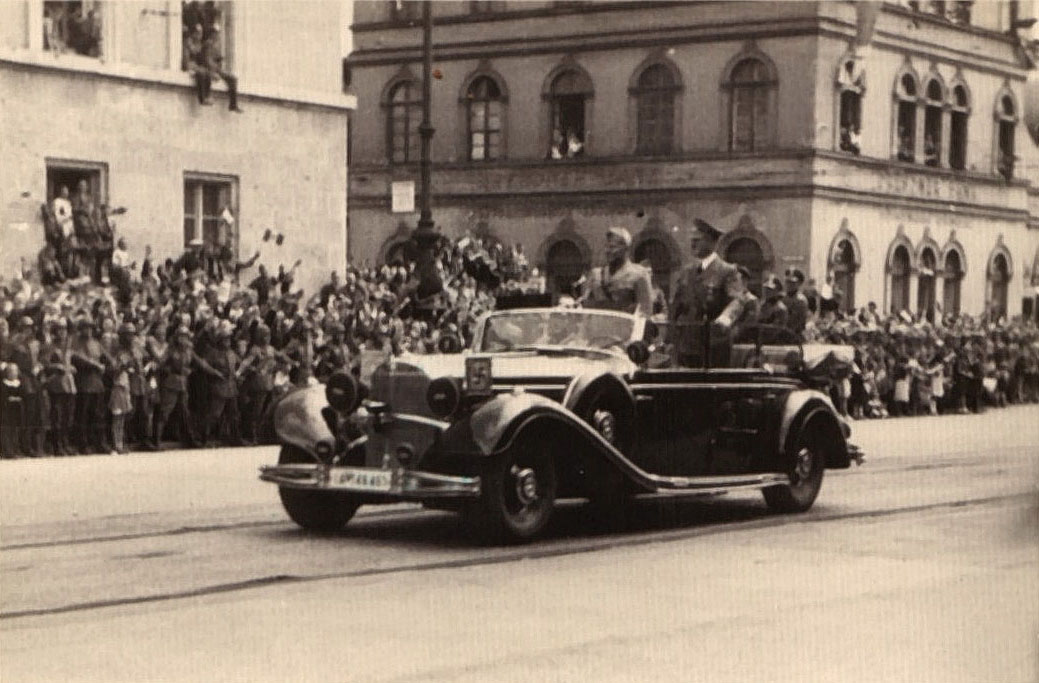
Hitler mit Mussolini in der Ludwigstraße, 1940

Am 8. November 1939 scheiterte Georg Elsers Attentat auf Adolf Hitler im Bürgerbräukeller. Weil Hitlers geplanter Rückflug nach Berlin wegen Nebels ausfiel und er stattdessen auf einen Sonderzug ausweichen musste, redete er viel kürzer als sonst und verließ mit seinem Führungsstab das Gebäude bereits 13 Minuten vor der Explosion von Elsers Zeitbombe. Am 18. Juni 1940 kam es nach dem Westfeldzug zu einer weiteren Zusammenkunft Hitlers mit Benito Mussolini in München, um sich über das Angebot des französischen Marschalls Pétain auf Waffenstreckung zu besprechen.
Von den 12.000 Juden in München waren bis zum Beginn des Holocaust rund 7.500 geflüchtet. Im November 1941 begann die erste massenhafte Deportation von 999 als Juden verfolgten und gefangenen Personen aus der Stadt direkt zum Ort des Massenmordes im besetzten Litauen. Es folgten 42 weitere Transporte mit insgesamt rund 3.000 Personen. Viele Betroffene ermordete die SS, das Kriegsende verhinderte, dass sie ihr Vernichtungsziel erreichen konnten. Die amerikanische Armee fand nach der Befreiung Münchens lediglich 84 überlebende Juden in der Stadt. Zwischen 1941 und 1942 bestand das zur Tarnung so genannte Judenlager Milbertshofen, bis 1943 das Sammellager Berg am Laim.
Immer mehr Zwangsarbeiter und Kriegsgefangene kamen in die Stadt. Während des Zweiten Weltkrieges existierten zahlreiche Lager für NS-Zwangsarbeit (KZ-Außenlager und Außenkommandos, Kriegsgefangenenlager sowie Zivilarbeiterlager) im Raum München.

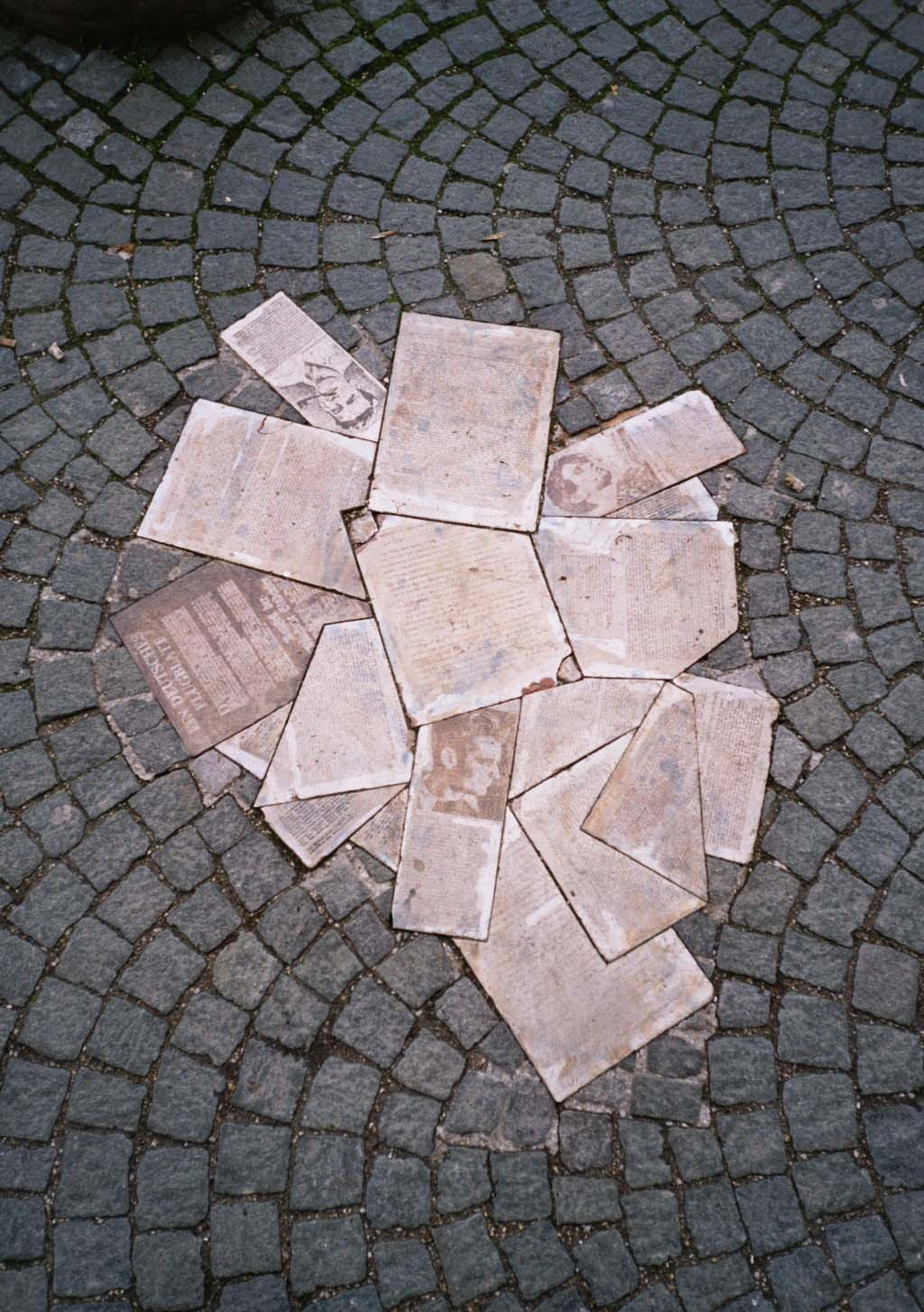
Mahnmal für die Weiße Rose vor der LMU München

Die NS-Machthaber verurteilten Hans und Sophie Scholl sowie Christoph Probst von der Widerstandsgruppe „Weiße Rose“ 1943 in München zum Tode. Die Studenten hatten gemeinsam mit einem kleinen Kreis von Kommilitonen und Dozenten in der Ludwig-Maximilians-Universität zum Widerstand gegen den Nationalsozialismus aufgerufen. Im Februar hatte ein Hausmeister die Geschwister Scholl bei einer Aktion in der Ludwig-Maximilians-Universität beobachtet, denunziert und festnehmen lassen. Der Prozess vor dem Volksgerichtshof fand im Münchner Justizpalast statt, die Hinrichtung in der Strafanstalt München-Stadelheim. Die Mitstreiter Alexander Schmorell, Willi Graf und Kurt Huber bezahlten ihren Widerstand gegen die Nationalsozialisten ebenfalls mit dem Leben.
Noch 1942 waren mit Aubing und Langwied zum bisher letzten Mal Umlandgemeinden der Stadt einverleibt worden. Wie alle deutschen Großstädte war auch München im Zweiten Weltkrieg Ziel alliierter Luftangriffe. Sie galten überwiegend der Industrie sowie wichtigen Bahnanlagen. Flächenbombardements trafen aber auch die Zivilbevölkerung schwer und zerstörten viele Kulturdenkmäler (Luftangriffe auf München). Wegen der geographischen Lage der Stadt wurde München zunächst jedoch lange Zeit von Luftangriffen fast gänzlich verschont, was der Stadt den Namen „Luftschutzkeller des Reiches“ einbrachte. Bereits ab dem Jahre 1933 gab es jedoch in München Luftschutzübungen, am 10. März 1940 kam es erstmals zu einem Luftangriff der Briten auf München. Die britische Royal Air Force begann aber erst im September 1942 mit massiven Angriffen. Vom Frühjahr 1944 an beteiligten sich zunehmend Verbände der United States Army Air Forces, die von Italien und England aus starteten. Am 12. Juli und am Folgetag erschienen bis zu tausend amerikanische Flugzeuge und bombardierten besonders Schwabing, Milbertshofen, Bogenhausen und die Au. 25 Münchner Kliniken wurden dabei getroffen. Die schwersten Schäden richtete die RAF in der Nacht vom 7. auf den 8. Januar 1945 an, als in zwei Wellen etwa 2000 Tonnen Bomben auf die Innenstadt Münchens fielen. Dabei wurden etwa 82.000 Wohnungen zerstört. Von den 824.000 Einwohnern, die München 1939 hatte, flohen zeitweise 400.000 aus der Stadt, entweder im Zuge von Evakuierungen oder aus eigenem Entschluss. Die Kinderlandverschickung wurde auf Veranlassung von Gauleiter Paul Giesler erst ab August 1943 auch für die Münchner Schulkinder zum Alltag. Die vom Nazi-Regime kontrollierten Münchner Tageszeitungen setzten zu Kriegsende mal auf Schlagzeilen, die Mut machen sollten, mal auf Gräuelpropaganda.

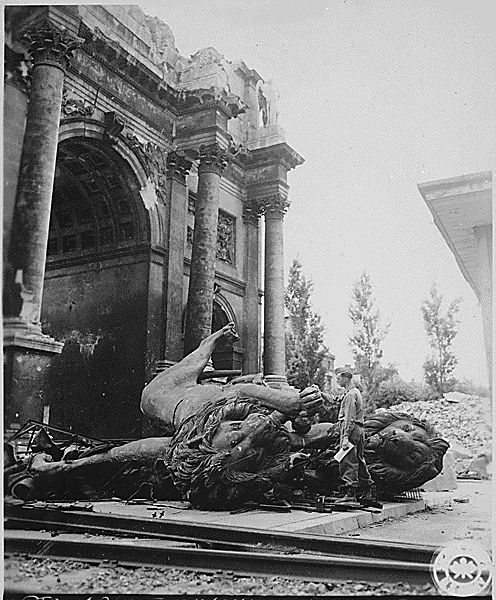
Das zerstörte Siegestor, 1945

Am 30. April 1945, dem Todestag Hitlers, besetzten Einheiten der 7. US-Armee München: Ohne nennenswerten Widerstand zu finden, rückten am Nachmittag aus allen Richtungen amerikanische Truppen ins Stadtgebiet ein und um 16.05 Uhr wurde ihnen das Rathaus übergeben. Die ranghöchsten Münchner Nationalsozialisten wie der Gauleiter Paul Giesler und der Oberbürgermeister Karl Fiehler waren bereits auf der Flucht, weshalb ein rangniederer Stadtrepräsentant, der Oberrechtsrat Meister, diese Aufgabe erledigen musste. Hitler hatte gewollt, dass sich seine „Hauptstadt der Bewegung“ bis zum Äußersten verteidigt. Anders als in Nürnberg gab es jedoch nur vereinzelte Gefechte, bei vielen Bewohnern herrschte große Erleichterung, Frauen schmückten die Jeeps der GIs mit Osterprimeln. Derweil drangen einige Amerikaner auf der Suche nach Trophäen in Hitlers mittlerweile leer geräumte Privatwohnung am Prinzregentenplatz ein. Einige Münchner stellten sich nun demonstrativ als bayerische Patrioten dar, aus vielen Fenstern hingen weiß-blaue Fähnchen, auf den Straßen lagen weggeworfene NSDAP-Devotionalien. Kurz darauf kam es darüber hinaus zu Plünderungen durch die Bevölkerung und Soldaten, die ganze Weinkeller leer räumten.
Damit endete die NS-Zeit in München. Der Oberkommandierende der West-Alliierten und US-General Eisenhower notierte daraufhin in seinem Tagesbefehl: „Die ganze Alliierte Streitmacht gratuliert der 7. Armee zur Einnahme von München, der Wiege der Nazi-Bestie.“
Kurz zuvor war die Freiheitsaktion Bayern gescheitert: Zwei Tage vor der Besetzung Münchens durch die Alliierten, rief die Widerstandsorganisation, die aus militärischen und zivilen Personen bestand, über lokale Sendestationen dazu auf, sich gegen die nationalsozialistische Herrschaft zu erheben. Der Aufstand der Freiheitsaktion wurde noch am selben Tag durch einen SS-Verband beendet. 1947 wurde der frühere Feilitzschplatz zu Ehren der Widerstandsbewegung in Münchener Freiheit umbenannt.
Bis Kriegsende war durch 73 Luftangriffe die historische Altstadt zu 90 % und die Stadt insgesamt zu 50 % zerstört. Über 6.000 Menschen fanden bei Luftangriffen den Tod, etwa 15.000 wurden verletzt. Die Zahl der im Zweiten Weltkrieg gefallenen Münchener wird auf mindestens 33.000 geschätzt. Auch infolge Evakuierung und Flucht reduzierte sich die Bevölkerungszahl von 824.000 im Jahr 1939 auf 479.000 unmittelbar nach Kriegsende.

### Nachkriegszeit und Wiederaufbau
Nach dem Zweiten Weltkrieg begann in München der Wiederaufbau. Der Schriftsteller Eugen Roth („Ein Mensch …“), gerade selbst „ausgebombt“, hatte über das Wie schon in dem Artikel nachgedacht, der am 13. Januar 1945 unter der Überschrift „München als ewiges Besitztum“ in den Münchner Neuesten Nachrichten erschien und in dem es heißt:

„Es wird trotzdem auch künftig eine Stadt geben, die nicht nur München heißt, sondern auch München ist, so, wie Rom heute und immer Rom ist. Das alte München wird es wohl nicht mehr sein, kann es, ja soll es nicht mehr werden. Denn wir haben in einer Stadt gelebt, die in Jahrhunderten gewachsen ist, wir möchten in keiner leben, die ‚beinah täuschend‘ so ausschaut, wie früher. Wie und was da noch erhalten, wieder aufgebaut werden kann, ist eine Frage, die vor dem Frieden nicht beantwortet werden kann. Manches wird überraschend schnell in erträgliche Bahnen gebracht werden. Das was uns bleibt und das wir würdig wieder instandsetzen können, werden wir als köstlichstes Vermächtnis bewahren.“

München gehörte zur amerikanischen Besatzungszone. Am 4. Mai 1945 wurde zunächst Karl Scharnagl (nun CSU) als Oberbürgermeister der Stadt von der amerikanischen Besatzungsmacht wieder eingesetzt.
Am 15. Mai 1945 traf ein Stab von 32 amerikanischen Offizieren in München ein. In den folgenden Monaten stieg ihre Zahl auf etwa 200. Sie bildeten unter der Leitung von Charles Keegan die erweiterte US-Militärregierung in Bayern, das Regional Military Government (RMG). Ziele waren der Wiederaufbau einer Verwaltungsstruktur, Maßnahmen zur Reorganisation des Alltags, Versorgung der Bevölkerung und die Überwachung der Entnazifizierungsmaßnahmen.
Bis zum 1. April 1946 galt in München die Sperrstunde. Erst dann war es Zivilpersonen wieder erlaubt, sich nachts im Freien aufzuhalten.
Die wenigen geöffneten Münchner Lokale waren im strengen Winter 1946 eiskalt, es herrschten starker Frost und extremer Brennstoffmangel. Die Lebensmittelraten waren noch mal auf 1275 Kalorien gekürzt worden. Am 16. Januar 1946 wurde Der Bunte Würfel, das erste Münchner Kabarett nach dem Zweiten Weltkrieg gegründet. Hier hatte Karl Valentin einen seiner letzten Auftritte.
Um ihren Biergarten wiederzubekommen, schrieben die Haidhauser 1949 an Präsident Truman. 1950 wurde der Biergarten wieder für die Münchner freigegeben.
Am 1. Oktober 1946 wurden im Nürnberger Prozess gegen die Hauptkriegsverbrecher zehn Angeklagte zum Tod durch den Strang verurteilt und am 16. Oktober 1946 im Nürnberger Justizgefängnis hingerichtet. Die Leichname wurden einen Tag später im Städtischen Krematorium auf dem Münchner Ostfriedhof eingeäschert und die Asche in den Wenzbach, einen Zufluss der Isar, gestreut.
An den Münchner Volksschulen begann im September 1945 der Unterricht wieder; wegen der auch hier laufenden Entnazifizierung standen aber zunächst nur 400 Lehrkräfte zur Verfügung. Da die Hälfte der Schulgebäude kriegszerstört war, konnte nur gruppenweise unterrichtet werden. Erstmals gab es auch das Fach Englisch. Der Geschichtsunterricht dagegen sollte solange, „bis auf diesem Gebiet eine neue Grundlage geschaffen ist, auf Heimatkunde beschränkt“ bleiben.

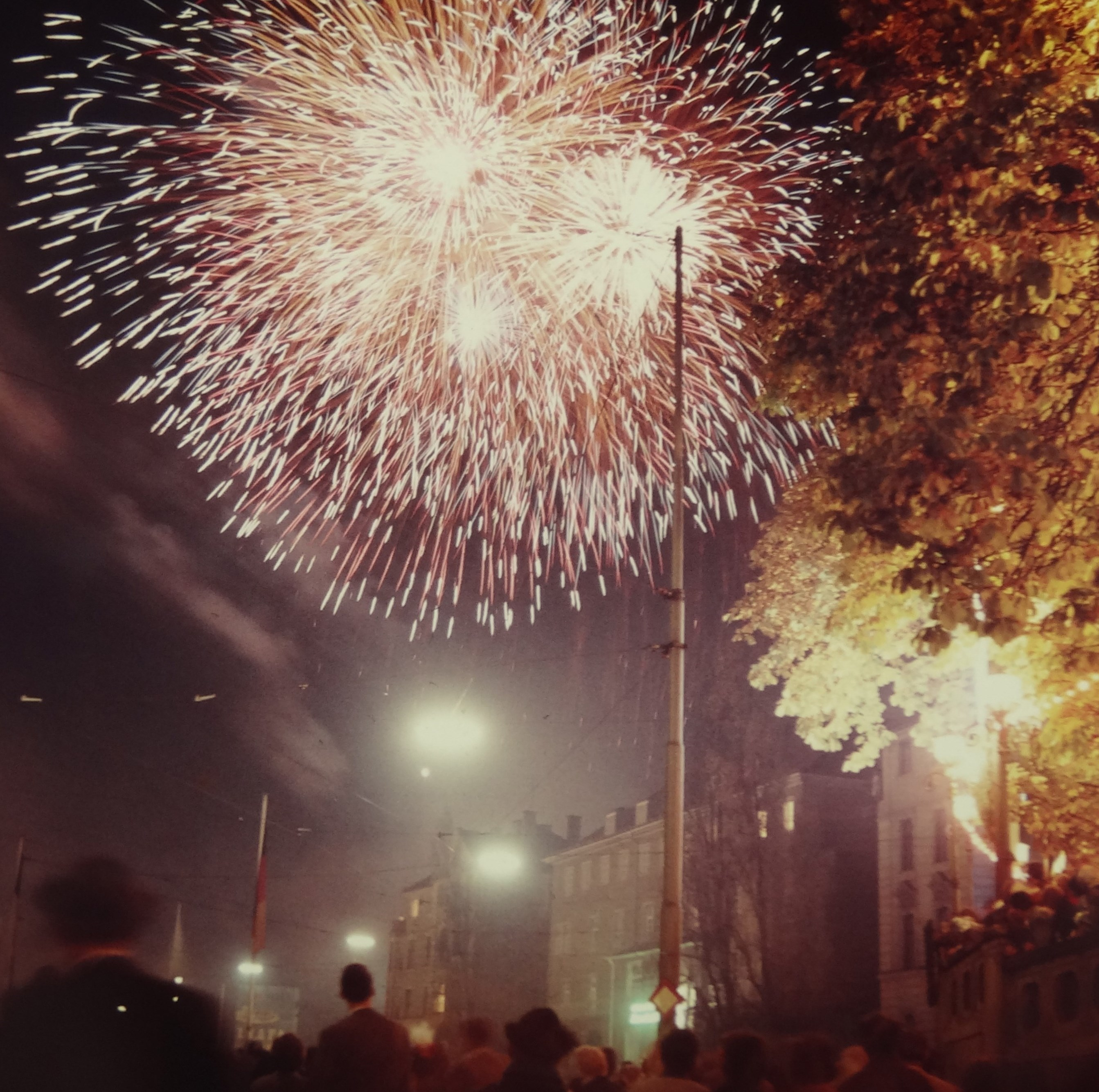
800 Jahre München, Feuerwerk auf der Theresienwiese 1958

Thomas „Dammerl“ Wimmer, Münchener Oberbürgermeister von Juli 1948–1960, forderte mit den (sprichwörtlich gewordenen) mundartlichen Worten rama dama (auf Hochdeutsch etwa „aufräumen tun wir“) die Bevölkerung auf, die Trümmer und Ruinen des Zweiten Weltkrieges wegzuräumen. Bei der Rekonstruktion des Stadtbildes legte man – anders als in vielen anderen deutschen Städten – Wert darauf, die historische Straßenführung nur wenig zu verändern und bedeutenden Gebäude möglichst originalgetreu wiederherzustellen („Meitinger-Plan“).

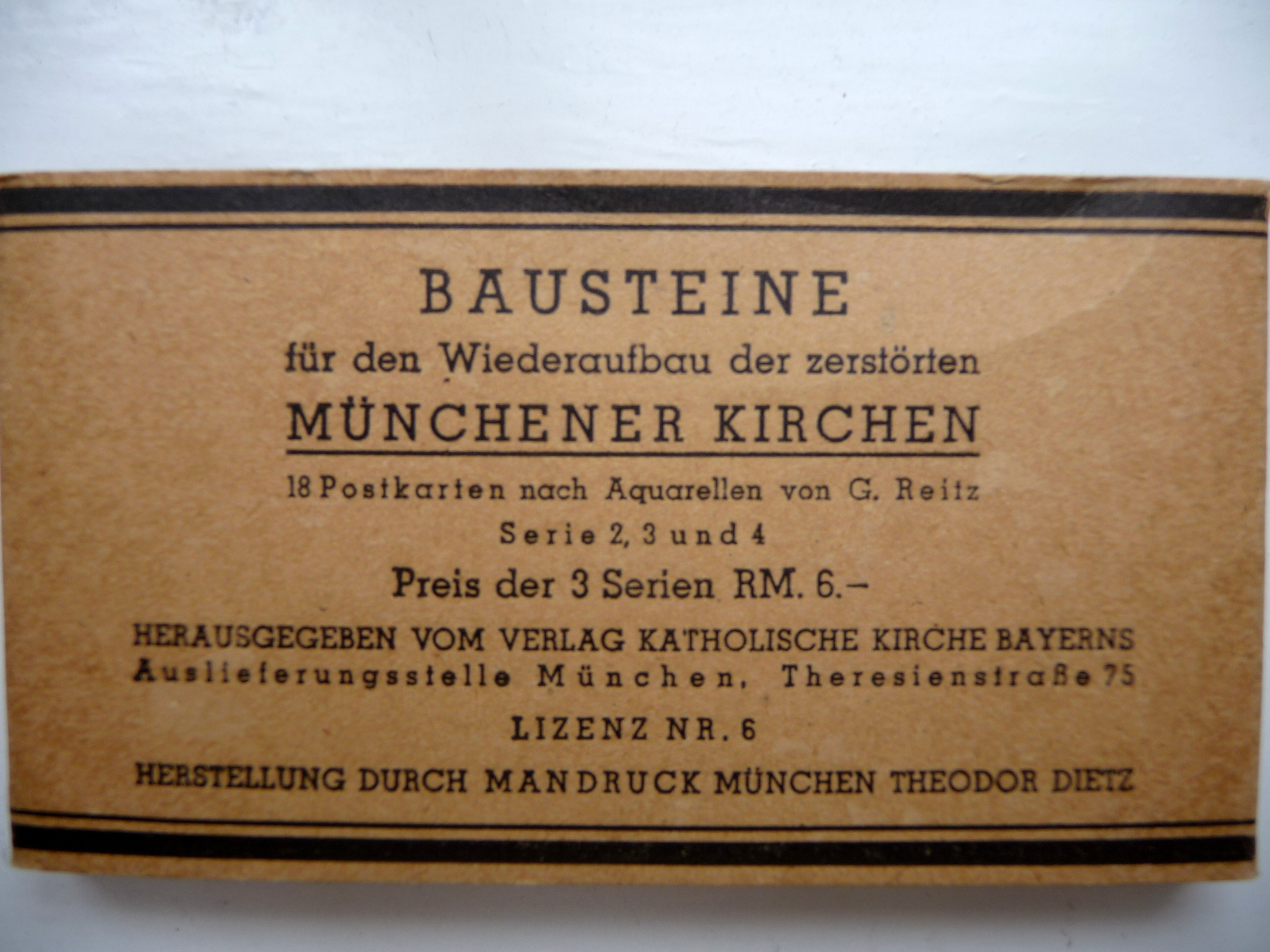
Manschette von achtzehn Postkarten mit Motiven zerstörter Münchner Kirchen. Diese sollten die Bevölkerung dazu anregen, finanzielle Mittel zu erbringen. Als „Bausteine für den Wiederaufbau“ wurden sie vom Verlag Katholische Kirche Bayerns in verschiedenen Serien herausgegeben und waren mit Aquarellen von G. Reitz illustriert.

Auch wenn viele Bauten zumindest im Äußeren wiederhergestellt wurden, wurde das Gesicht der Stadt durch einige Abrisse und Baumaßnahmen wie den Altstadtring dennoch vielerorts verändert (Zweite Zerstörung Münchens). Verloren sind einige architektonisch sehr bedeutsame Gebäude wie das Palais Piosasque de Non, historisch wichtige Bauten wie das Wittelsbacher Palais, sowie Bauwerke, die die Silhouette der Stadt einst mitbestimmt hatten, so der große Kuppelbau des Verkehrsministeriums.
Das politische, kulturelle und wirtschaftliche Leben begann sich rasch zu normalisieren. Am 6. Juni 1947 fand in München die Konferenz aller deutschen Ministerpräsidenten statt. 1949 nahm der Bayerische Landtag seinen Sitz im Maximilianeum. Die Währungsreform 1948 und ein Wirtschaftsaufschwung ab etwa 1950 spielten hierbei eine entscheidende Rolle. Großunternehmen wie Siemens, BMW und MAN machen München in der Nachkriegszeit zu einer der wichtigsten Industriestädte der Bundesrepublik. Im September 1949 fand das erste Oktoberfest nach dem Krieg statt. Das Bayerische Fernsehen startete offiziell 1954. Die Fernsehstudios und die der privaten Konkurrenz befinden sich heute in Unterföhring, außerhalb Münchens. Im selben Jahr gab es die erste Städtepartnerschaft mit Edinburgh, sechs weitere folgten später (Verona, Bordeaux, Sapporo, Cincinnati, Kiew und Harare). 1956 wurde die Münchner Lach- und Schießgesellschaft gegründet.
Am 1. Oktober 1952 wurde die Stadt erstmals verkleinert: der 1942 als Teil der Gemeinde Langwied eingemeindete Gemeindeteil Gröbenzell wurde in die neugebildete Gemeinde Gröbenzell im Landkreis Fürstenfeldbruck ausgegliedert. Am 15. Dezember 1957 überschritt München dennoch die Eine-Million-Einwohner-Grenze.  Nach Unterzeichnung eines Anwerbeabkommens am 20. Dezember 1955 kamen mit Italienern die ersten Gastarbeiter der Nachkriegszeit nach München.

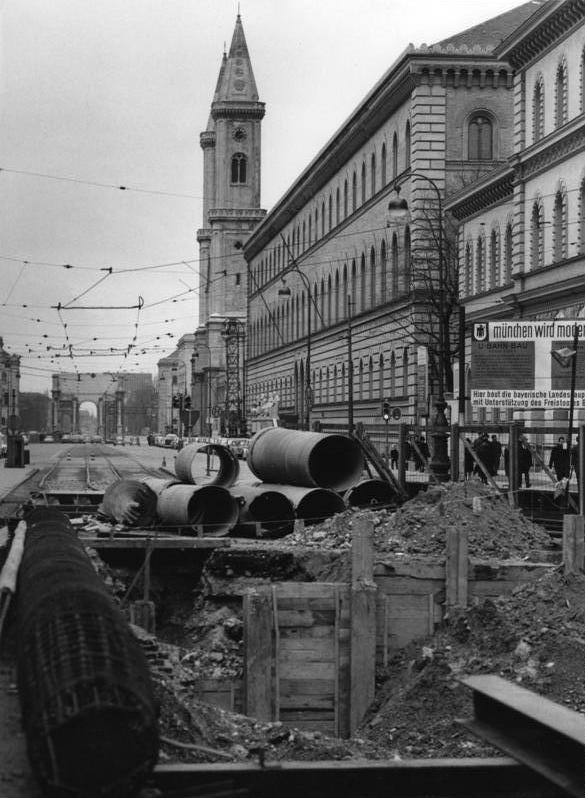
U-Bahn-Bau in der Ludwigstraße (1967)

Ab etwa 1950 erfolgte wie überall in Westeuropa ein beispielloser Wirtschaftsaufschwung, nicht zuletzt mit Hilfe des Marshallplanes. Der steile Aufschwung Münchens durch das Wirtschaftswunder der Nachkriegszeit wurde von Unglücken und Gewalttaten überschattet. Im März 1952 explodierte ein an Bundeskanzler Konrad Adenauer adressiertes Päckchen im Polizeipräsidium München und tötete den Polizeibeamten Karl Reichert. Als sich im Zug der Ermittlungen herausstellte, dass die Spuren zu Splittergruppen der 1948 aufgelösten jüdischen Partisanen- und Untergrundorganisation Irgun führten, entschloss sich die Bundesregierung, das Beweismaterial geheim zu halten, um keine antisemitischen Reaktionen in der Öffentlichkeit zu provozieren. 1959 wurde der ukrainische Exilpolitiker Stepan Bandera in München ermordet. Am 6. Februar 1958 kam es zu einem tragischen Flugzeugunglück auf dem damaligen Flughafen München-Riem. Unter den Verunglückten war die Fußballmannschaft von Manchester United. Ein weiteres schweres Unglück ereignete sich am 17. Dezember 1960, als ein Passagierflugzeug den Turm der Sankt-Pauls-Kirche streifte und anschließend auf eine vollbesetzte Straßenbahn fiel. Die beiden Katastrophen ließen erstmals Rufe nach Verlegung des Flughafens München-Riem laut werden.

### Internationale Metropole im geteilten Deutschland
Die Bezeichnung „München – Weltstadt mit Herz“ geht zurück auf einen Werbeslogan der Münchner Hausfrau Dorit Lilowa aus einem Wettbewerb, den der Verkehrsverein München 1962 initiierte. 1964 beförderte Der Spiegel München dann zur „Heimlichen Hauptstadt Deutschlands“, was ebenfalls zu einem geflügelten Wort wurde.
1960 wurde Hans-Jochen Vogel (SPD) Oberbürgermeister als Nachfolger von Thomas Wimmer (SPD).
Die Veranstaltung des Eucharistischen Weltkongresses 1960 hatte Bedeutung für München als erstes internationales Großereignis der Nachkriegszeit. In den 60er Jahren entstanden neue Satellitenstädte wie Neuperlach und Hasenbergl. Aus der 1962 von Ewald-Heinrich von Kleist-Schmenzin gegründeten Münchner Wehrkundetagung ging die Münchner Konferenz für Sicherheitspolitik hervor. Alljährlicher Tagungsort ist das Hotel Bayerischer Hof. 1966 entstand die Hochschule für Fernsehen und Film München.
Nachdem bereits Ende der Fünfzigerjahre in München die avantgardistische Künstlergruppe SPUR gegründet worden war, entwickelte sich München in den Sechzigerjahren zu einem der Zentren der deutschen Studentenbewegung. In Schwabing kam es im Juni 1962 zu Studenten- und Jugendkrawallen (Schwabinger Krawalle). Nach den Unruhen erarbeitete die Münchener Polizei ein Konzept, das erstmals in Deutschland auf Ansätze zur Deeskalation setzte, um zukünftige Ereignisse dieser Art zu vermeiden („Münchner Linie“). 1963 wurde in München die gesellschafts- und konsumkritische Gruppe Subversive Aktion gegründet. 1968 starben der Fotograf Klaus Frings sowie der Student Rüdiger Schreck durch Gewalteinwirkung im Verlauf der sogenannten Osterunruhen in München. Als eine Folge der 68er-Bewegung gründete sich um den Münchner Andreas Baader, Gudrun Ensslin und Ulrike Meinhof die terroristische Rote Armee Fraktion (RAF). Ende der Sechziger- und Anfang der Siebzigerjahre war in München weiterhin die linksradikale Terrorgruppe Tupamaros München aktiv. Am 10. Februar 1970 kam bei einem Angriff dreier Terroristen der „Aktionsorganisation für die Befreiung Palästinas“ am Flughafen Riem auf Passagiere und Crew-Mitglieder der israelischen Fluggesellschaft El Al der Student Arie Katzenstein ums Leben; elf weitere Personen wurden verletzt. Am 13. Februar 1970 wurde ein Brandanschlag auf das Altenheim der Israelitischen Kultusgemeinde mit sieben Todesopfern verübt. 1971 ereignete sich in der Prinzregentenstraße der erste Bankraub mit Geiselnahme und Lösegeldforderung im Nachkriegsdeutschland.

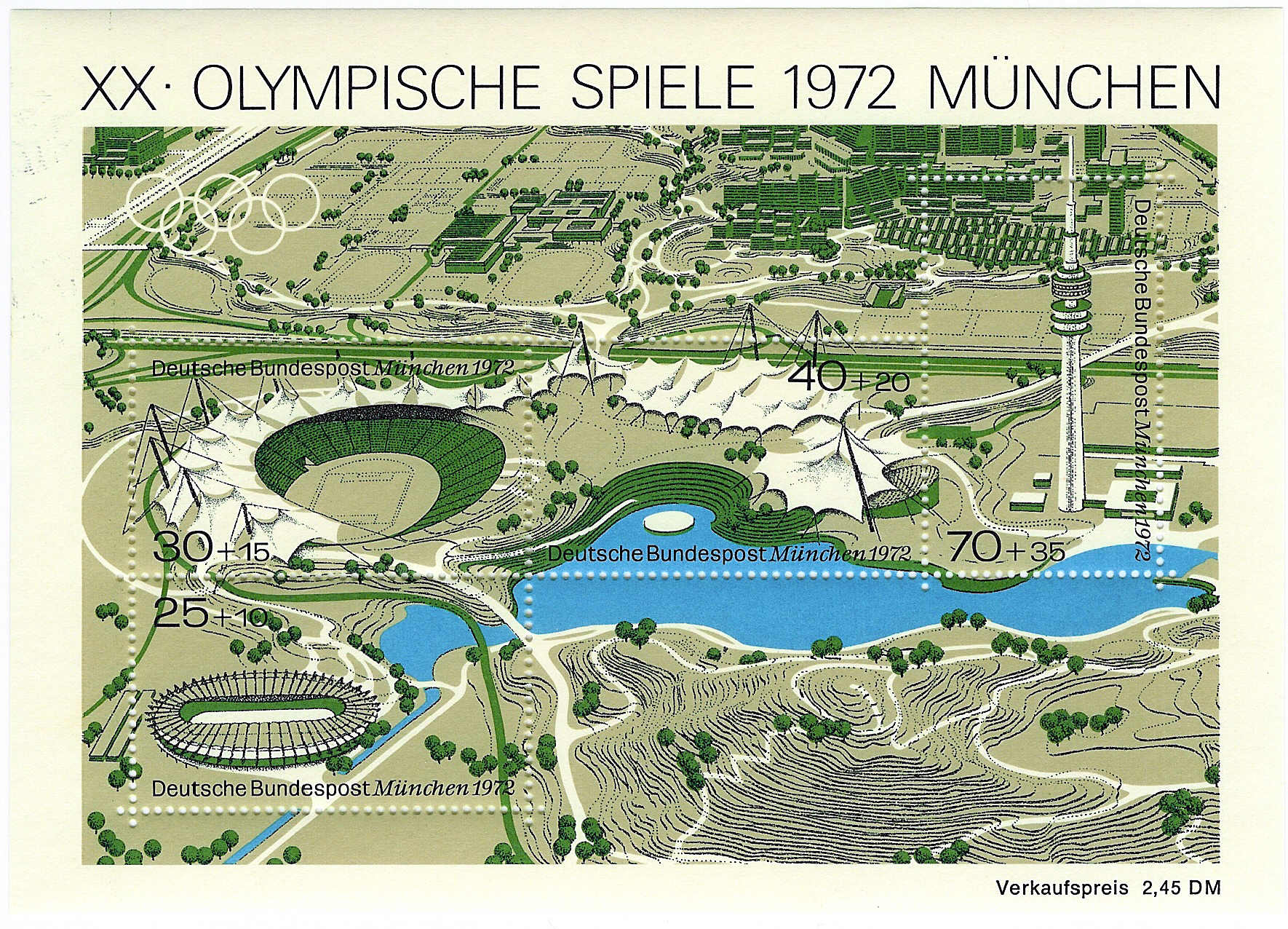
Sondermarke der Deutschen Bundespost mit dem Olympiagelände zu den Olympischen Spielen 1972

1972 fanden die XX. Olympischen Sommerspiele im neu erbauten Olympiapark auf dem Gelände des ehemaligen Flughafens Oberwiesenfeld statt. Diese „heiteren Spiele“ sollten einen bewussten Kontrast zu den Olympischen Sommerspielen 1936 darstellen. Der Eindruck unbeschwerter und friedlicher Spiele wurde jedoch durch die Geiselnahme von München jäh zerstört, als am 5. September durch Mitglieder der palästinensischen Terrororganisation Schwarzer September israelische Sportler als Geiseln genommen wurden. Der Befreiungsversuch der deutschen Behörden in Fürstenfeldbruck endete in einer Katastrophe: Alle elf israelischen Geiseln, ein Polizist und fünf palästinensische Terroristen starben.
Der Ausbau des öffentlichen Nahverkehrs erfuhr durch die Vergabe der XX. Olympischen Sommerspiele an München eine wesentliche Beschleunigung. Die Münchner U-Bahn wurde am 19. Oktober 1971 eröffnet und befährt mittlerweile ein Streckennetz von mehr als 100 km. Im Jahr darauf wurden die Vorortbahnen zur S-Bahn München zusammengefasst. Zudem wurden die Neuhauser- und die Kaufingerstraße in der Münchner Innenstadt in eine Fußgängerzone umgewandelt. 1974 wurde München dann einer der Austragungsorte der Fußballweltmeisterschaft. Im Olympiastadion fand neben weiteren Spielen das Finale statt.

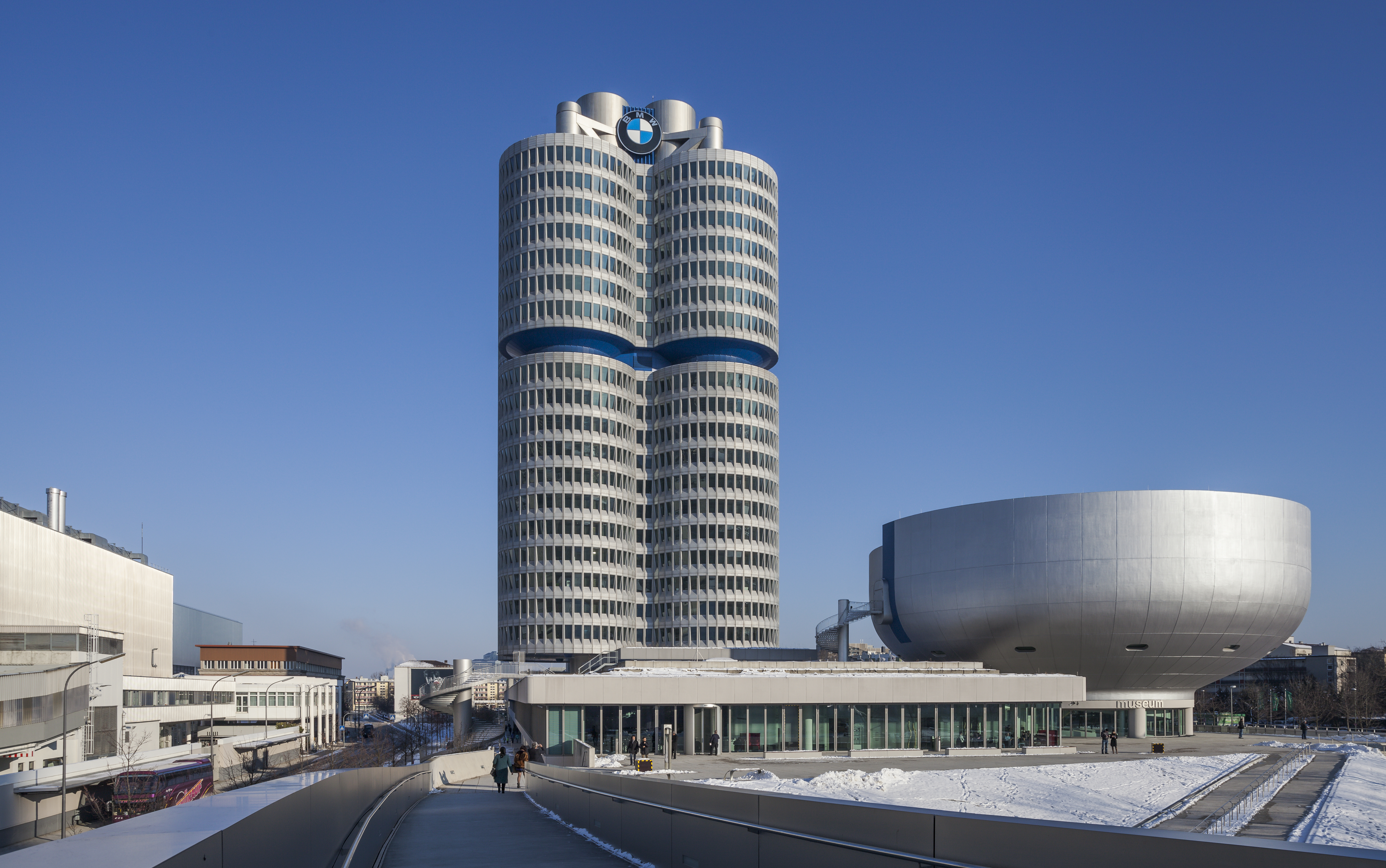
BMW Hochhaus und Museum (1972)

Das Jahr 1975 markierte das Ende der Stadtpolizei München. 1978 ermöglichten Flügelkämpfe der Münchner SPD die Wahl des CSU-Kandidaten Erich Kiesl, der nach einer Wahlperiode bereits wieder von seinem Vorgänger Georg Kronawitter (SPD) abgelöst wurde. Mehrere Großprojekte der Stadtentwicklung wurden in der Folgezeit auf den Weg gebracht. Schon 1981 erfolgte die Eröffnung des Neubaues der Neuen Pinakothek. Im selben Jahr nahm das Europäische Patentamt in einem Neubau an der Isar seine Arbeit auf. Pläne, auch das Europäische Markenamt nach München zu holen, scheitern jedoch. Die Internationale Gartenausstellung 1983 fand im neu entstandenen Westpark statt. 1985 wurde das (damals umstrittene) neue Kulturzentrum am Gasteig eröffnet.
Bei einem Attentat am 26. September 1980 auf dem Oktoberfest starben 13 Menschen, 218 wurden verletzt. Der Attentäter, der aus dem neonazistischen Umfeld stammte, kam bei dem Attentat selbst ums Leben. Seitdem erinnert ein Mahnmal am Eingang des Oktoberfests an diesen Vorfall. Im Folgejahr wurde ein Bombenattentat auf Radio Free Europe verübt, das seit 1950 sein Hauptquartier in München hatte. 1981 wurden mehrere versuchte Hausbesetzungen durch Jugendliche nach kurzer Zeit zum Teil gewaltsam beendet. In der Folge kam es zu Anschlägen durch die Gruppe Freizeit 81. 1980 besuchte Papst Johannes Paul II. München. In der Rudi-Sedlmayer-Halle wurde 1983 der 28. Eurovision Song Contest ausgetragen.
Nach 1945 entwickelte sich das Glockenbachviertel zu einem Zentrum der Schwulenbewegung; zahlreiche Künstler wie Rainer Werner Fassbinder und Freddie Mercury ließen sich dort nieder.
Am 7. Januar 1984 verübte die rechtsradikale Gruppe Ludwig einen Brandanschlag auf den Nachtklub „Liverpool“ in der Schillerstraße, dem die damals 20-jährige Corinna Tartarotti zum Opfer fiel. Sieben weitere Personen wurden verletzt. Am 12. Juli 1984 erlebte München einen schweren Hagelsturm. Die Gesamtschäden wurden auf rund drei Milliarden DM geschätzt. 1988 rief Hans Werner Henze die Münchener Biennale ins Leben.
Das Ende der Nachkriegszeit und der DDR machte sich 1989 auch in Münchens Verwaltung bemerkbar: Aufgrund verstärkter Ausreisen und der Massenflucht von DDR-Bürgern über Ungarn in die Bundesrepublik kamen im Laufe des Herbstes viele DDR-Bürger in der Stadt an. Weil München im Dezember die einzige Stadt in Bayern war, die den DDR-Besuchern bis Jahresende zu den 40 DM Begrüßungsgeld vom Freistaat auch ein kommunales für den Zweitbesuch von 50 DM zahlen wollte, kamen täglich Tausende von DDR-Bürgern nach München und reihten sich in die Schlangen vor den Zahlstellen ein. Das Zweitbegrüßungsgeld wurde mit einer Dringlichkeitsanordnung vor Jahresende gestoppt.

### Jüngste Vergangenheit von der Wiedervereinigung bis zur Gegenwart
Nach der deutschen Wiedervereinigung im Oktober 1990 erfolgte der Abzug der US-Army aus München und verschiedene Einrichtungen wie die ehemalige McGraw-Kaserne wurden einer neuen Nutzung zugeführt.
Am 6. Dezember 1992 nahmen mehr als 400 000 Menschen an der Münchner Lichterkette teil, um gegen Fremdenfeindlichkeit zu demonstrieren.
Im Jahr 1993 wurde Christian Ude (SPD) Oberbürgermeister der Stadt als Nachfolger Georg Kronawitters. Ab 1996 wurde im Münchner Stadtrat für achtzehn Jahre eine Regierungskoalition aus SPD, Grünen und Rosa Liste gebildet.

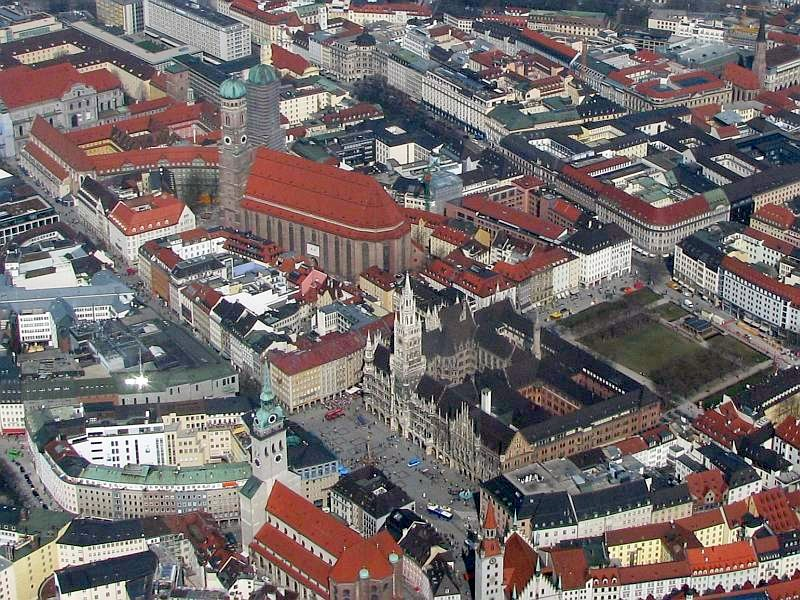
Luftbild Innenstadt mit der Frauenkirche und der Peterskirche (Foto 2009)

1993 erfolgte nach langem Streit die Eröffnung der Bayerischen Staatskanzlei im Hofgarten. Auch in den 1990er Jahren wurde die Stadtentwicklung durch mehrere weitere Großprojekte vorangebracht. Im Jahr 1992 kam es nach langen Auseinandersetzungen zur Eröffnung des neuen Münchner Flughafens im Erdinger Moos. Der alte Münchner Flughafen in Riem wurde innerhalb einer Nacht auf das neue Areal umgezogen. München entwickelte sich zu einem wichtigen High Tech Standort. Im selben Jahr fand dann auch der Weltwirtschaftsgipfel in München statt. Im Jahr 1998 wurde zudem die Neue Messe in der neuen Messestadt Riem auf dem Areal des ehemaligen Flughafens eröffnet. Heute ist dort noch der alte Tower des Flughafens, ein roter Backsteinbau, zu sehen. Auf dem Gelände der alten Messe in der Nähe der Theresienwiese wurde weiterhin ein umfassendes innerstädtisches Entwicklungsprogramm vorangetrieben, in dessen Rahmen ein Wohn- und Geschäftsviertel neu entstand. Das Verkehrszentrum des Deutschen Museums ist dort inzwischen ebenfalls zu finden. Mit der Einführung der „Sozialgerechten Bodennutzung“ (SoBoN) 1994 wurde München deutschlandweit ein Vorreiter für sozialen und nachhaltigen Städtebau, insbesondere bezüglich der Schaffung von mehr bezahlbaren Mietwohnungen und der Beteiligung von Bauträgern und Investoren an den Infrastrukturkosten. Im Jahr 1996 griffen dann die Münchner Bürger selbst in politische Entscheidungen ein: Mit einem ersten Bürgerbegehren, das 50,7 Prozent der Wähler unterstützen, wurde die Stadt zum Bau von drei Straßentunnels am Mittleren Ring gezwungen, was diese mit der Erhöhung der Gewerbesteuer beantwortete. Zur selben Zeit kam es zu Protesten, die als Biergartenrevolution in die Stadtgeschichte eingingen.
Von 2000 bis 2011 wurde die Flusslandschaft der Isar in dem acht Kilometer langen Abschnitt im Bereich zwischen Großhesseloher Brücke und Deutschem Museum unter dem Motto „Neues Leben für die Isar“ mit großem Aufwand naturnah gestaltet. Dabei entstand sogar eine weitere Isarinsel, die Weideninsel. 2002 wurde die Panzerwiese und das angrenzende Hartelholz zum Naturschutzgebiet und Fauna-Flora-Gebiet ernannt.

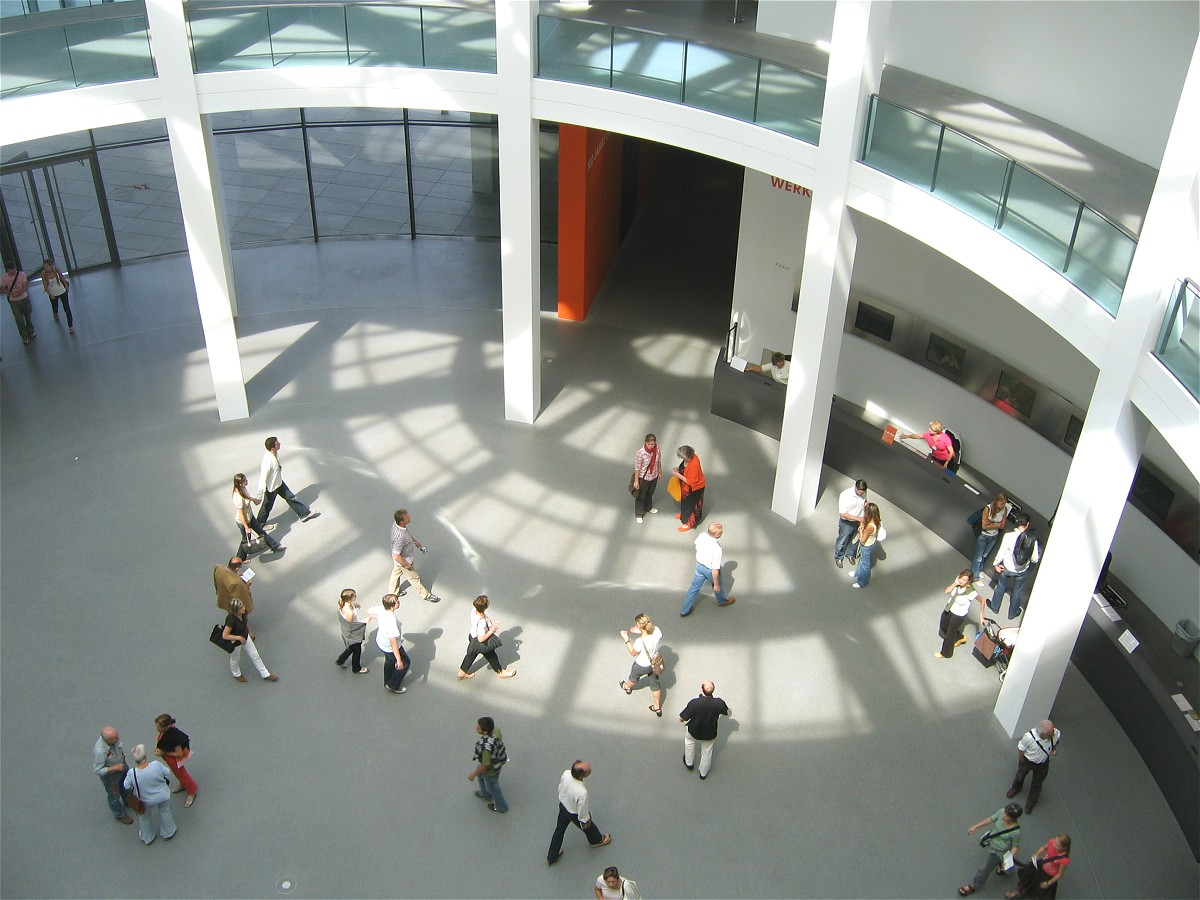
Pinakothek der Moderne, Rotunde

2002 erfolgte die Eröffnung der Pinakothek der Moderne im Kunstareal München, das in der Folge mit den Neubauten für das Museum Brandhorst und das Staatliche Museum Ägyptischer Kunst sowie dem Erweiterungsbau für das Lenbachhaus weiter ausgebaut wurde. Am 21. November 2004 entschieden die Münchner dann in einem Bürgerentscheid, dass in Zukunft keine Hochhäuser, die 100 Meter (Höhe der Türme der Frauenkirche) übersteigen, im Stadtgebiet errichtet werden dürfen. Anlass war die Fertigstellung einer Reihe neuer, teilweise umstrittener Hochhäuser wie des Uptown München und der Highlight Towers.
Weitere Großbauten bereicherten zu Anfang des neuen Jahrtausends das Stadtbild. Am 30. Mai 2005 wurde nach 30 Monaten Bauzeit das neue Fußballstadion, die Allianz Arena, fertiggestellt und eingeweiht. Am 5. September 2005 wurde die Schrannenhalle in der Nähe des Viktualienmarkts wiedereröffnet. Am 9. November 2006, drei Jahre nach der Grundsteinlegung für das Jüdische Zentrum am Jakobsplatz erfolgte die Einweihung der neuen Hauptsynagoge. Endgültig fertiggestellt wurde das Jüdische Zentrum dann 2007. Am 20. Oktober 2007 wurde BMW Welt am Olympiapark eröffnet. Ab Ende 2006 wurde ein Zentraler Omnibus-Bahnhof an der S-Bahnhaltestelle Hackerbrücke in der Nähe des Hauptbahnhofes erbaut und nach dreijähriger Bauzeit 2009 fertiggestellt.
Als erste deutsche Großstadt stellte München ab 2003 bis 2008 seine EDV zu großen Teilen auf Linux und freie Software um, hierfür wurde eine eigene Linuxdistribution mit dem Namen LiMux entwickelt (Siehe auch Linux in staatlichen Einrichtungen). Seit 2006 gehören sowohl die Ludwig-Maximilians-Universität als auch die Technische Universität München zu den ersten, anfangs nur drei deutschen Eliteuniversitäten.

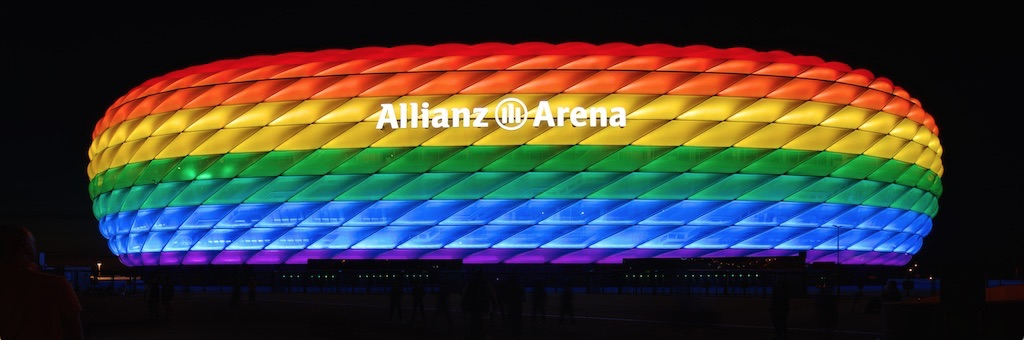
Zum Christopher Street Day erstrahlte die Allianz Arena in Regenbogenfarben.

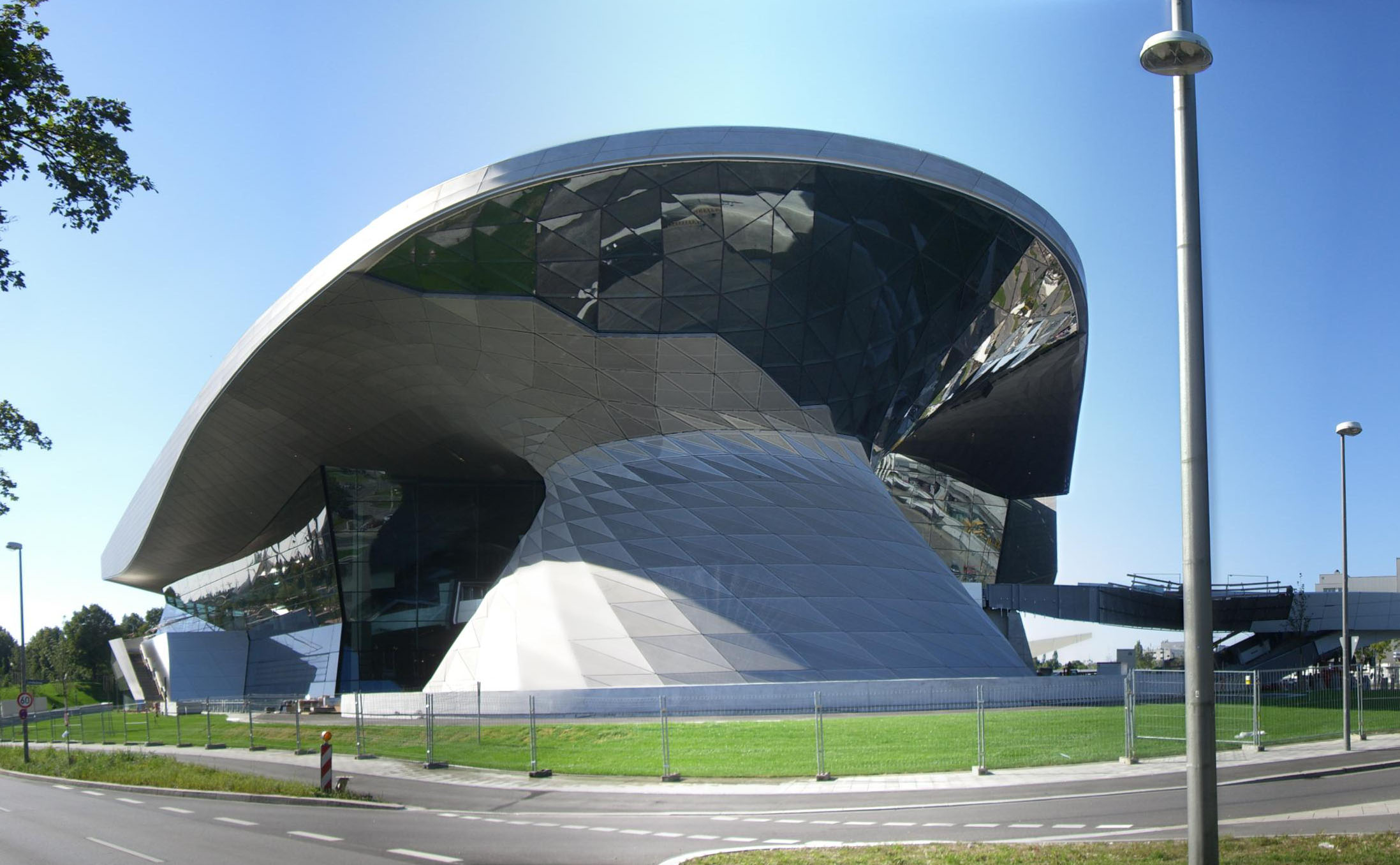
BMW Welt

Auch im ersten Jahrzehnt des neuen Jahrtausends erlebte München zahlreiche Großereignisse. Die BUGA 2005 – Bundesgartenschau fand 2005 in München in der Nähe der Messe Riem statt. Am 9. Juni 2006 folgte die Eröffnung der Fußballweltmeisterschaft in Deutschland in der neuen Allianz Arena in Fröttmaning. Vom 9. bis 11. September 2006 besuchte Papst Benedikt XVI. als dritter Papst München und hielt einen Gottesdienst am Messegelände in Riem. Der zweite Ökumenische Kirchentag hat vom 12. bis 16. Mai 2010 in München stattgefunden.
2010 scheiterte der Bau der Moschee Sendling aus finanziellen Gründen. Wie schon lange zuvor beim Bau protestantischer Kirchen (St. Lukas) und Synagogen (Alte Hauptsynagoge) gab es Proteste und den Wunsch der Gegner keinen prominenten stadtbildenden Bauplatz zur Verfügung zu stellen.
Am frühen Donnerstagvormittag des 15. November 2012 fiel in weiten Teilen der Stadt der Strom aus. Bis zu 450.000 Bürger waren dabei betroffen. Straßenampeln fielen aus, S- und U-Bahn wurden erheblich im Fahrplanablauf gestört. Im November 2013 erregte auch der Schwabinger Kunstfund großes Aufsehen.
Das Regierungsbündnis im Stadtrat aus SPD, Grünen und Rosa Liste wurde nach den Wahlen 2014 von einer Großen Koalition abgelöst. Im September 2015 kamen auf Grund der Flüchtlingskrise in Europa ab 2015 von heute auf morgen täglich Tausende Flüchtlinge am Münchner Hauptbahnhof an. Spontan wurden sie damals von zahlreichen Einheimischen mit kleinen Geschenken begrüßt.
Am 22. Juli 2016 wurden bei einem Anschlag neun Menschen getötet, vier verletzt und bei entstandenen Paniken wurden nochmals mindestens 32 Menschen verletzt.
Ein zunehmendes Problem wurde in diesem Jahrzehnt der Klimawandel. Es wird von einem Anstieg der Durchschnittstemperatur und einer Veränderung der Niederschlagsmuster ausgegangen. Die Vollversammlung des Stadtrats hat daher im November 2016 ein Maßnahmenkonzept zur Anpassung an den Klimawandel in der Landeshauptstadt München beschlossen. Betroffen sind Stadtentwicklung und Grünräume, Stadtgrün und Gebäude, Wasser und Niederschlag, Landnutzung und Naturhaushalt sowie Gesundheit. Im Dezember 2019 hat der Münchner Stadtrat den Klimanotstand für München ausgerufen und gleichzeitig die Stadtverwaltung beauftragt, einen Handlungsplan zu erarbeiten, wie das Ziel der Klimaneutralität der Gesamtstadt bereits 2035 erreicht werden kann.
Ebenfalls im Dezember 2016 einigten sich Freistaat und Deutsche Bahn für die S-Bahn neben einer zweiten Stammstrecke auch den Ausbau von Nordring und Sendlinger Spange zu planen. Ende des Jahres 2016 erreichte die Einwohnerzahl einen neuen Rekord von anderthalb Millionen Menschen. Im Jahre 2016 kamen in München 18.107 Babys zur Welt. Das sind fast 1000 mehr als im Jahr davor und ebenfalls ein neuer Rekord.
Obwohl weiterhin Neubaugebiete erschlossen wurden, so im Westen Freiham, als etwa 350 ha großes Stadterweiterungsgebiet, oder auf dem Gelände der Bayernkaserne, wo die Bevölkerung im Stadtbezirk Schwabing-Freimann binnen weniger Jahre um 15.000 Menschen wachsen wird, erreichten sowohl die Immobilien- als auch die Mietpreise einen deutschen Spitzenplatz. In der Folge kam es im Stadtrat immer wieder zum Parteienstreit über Städtebauliche Entwicklungsmaßnahmen (SEM) auf den letzten großen Freiflächen im Norden und Osten der Stadt. Unterdessen geht die Gentrifizierung der Stadt immer rücksichtsloser voran: Im Oktober 2017 entschied die Stadt jedoch, dass das trotz eines Baustops abgerissene, unter Denkmalschutz stehende Uhrmacherhäusl in Giesing wieder original aufzubauen sei. Das Verfahren um die Kolbergerstraße 5 war zuvor eines der zahlreichen Beispiele trotz Denkmalschutz ältere Bauwerke zugunsten einer dichteren Bebauung abzureißen. Wegen seines nun gut gepflegten Altbaubestands gilt das Glockenbachviertel als attraktives Wohnquartier und sehr teures Szeneviertel. Steigende Preise führen dazu, dass die alternative Szene mehr und mehr ins Westend abwandert und die schwule Szene kaum noch vertreten ist, da viele Lokale geschlossen wurden. Durch Behördenverlagerung von München auch nach Franken, wie beispielsweise des Umweltamtes nach Hof, des Heimatministeriums nach Nürnberg und des Statistischen Landesamtes nach Fürth, verfolgte die bayerische Staatsregierung auch das Ziel, den Zuwanderungsdruck auf die Hauptstadt zu mildern.
Der Zuwanderungsdruck wurde auch durch erfolgreiche Industrieansiedlungen verstärkt. 2017 begann die BMW Group mit dem Ausbau ihres Forschungs- und Innovationszentrum FIZ im Münchner Norden. Das soll bis 2050 um rund 50 Prozent wachsen und dann 41.000 Arbeitsplätze bieten. Die Position Münchens als „Silicon Valley an der Isar“ wurde weiter ausgebaut: Nachdem der Tech-Riese IBM bereits 2016 schon 200 Millionen Euro in München investierte und sich in Nachbarschaft zu Microsoft in die Schwabinger Highlight Towers einmietete, hat Apple 2021 angekündigt, in München in den kommenden drei Jahren über eine Milliarde Euro investieren zu wollen. Neben weiteren Firmen investierten auch Google und Huawei in München.
Im Oktober 2017 wurde auch das Ergebnis der Planungen für ein neues Konzerthaus im Werksviertel am Ostbahnhof bekanntgegeben: Neben einem großen Konzertsaal für das Symphonieorchester des Bayerischen Rundfunks mit 1800 Plätzen sollte ursprünglich ab Frühsommer 2018 auf dem Gelände der ehemaligen Pfanni-Knödelfabrik auch ein kleinerer Saal mit 600 Plätzen entstehen, bevor sich das Projekt verzögerte. Die Kosten für das Projekt von Cukrowicz Nachbaur Architekten werden auf mehr als 300 Millionen Euro geschätzt. Im Dezember wurde dann der Siegerentwurf für den Neubau des Volkstheaters am Zenettiplatz mit einem Saal mit wie bisher 600 Sitzplätzen und einer Werkraumbühne vorgestellt. Im Oktober 2021 eröffnete, zunächst als Provisorium, die Isarphilharmonie.
Bei der Kommunalwahl im März 2020 lagen die Grünen erstmals als stärkste Partei im Stadtrat vor CSU und SPD, die beide starke Verluste erlitten. Weil die Grünen bei der Kommunalwahl am 15. März stärkste Kraft wurden, heißt die neue Allianz für die Stadtregierung Grün-Rot. Mit beteiligt am Bündnis sind auch die Rosa Liste und Volt.
Zur selben Zeit breitete sich die COVID-19-Pandemie immer weiter aus. Deutschlandweit wurden Bayern und München zeitweise besonders stark in Mitleidenschaft gezogen, was zu hohen wirtschaftlichen Einbußen führte, unter anderen durch Ausgangssperren für die Bevölkerung, Schließung von Lokalen und Geschäften sowie Absagen von zahlreichen Veranstaltungen einschließlich des Oktoberfests 2020 und 2021.
Eine Bewerbung um die Olympischen Winterspiele 2022 scheiterte an einem Volksentscheid schon im November 2013. Mit ihrer Bewerbung für die Winterspiele 2018 war München zuvor ebenfalls gescheitert. Die Stadt München war jedoch einer der Ausrichter der durch die Pandemie um ein Jahr verschobenen Fußball-Europameisterschaft 2021, die erstmals in 13 Städten verschiedener Länder gleichzeitig ausgetragen wurde: Vier Partien fanden dann in der Arena in Fröttmaning statt, drei Vorrundenspiele und ein Viertelfinale. Den Zuschlag für die Fußball-Europameisterschaft 2024 hatte Deutschland bekommen, auch in München wurden dann wieder Spiele ausgetragen.
Anfang 2022 erregte das Münchner Missbrauchsgutachten des Erzbistums großes Aufsehen.
Nach der Invasion der Ukraine am 24. Februar 2022 erreichten die Stadt Tausende Flüchtlinge, während mit Spendengeldern Hilfsgüter beschafft und in die Ukraine transportiert wurden, auch in die langjährige Partnerstadt Kiew.

## Persönlichkeiten der Stadtgeschichte

### Künstler
München hat schon seit langem bedeutende Künstler aller Art angezogen. Diese schufen eine endlose Zahl großer und kleiner Kunstwerke, die oftmals in Museen zu besichtigen sind oder sogar das Stadtbild prägen. Viele Namen sind in den Straßennamen verewigt.
Von der fast endlosen Liste berühmter Persönlichkeiten, die in München geboren wurden oder dort gewirkt haben, hier eine Auswahl:
Erasmus Grasser, Hubert Gerhard, Johann Baptist Straub, Ignaz Günther, Hans Krumpper, Ludwig von Schwanthaler (Bildhauer), Johann Baptist Stiglmaier (Bildhauer und Neubegründer des monumentalen Erzgusses), Cosmas Damian Asam (Maler und Baumeister) und Egid Quirin Asam (Bildhauer und Baumeister), Johann Baptist Zimmermann (Maler und Stuckateur), Giovanni Antonio Viscardi, Enrico Zuccalli, Joseph Effner, Johann Michael Fischer, François de Cuvilliés der Jüngere, Gustav Vorherr, Karl von Fischer, Leo von Klenze, Friedrich von Gärtner (Baumeister), Jan Polack, Peter Candid, Hans von Aachen, Carl Rottmann, Wilhelm von Kaulbach, Carl Spitzweg, Franz von Lenbach, Franz von Stuck, Wilhelm Leibl (Maler), Paul Heyse, Henrik Ibsen (Schriftsteller), Orlando di Lasso, Giovanni Battista Ferrandini, Giuseppe Antonio Bernabei, Pietro Torri, Wolfgang Amadeus Mozart, Richard Wagner, Richard Strauss, Franz Lachner, Max Reger, Carl Orff (Komponisten).
Insbesondere Schwabing zog eine große Zahl an Künstlern um die Jahrhundertwende und während der Weimarer Republik an: insbesondere Maler wie Paul Klee, Wassily Kandinsky, Alexej von Jawlensky, Gabriele Münter, Franz Marc, August Macke und Alfred Kubin, dazu Schriftsteller wie Rainer Maria Rilke, Frank Wedekind, Franziska Gräfin zu Reventlow, Thomas Mann, Lion Feuchtwanger, Bert Brecht, Oskar Maria Graf, Marianne von Werefkin. Die bekannte Künstlerverbindung der Expressionisten, Der Blaue Reiter, hat in München seinen Ursprung.

### Wissenschaftler
Bereits im Mittelalter wurde München unter Kaiser Ludwig dem Bayern ein wichtiger Ort des Geisteslebens, an seinen Hof hatten sich unter anderem die Theologen und Philosophen Marsilius von Padua und Wilhelm von Occam geflüchtet. Im späten 18. Jahrhundert reorganisierte mit Benjamin Thompson ein renommierter Naturwissenschaftler von München aus das bayerische Staatswesen.
Seit dem 19. Jahrhundert ist München ein Zentrum der Wissenschaften.
Forscher und Erfinder wie Alois Senefelder, Joseph von Fraunhofer, Justus von Liebig, Carl von Linde, Rudolf Diesel, Oskar von Miller, Georg Simon Ohm, Emil Kraepelin, Alois Alzheimer arbeiteten in München und der junge Albert Einstein besuchte das Luitpold-Gymnasium. Zahlreich sind die Nobelpreisträger, die in München lehrten, von Wilhelm Conrad Röntgen im Jahre 1901 bis Theodor Hänsch 2005.

### Stadtoberhäupter

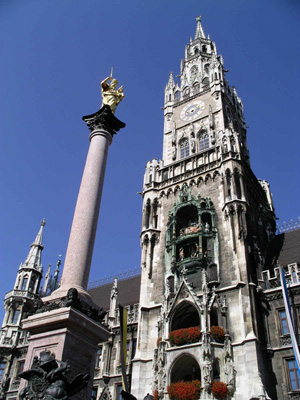
Das neue Rathaus und die Mariensäule auf dem Marienplatz

Die Führung der Stadt oblag seit dem 13. Jahrhundert dem Rat, der sehr unterschiedliche Bezeichnungen hatte (Consules, Die Burger aus dem Haus, Die Ratgeben). An dessen Spitze stand ein Bürgermeister, der ebenfalls im Laufe der Zeit verschiedene Bezeichnungen hatte. Anfang des 19. Jahrhunderts leitete der Magistrat die Stadtverwaltung. Ihm standen zwei Bürgermeister vor. 1810 gab es einen Munizipalrat nach dem Vorbild der französischen Republik und ab 1818 wieder einen Magistrat. München war ab jenem Zeitpunkt eine Stadt 1. Klasse. Dem Magistrat standen zwei Bürgermeister vor. Daneben gab es als zweite Kammer die „Gemeindebevollmächtigten“. Dieses Verwaltungssystem wurde 1869 reformiert, dem Grunde nach jedoch beibehalten. Erst ab 1919 gab es nur noch ein Einkammersystem. Magistrat und Gemeindebevollmächtigte wurden zum Stadtrat vereinigt. Die Leitung der Stadt oblag dem ehrenamtlichen, von den Bürgern beziehungsweise ab 1924 vom Gemeinderat gewählten 1. Bürgermeister und einem hauptamtlichen 2. Bürgermeister. Ab 1935 erhielt der Erste Bürgermeister den Titel Oberbürgermeister. An seiner Seite gab es Beigeordnete. Nach dem Zweiten Weltkrieg wurden Stadtrat und Oberbürgermeister zunächst von der amerikanischen Besatzungsmacht eingesetzt, ab 1946 wurde der Stadtrat bereits wieder von der Bevölkerung gewählt. Der Oberbürgermeister wurde ab 1952 ebenfalls wieder von der Bevölkerung der Stadt gewählt.
Seit 1948 stellt die SPD fast ununterbrochen die Bürgermeister der Stadt, einzige Ausnahme war Erich Kiesl (CSU) von 1978 bis 1984. Derzeitiges Stadtoberhaupt ist seit 1. Mai 2014 Dieter Reiter (SPD), welcher Christian Ude (SPD) nach 21 Jahren im Amt abgelöst hat.